# Nokia
Nokia Corporation, o Nokia Oyj, nota più semplicemente come Nokia, è una multinazionale finlandese, produttrice di apparecchiature per telecomunicazioni.
Oggi è costituita da due divisioni: Nokia Technologies, che si occupa di ricerca e sviluppo per nuove tecnologie, prodotti consumer e licenze di marchi e brevetti, e Nokia Networks, che rappresenta il "core business" dell'azienda e si occupa di software e servizi per infrastrutture di rete. Quest'ultimo settore si divide in altri quattro gruppi di lavoro: 
- Reti mobili, che comprende il portfolio prodotti radio di Nokia
- Reti fisse, che racchiude l'attività relativa alle reti fisse
- Applications & Analytics, che si occupa delle operazioni relative al software e all'attività di analisi dei dati della compagnia
- Reti IP/ottiche, che racchiude le attività relative a IP Routing, Optical Transport e IP video e il portfolio Nokia IP partner e Packet Core.

L'azienda prende il nome dalla città in cui venne fondata nel 1865. La sede centrale si trova a Espoo.
Può essere considerato come un "logo aziendale" il Nokia tune, la celebre suoneria per cellulare tratta dal Gran Vals di Francisco Tárrega.
Nel 2018, Nokia ha impiegato circa 103 000 persone in oltre 100 Paesi, ha fatto affari in oltre 130 Paesi e ha registrato un fatturato annuo di circa € 23 miliardi. Si tratta della 415ª società più grande al mondo misurata dal 2016.
La società ha operato in vari settori negli ultimi 150 anni. Ha inoltre contribuito in modo notevole al settore della telefonia mobile, avendo contribuito allo sviluppo degli standard GSM, 3G, LTE e 5G.
Dopo una collaborazione con Microsoft, la sua attività di telefonia mobile è stata acquistata da Microsoft stessa, creando Microsoft Mobile nel 2014. Dopo la vendita, Nokia ha iniziato a concentrarsi maggiormente sulla sua attività di infrastruttura di telecomunicazioni contrassegnate, inoltre, dalla cessione della divisione Here, dalla vendita del marchio di lusso Vertu e dall'acquisizione di Alcatel-Lucent. La società ha poi sperimentato la realtà virtuale e la salute digitale, attraverso l'acquisto di Withings.
Dal 2017 il marchio Nokia è tornato sul mercato dei cellulari, degli smartphone e dei tablet attraverso un accordo di licenza con HMD Global, rifondando nuovamente la divisione Nokia Mobile. Nokia continua a essere un importante "venditore" di brevetti per la maggior parte dei grandi produttori di telefoni cellulari.
A partire dal 2018, Nokia è il terzo produttore mondiale di apparecchiature di rete.
È membro dell'Istituto europeo per le norme di telecomunicazione (ETSI).

## Storia

### 1865-1967
Il nome Nokia è stato ispirato dal fiume Nokianvirta, lungo il quale, nel 1865 l'ingegnere minerario Knut Fredrik Idestam aprì una fabbrica di cellulosa, vicino a Tampere, in Finlandia. Un secondo stabilimento per la produzione di cellulosa fu aperto nel 1868 nella città di Nokia.
Nel 1871, Idestam, insieme all'amico Leo Mechelin, formò una società condivisa da essa e la chiamò Nokia Ab.
Idestam si ritirò nel 1896, facendo di Mechelin il presidente dell'azienda. Successivamente, all'inizio del XX secolo, un'impresa leader nella fabbricazione di stivali in gomma venne attratta dall'energia prodotta in riva al fiume. La "Società Finlandese della gomma" stabilì i suoi insediamenti produttivi nelle vicinanze e iniziò a usare Nokia come marchio. Poco dopo la prima guerra mondiale la "Società finlandese della gomma" - che a un certo punto divenne la più importante fornitrice di stivali per l'esercito e equipaggiamenti come la maschera antigas M61 - acquistò l'impianto per la lavorazione del legno.
Nel 1922 le due società entrarono in una holding con la principale industria nazionale di cavi per il telefono e il telegrafo.

Nokia, all'epoca produceva anche respiratori per uso sia civile sia militare. 

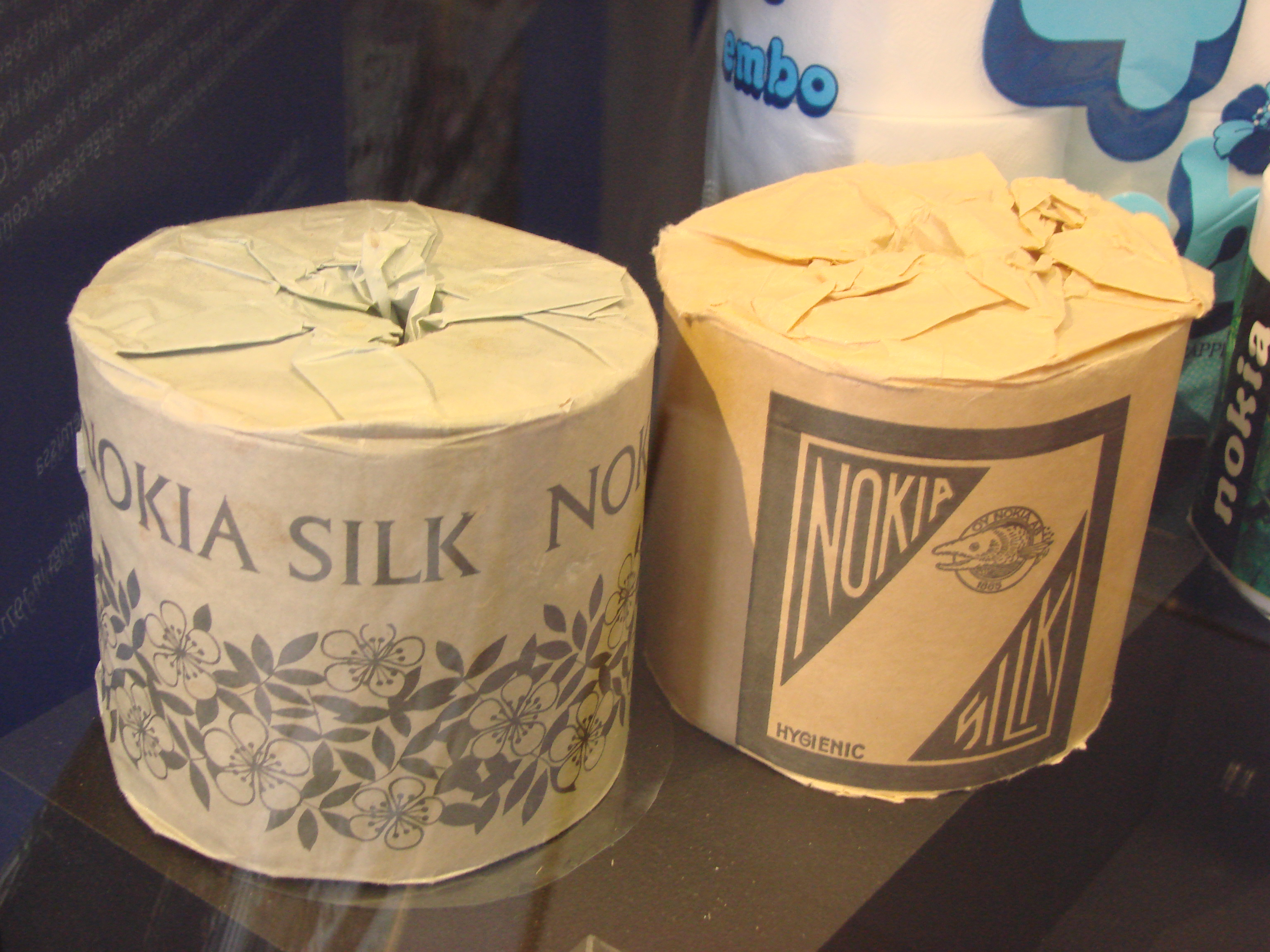
Rotoli di carta igienica prodotti da Nokia negli anni sessanta

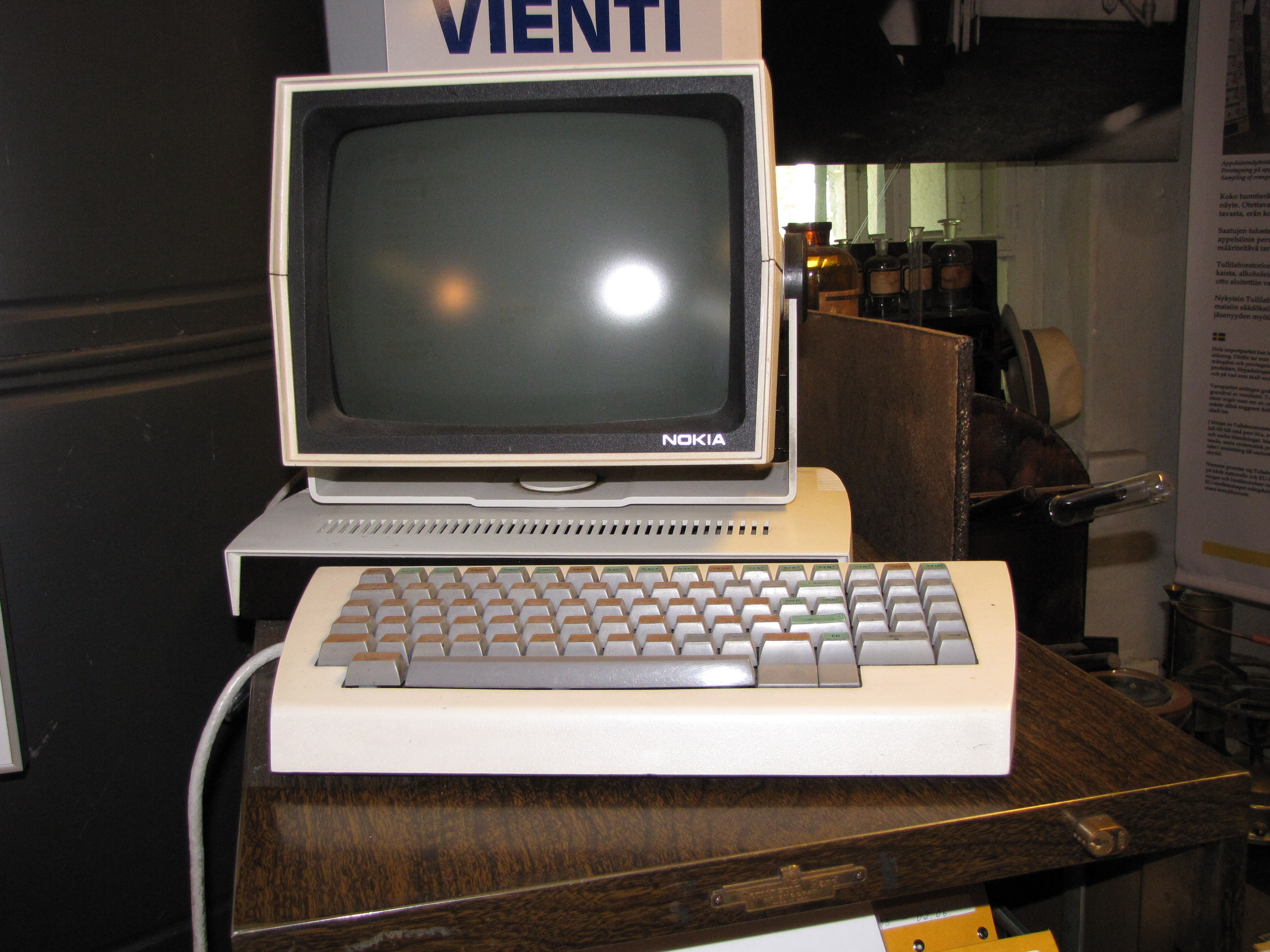
Nokia Mikko 3 (1978)

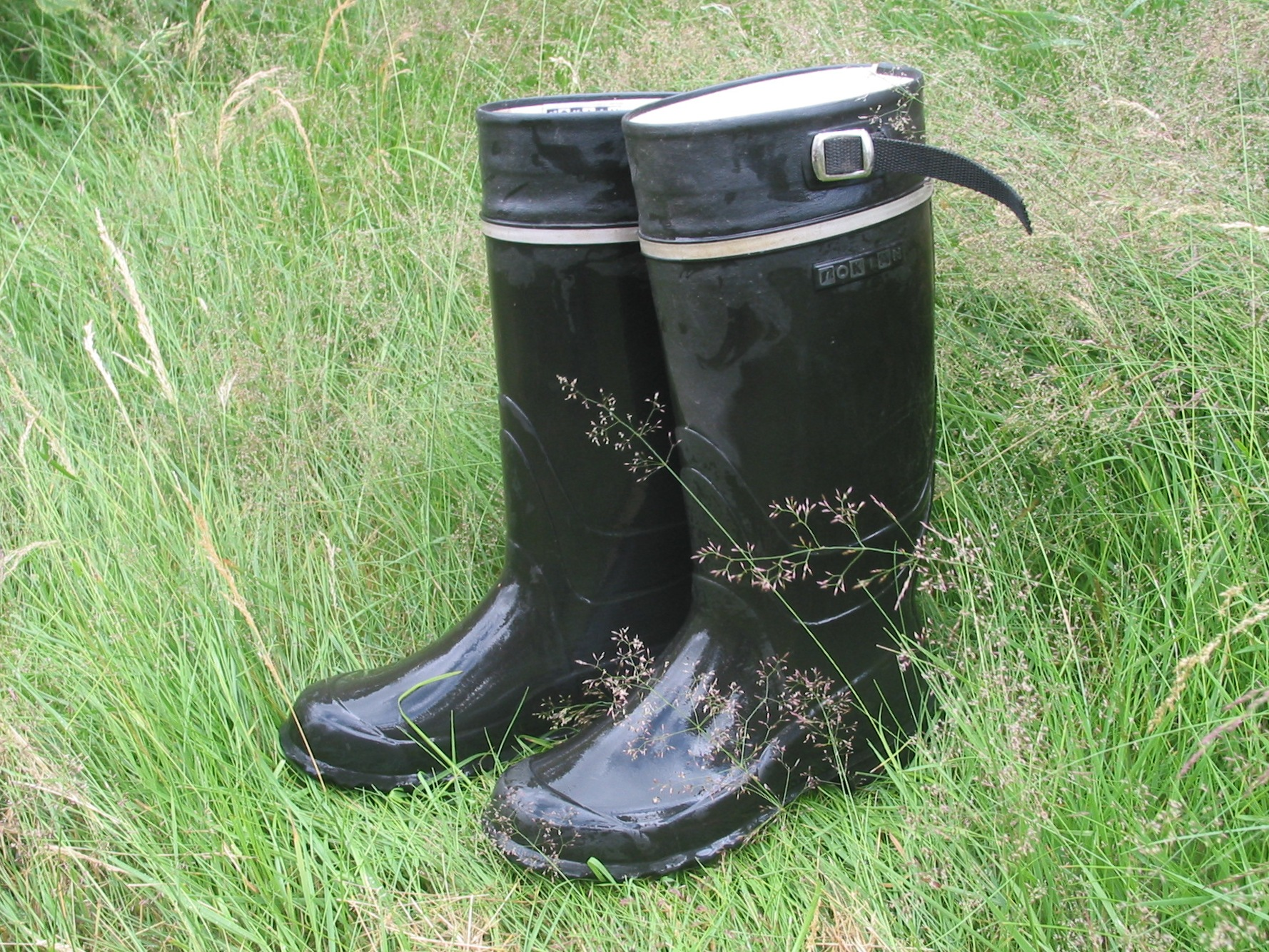
Stivali di gomma Nokian

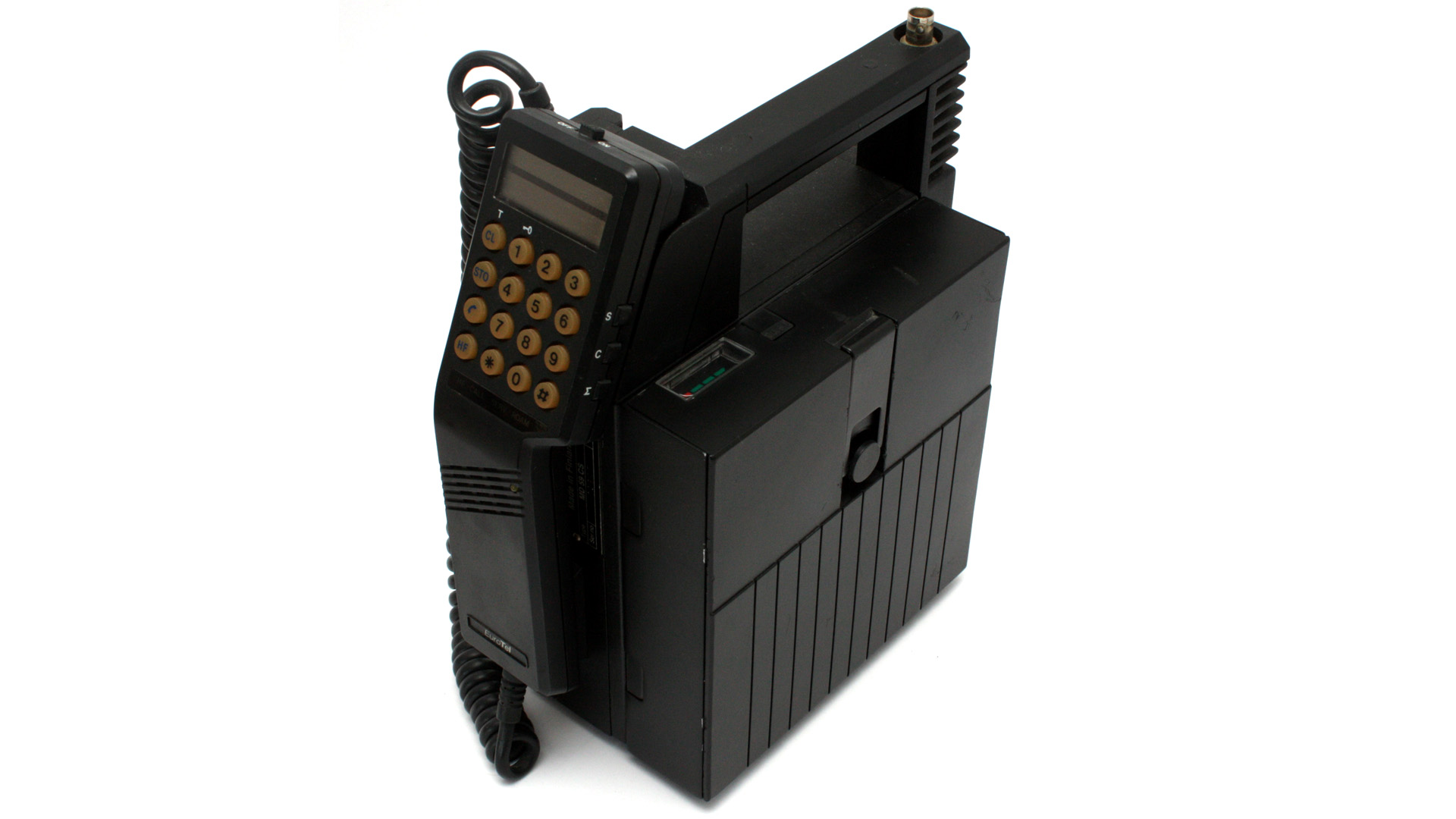
Nokia Talkman (1984)

Dopo la seconda guerra mondiale il settore cavi del gruppo si offrì come fornitore all'URSS del materiale che la Finlandia doveva fornire in conto riparazione in virtù del trattato di pace.
Dopo l'accordo commerciale della Finlandia con l'Unione Sovietica negli anni '60, Nokia si espanse nel mercato sovietico.
Nokia d'altronde si aprì all'elettronica solamente nel 1963 con le apparecchiature radio.
Nel 1967, tre società (Nokia, Kaapelitehdas e Finnish Rubber Works) si fusero per creare una nuova Nokia Corporation, ristrutturata in quattro grandi attività: silvicoltura, cavi, gomma ed elettronica.

Logo Calzature Nokia (1965-1986)

### 1968-1990

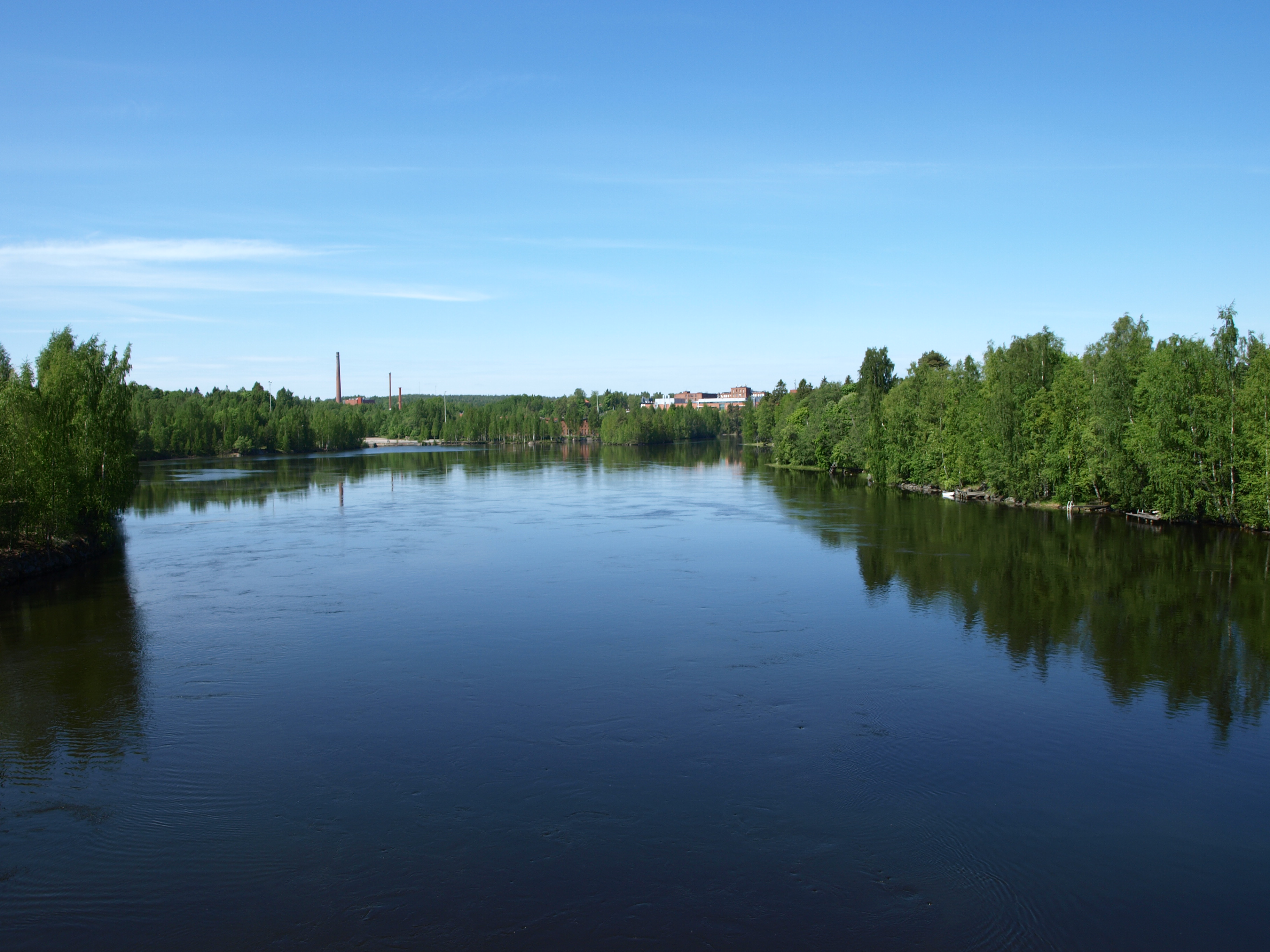
Il fiume Nokianvirta, luogo in cui Fredrik Idestam aprì la sua segheria

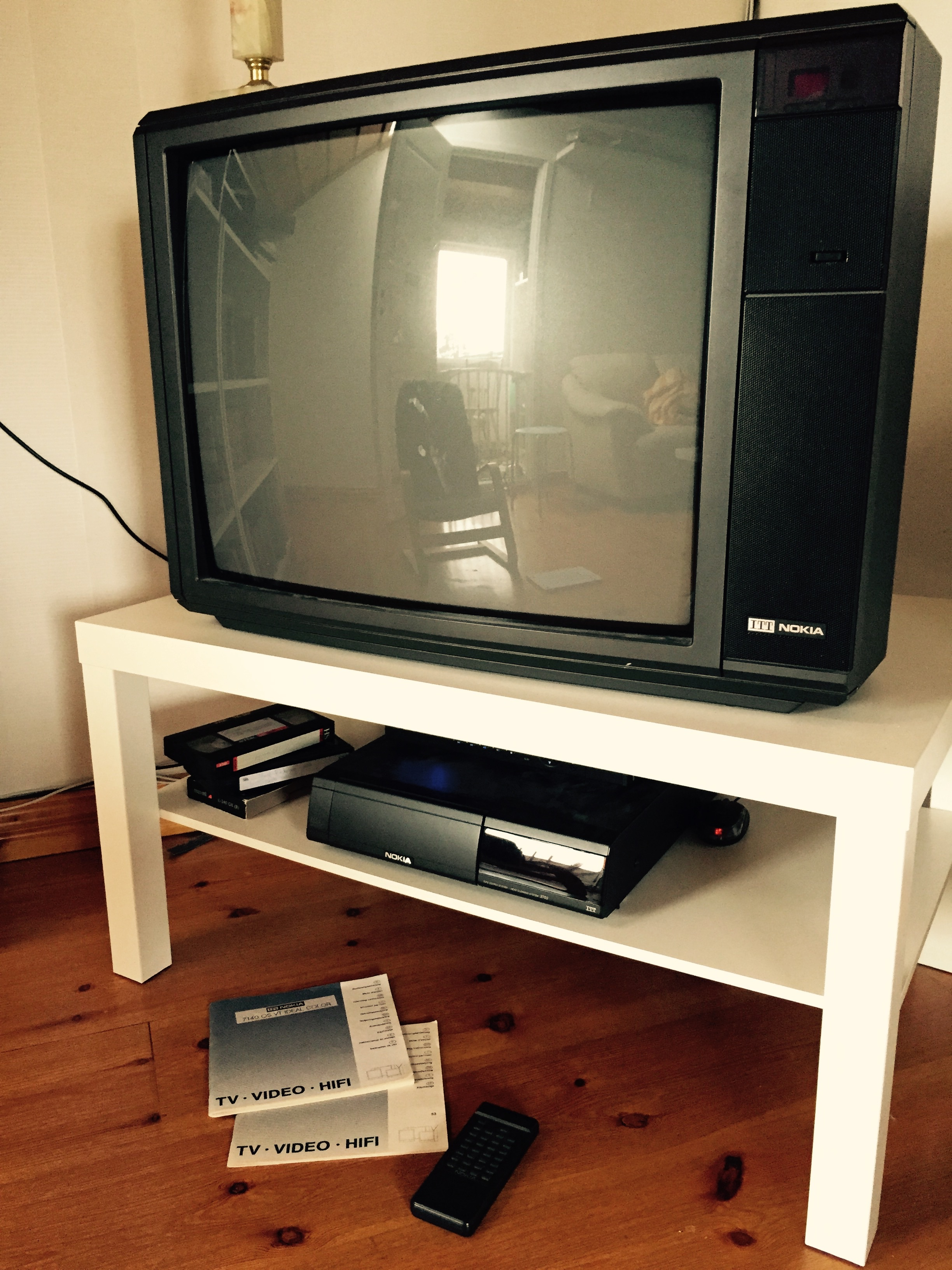
Un televisore Nokia ITT e un Nokia ITT VHS

Dopo l'accordo commerciale della Finlandia con l'Unione Sovietica negli anni 1960, Nokia si espanse nel mercato sovietico. Presto ampliò il commercio, passando dai centralini telefonici automatici alla robotica, dalle radio mobili, ai condensatori, dai prodotti chimici all'equipaggiamento militare come il comunicatore Sanomalaite M / 90 nel 1983 e la maschera antigas M61. Alla fine degli anni 1970 l'Unione Sovietica divenne un importante mercato per Nokia, contribuendo a produrre profitti elevati. Nokia ha anche collaborato alla tecnologia scientifica con l'Unione Sovietica. Nokia ha importato molti componenti fabbricati negli Stati Uniti e li ha usati per i sovietici e, secondo il viceministro della Difesa americano, Richard Perle, Nokia aveva una cooperazione segreta con il Pentagono e ciò ha permesso agli Stati Uniti di tenere traccia degli sviluppi tecnologici nell'Unione Sovietica attraverso il commercio con Nokia. Questa fu una dimostrazione del commercio della Finlandia con entrambe le parti, poiché era neutrale durante la guerra fredda.
Nel 1977 ne divenne presidente Kari Kairamo che, avendo studiato negli Stati Uniti, non condivideva la tradizione filo-sovietica dell'imprenditoria finlandese e puntò invece su televisori e personal computer, mettendo sul mercato, nel 1977, una serie chiamata MikroMikko. Sotto la sua guida Nokia ha acquisito molte aziende tra cui la produttrice di televisori Salora nel 1984, seguita dalla produttrice di computer Luxor AB nel 1985 e di televisori francese Oceanic nel 1987. Ciò ha reso Nokia il terzo produttore di televisori in Europa, dietro Philips e Thomson e primo produttore in Europa nel 1987 col Marchio ITT. I marchi esistenti hanno continuato a essere utilizzati fino alla fine dell'attività televisiva nel 1996.
Il primo telefono Nokia portatile è stato il Mobira Talkman, lanciato nel 1984.
Nel 1987, Nokia ha acquisito i Marchi "Schaub-Lorenz" e "Graetz".

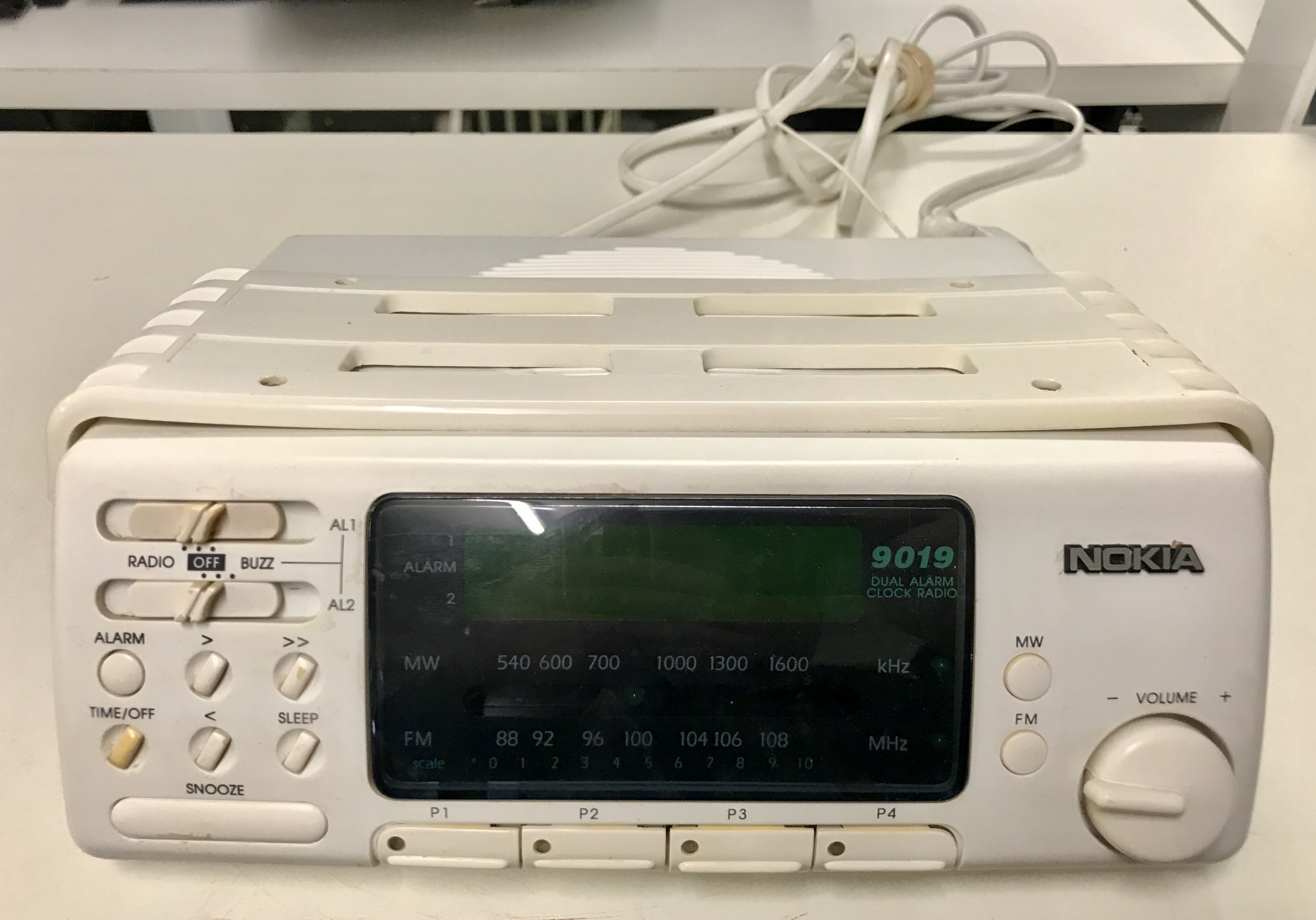
Una radiosveglia Nokia prodotta dal 1985 (CR9019)

Il 1º aprile 1988, Nokia acquistò la divisione informatica di Ericsson Systems Information che ebbe origine come divisione informatica della casa automobilistica svedese Saab chiamata Datasaab. La fusione con la divisione Nokia Information Systems, che dal 1981 aveva una linea di personal computer chiamata MikroMikko, ha dato il nome di Nokia Data. Ma la concorrenza era troppa e l'azienda s'indebitò rapidamente e di conseguenza dovette uscire da diversi comparti, come quello dei televisori e dei computer.
Nokia successivamente ha acquisito Mobira, una società di telefonia mobile, che è stata la base della sua futura attività di telefonia mobile. Nel 1981, Mobira ha lanciato il servizio Nordic Mobile Telephone (NMT), la prima rete cellulare internazionale al mondo e la prima a consentire il roaming internazionale. Nel 1982, Mobira ha lanciato il telefono cellulare Mobira Senator, il primo telefono cellulare Nokia. A quel tempo, la società non aveva interesse a produrre telefoni cellulari, che il consiglio di amministrazione considerava simili ai gadget di James Bond: dispositivi improbabilmente futuristici e di nicchia. Dopo tutte queste acquisizioni, la base di entrate di Nokia è diventata 2,7 miliardi di dollari. Il CEO Kairamo si suicidò l'11 dicembre 1988.

### 1990-2004

Logo aziendale con la famosa tagline Connecting People introdotto nel 1992

A seguito della nomina di Simo Vuorilehto a CEO, è stata pianificata un'importante ristrutturazione. Con 11 gruppi all'interno dell'azienda, Vuorilehto, anche sapendo che la concorrenza era troppa, dovette uscire da diversi comparti, come quello dei televisori e dei computer: cedette Nokian Tyres (Nokian Renkaat), un produttore di pneumatici originariamente formato come divisione della Finnish Rubber Works nel 1932, si separò dalla Nokia Corporation nel 1988, due anni dopo, nel 1990, la Finland Rubber Works seguì l'esempio e nel 1991 Nokia ha venduto la sua divisione di computer, Nokia Data, al Regno Unito a ICL, il precursore di Fujitsu Siemens. Gli investitori hanno quindi pensato a questo come un problema finanziario e di conseguenza il prezzo delle azioni di Nokia è crollato.

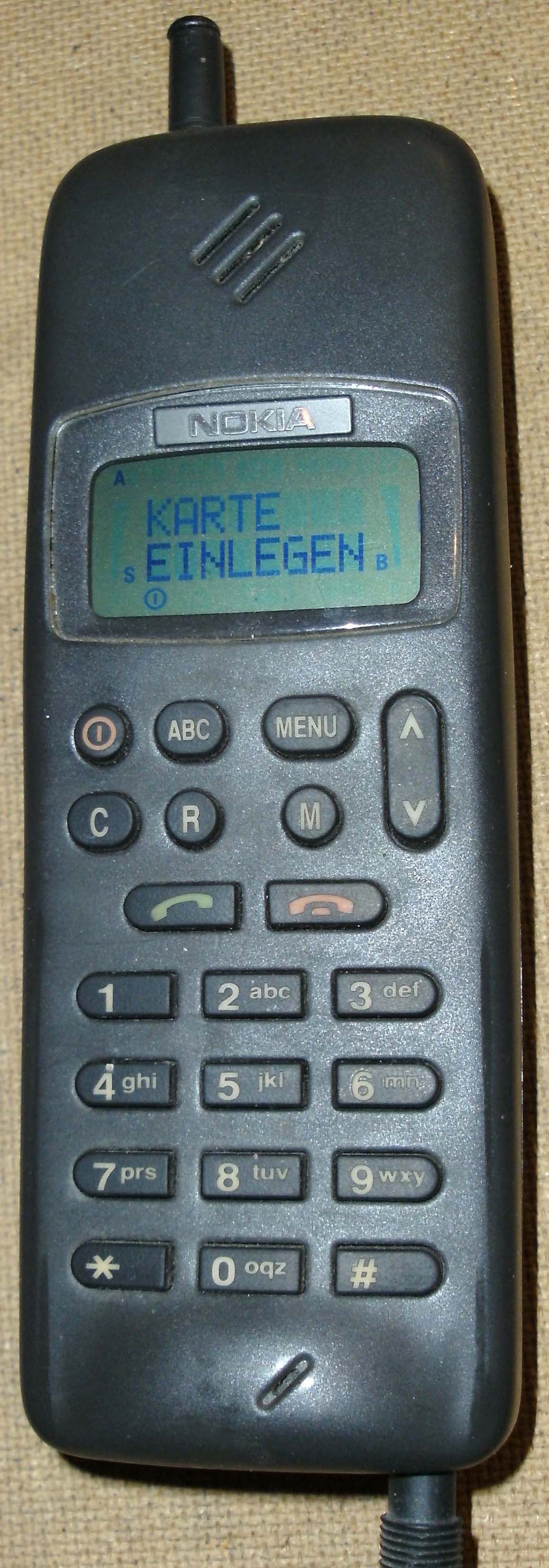
Nokia 1011 (1992)

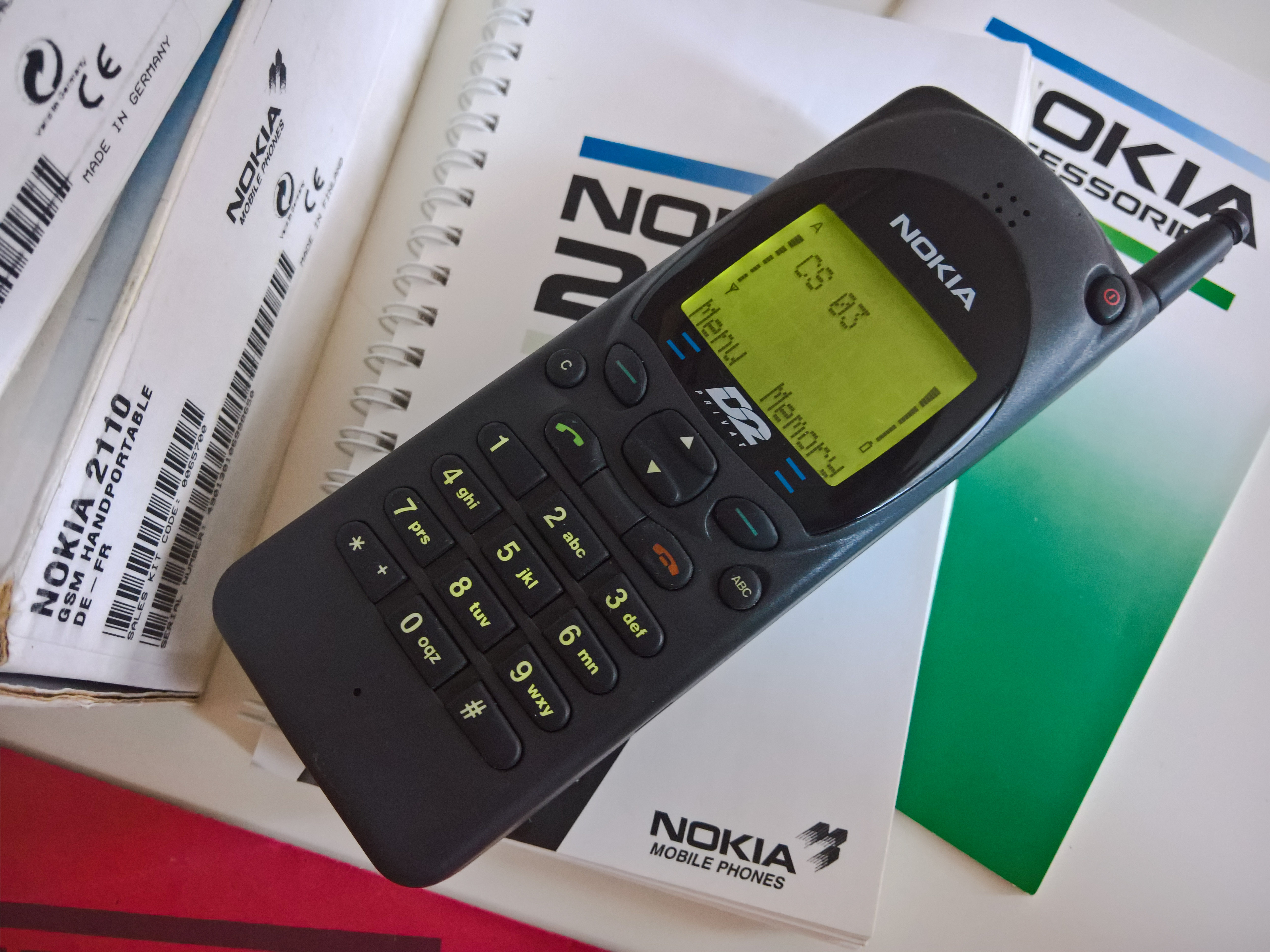
Nokia 2110 (1995)

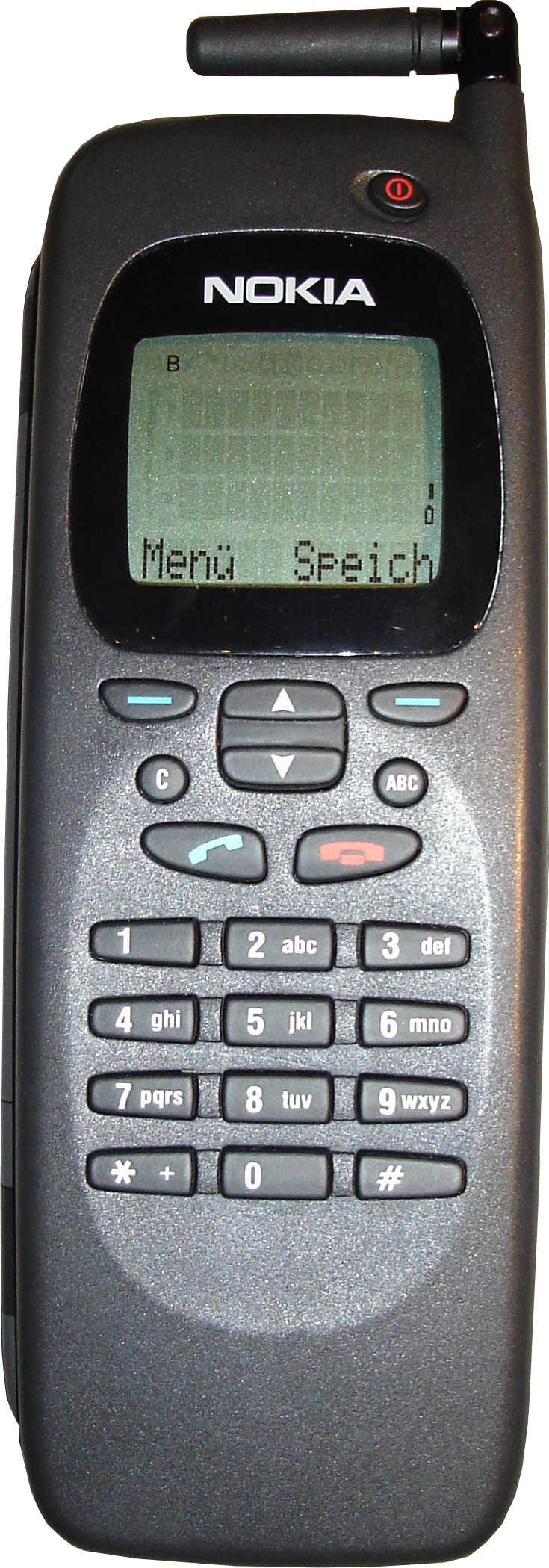
Nokia 9000 Communicator (1996)

Vuorilehto lasciò il gruppo nel gennaio 1992 e fu sostituito da Jorma Ollila, che era stato a capo del business della telefonia mobile dal 1990, e sconsigliò di vendere quella divisione. Ollila ha deciso di trasformare Nokia in una società "orientata alle telecomunicazioni" e alla fine si è sbarazzato di divisioni come il business dell'energia. Questa strategia ha avuto molto successo e la società è cresciuta rapidamente negli anni seguenti. L'utile operativo di Nokia è passato da negativo nel 1991 a 1 miliardo di euro nel 1995 e quasi 4 miliardi di euro nel 1999.
Il primo telefono cellulare completamente portatile di Nokia dopo il Nokia Mobira Senator è stato il Nokia Mobira Cityman nel 1987 e pesava 1,58 kg. Nokia ha assistito allo sviluppo dello standard mobile GSM negli anni 1980 e ha sviluppato la prima rete GSM con Siemens, il predecessore di Nokia Siemens Network. Il primo telefono Nokia "leggero" è il Nokia Cityman 100 del 1990 che pesava 485 gr. La prima chiamata GSM al mondo è stata effettuata dal primo ministro finlandese Harri Holkeri il 1º luglio 1991, utilizzando le apparecchiature Nokia sulla rete a 900 MHz costruita da Nokia e gestita da Radiolinja. Nel novembre 1992, il Nokia 1011 è stato lanciato, rendendolo il primo telefono cellulare GSM disponibile in commercio.
Il Nokia 2110 (1995) è il primo Nokia 2G, il primo telefono Nokia in grado di inviare e ricevere messaggi e il primo ad avere la caratteristica suoneria Nokia Tune.
Salora Oy come filiale Nokia terminò nel 1989 quando la divisione fu fusa in Nokia-Mobira Oy. Il marchio ha continuato a essere utilizzato per i televisori fino al 1995.

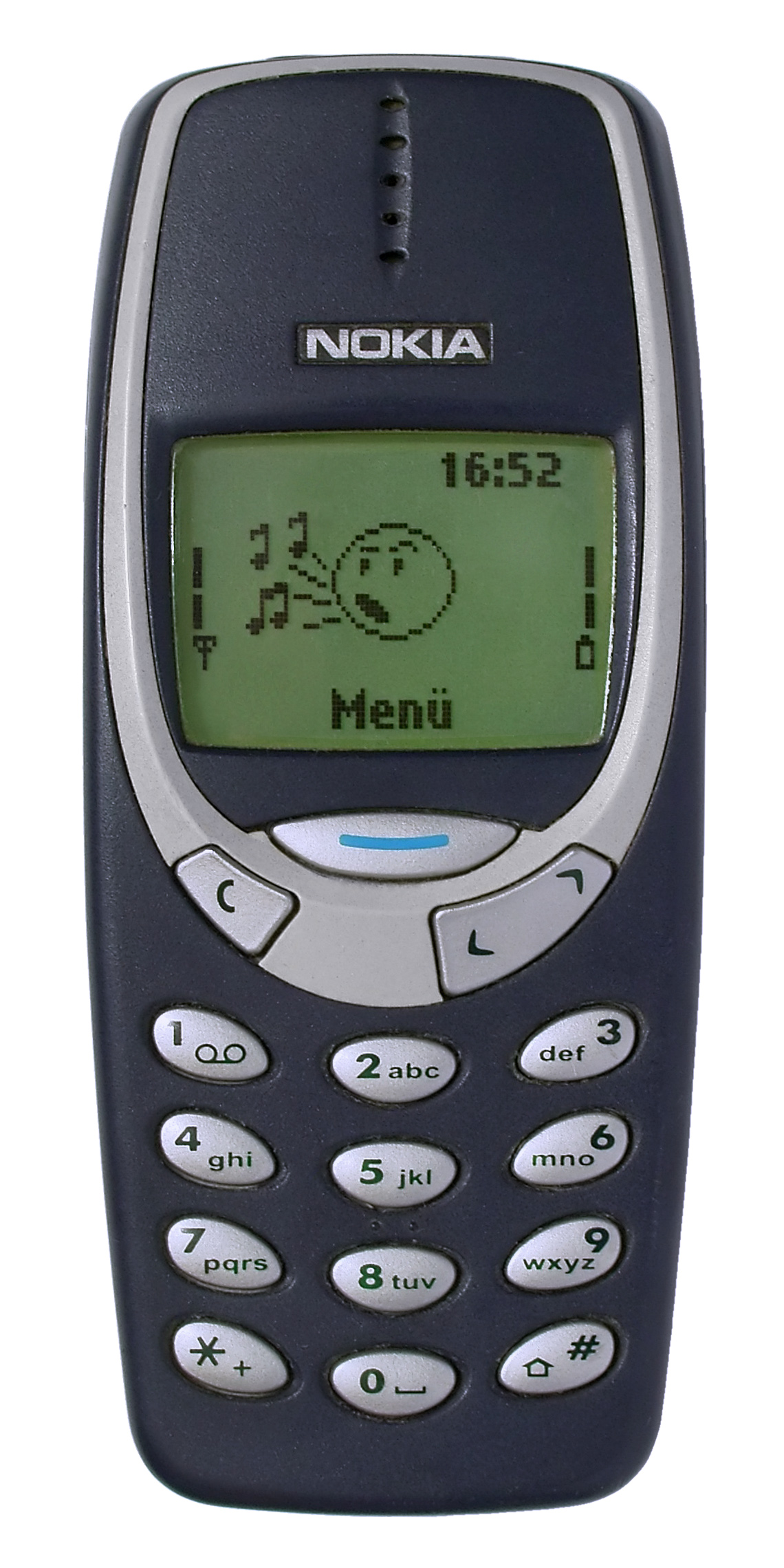
Un Nokia 3310 con menu finlandese, venduto in 126 milioni di esemplari

Il 12 giugno 1996, Nokia ha annunciato la vendita della sua attività televisiva alla Semi-Tech Corporation con sede in Canada e a Hong Kong. Lo stabilimento di produzione televisiva in Germania è stato chiuso nel settembre 1996. La vendita comprendeva una fabbrica a Turku e i diritti di utilizzare i marchi Nokia, Finlux, Luxor, Salora, Schaub-Lorenz e Oceanic fino alla fine del 1999. Alcuni di questi marchi sono stati successivamente venduti ad altre società.

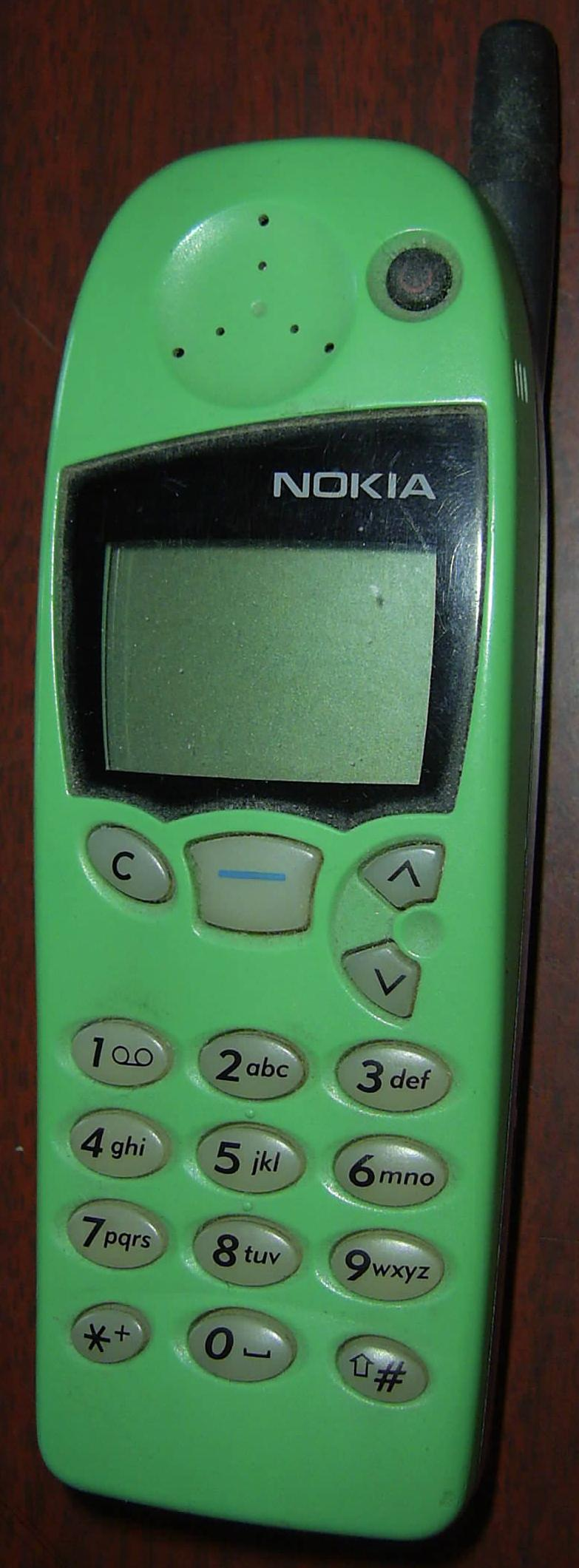
Nokia 5110 (1998)

Nokia è stata la prima a lanciare ricevitori satellitari digitali nel Regno Unito, nel marzo 1997. Nell'agosto 1997 Nokia ha introdotto il primo ricevitore satellitare digitale con supporto Common Interface (CI). Nel 1998 Nokia divenne il fornitore prescelto per produrre i primi decoder digitali televisivi terrestri al mondo da British Digital Broadcasting (BDB), che alla fine fu lanciato come ONdigital. Nell'ottobre 1998, Nokia ha superato Motorola diventando il marchio di telefonia mobile più venduto e in dicembre ha prodotto il suo centomilionesimo telefono cellulare e da qui inizia il periodo di indiscussa egemonia Nokia (che durerà per tredici anni fino al 2011, quando sarà superata da Samsung). Uno dei motivi principali per cui Nokia è cresciuta contro i suoi principali concorrenti Motorola ed Ericsson, è stato il fatto di essere riuscita a soddisfare il mercato dei giovani consumatori e i consumatori orientati alla moda, in particolare con i telefoni Nokia 5110 e Nokia 3210 che presentavano una vasta gamma di colorate cover posteriori sostituibili chiamate Xpress-on. La compagnia formò anche la divisione Vertu, creando telefoni mobili di lusso.

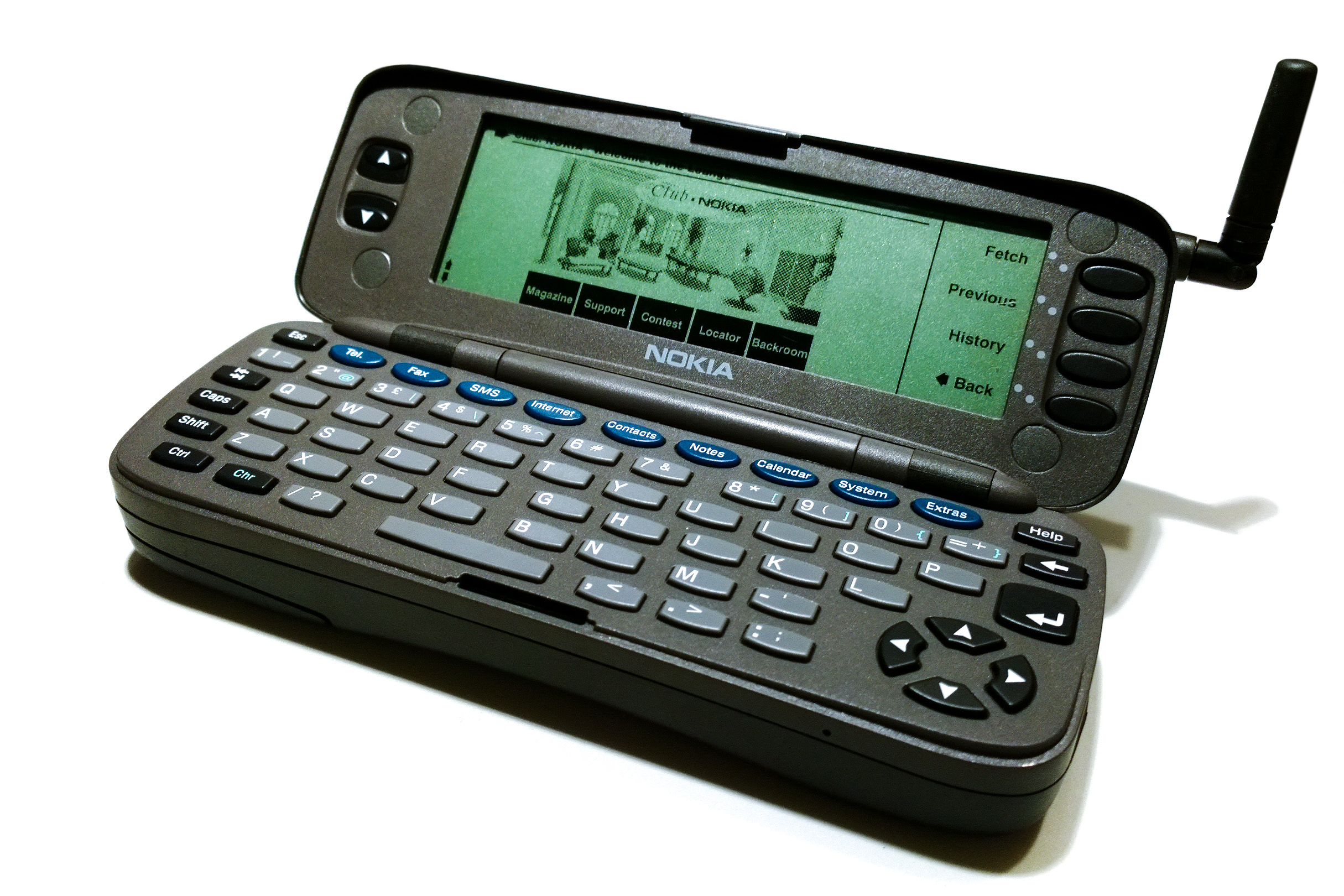
Nokia 9000 Communicator aperto (1996)

Il Nokia 9000 Communicator del 1996 è stato il primo prodotto di Nokia della serie Communicator. Inoltre è stato il primo cellulare con tastiera estesa che permetteva di inviare e ricevere email.
Il Nokia 8110 (1996) è stato il primo cellulare con slider (cover a slitta scorrevole). Era anche chiamato “banana phone" per via della forma curva del telefono.
Il Nokia 5110 (1998) è stato il primo cellulare a portare il concetto di cover intercambiabili; è anche famoso per essere il primo cellulare con il gioco Snake.
Il Nokia 8810 (1998) è stato il primo cellulare con un'antenna all'interno.
Il Nokia 7110 (1999) è il primo cellulare dotato di browser WAP per l'accesso all'Internet mobile e il primo cellulare a implementare il T9, sistema di scrittura facilitato.
Nell'aprile 1996, Nokia affermò che i suoi monitor 447Xav e 447K erano i primi con altoparlanti stereo e sub-woofer. Nel maggio 1999 Nokia ha presentato i suoi primi prodotti LAN wireless. Nel gennaio 2000 ViewSonic ha acquisito Nokia Display Products, la divisione che produce display per personal computer. Il 26 aprile 2001 Nokia ha collaborato con Telefonica per fornire modem e router DSL in Spagna.
Nel 1998 Nokia ha cofondato Symbian Ltd., guidato da Psion, per creare un nuovo sistema operativo per telefoni cellulari intelligenti come successore di EPOC32. Ha prodotto nel 2001 il Nokia 9210 Communicator (il primo Nokia con schermo a colori) con Symbian OS e successivamente quell'anno ha creato la piattaforma Symbian Series 60, introducendola successivamente con il loro primo telefono con fotocamera, il Nokia 7650. Sia Nokia sia Symbian alla fine sono diventati rispettivamente i maggiori produttori di hardware e software per smartphone, e nel febbraio 2004 Nokia è diventata il principale azionista di Symbian Ltd. Nokia ha acquisito l'intera società nel giugno 2008 e successivamente ha costituito la Symbian Foundation.
Solo nel 1998, la società ha registrato un fatturato di 20 miliardi di euro con un profitto di 2,6 miliardi. Nel 2000 Nokia impiegava oltre 55 000 persone e deteneva una quota del 30% nel mercato della telefonia mobile, quasi il doppio rispetto al suo concorrente più vicino, Motorola. La società operava in 140 Paesi a partire dal 1999. Fu riferito che alcune persone credevano che Nokia fosse una società giapponese. Tra il 1996 e il 2001, il fatturato di Nokia è aumentato di cinque volte, passando da 6,5 a 31 miliardi di euro.
Al suo apice, nel 2000, Nokia da sola rappresentava il 4% del PIL del Paese, il 21% del totale delle esportazioni e il 70% della Borsa di Helsinki del mercato del capitale.
Nel 2001 viene presentato il primo Nokia con sistema operativo Symbian e primo Nokia con una fotocamera digitale: il Nokia 7650. L'anno successivo viene presentato il primo Nokia con tecnologia GPRS: il Nokia 3510
Nel 2003 venne lanciato il Nokia 6200.
La società sarebbe quindi conosciuta come un produttore di successo e innovativo di telefoni cellulari con fotocamera. Il primo cellulare touchscreen di Nokia è stato il Nokia 7710, lanciato nel 2004. I Nokia 3600/3650 sono stati i primi telefoni con fotocamera in vendita in Nord America nel 2003 e il Nokia 6650 è stato il primo Noki 3G. Nell'aprile 2005 Nokia ha collaborato con il produttore tedesco di ottiche per fotocamere Carl Zeiss AG. Nello stesso mese Nokia introdusse la Nseries, che sarebbe diventata la sua linea di punta di smartphone per i sei anni successivi. Il Nokia N95, introdotto nel settembre 2006, ha riscosso un grande successo e nel 2007 è stato premiato come "miglior dispositivo mobile di imaging mobile", il Nokia N82 è stato caratterizzato da un flash allo xeno, che lo ha aiutato a vincere il premio come "miglior dispositivo di imaging mobile" in Europa nel 2008. Il Nokia N93 nel 2006 era noto per la sua videocamera specializzata e il design girevole che cambia tra una conchiglia e una posizione simile a una videocamera ed è stato il primo telefono dotato di zoom ottico Carl Zeiss 3X. Erano anche ben noti per il Nokia N8 con un sensore da 12 megapixel ad alta risoluzione nel 2010; il Nokia 808 PureView nel 2012 con un sensore da 41 megapixel; il Nokia Lumia 920, che nel 2012 implementava tecnologie PureView avanzate e il fiore all' occhiello: il Nokia Lumia 1020 con Windows Phone, con una fotocamera con sensore da 41 megapixel e tecnologia PureView.
Il Nokia 6630 presentato a fine 2004 è stato il primo telefono a consentire un roaming globale, il primo cellulare dual-mode, tri-band prodotto per funzionare con i network 3G, EDGE e 2G capace di funzionare in Europa, Asia e nelle Americhe.
Il Nokia 1100, nel maggio 2007, viene decretato come il telefono cellulare più venduto al mondo di tutti i tempi.

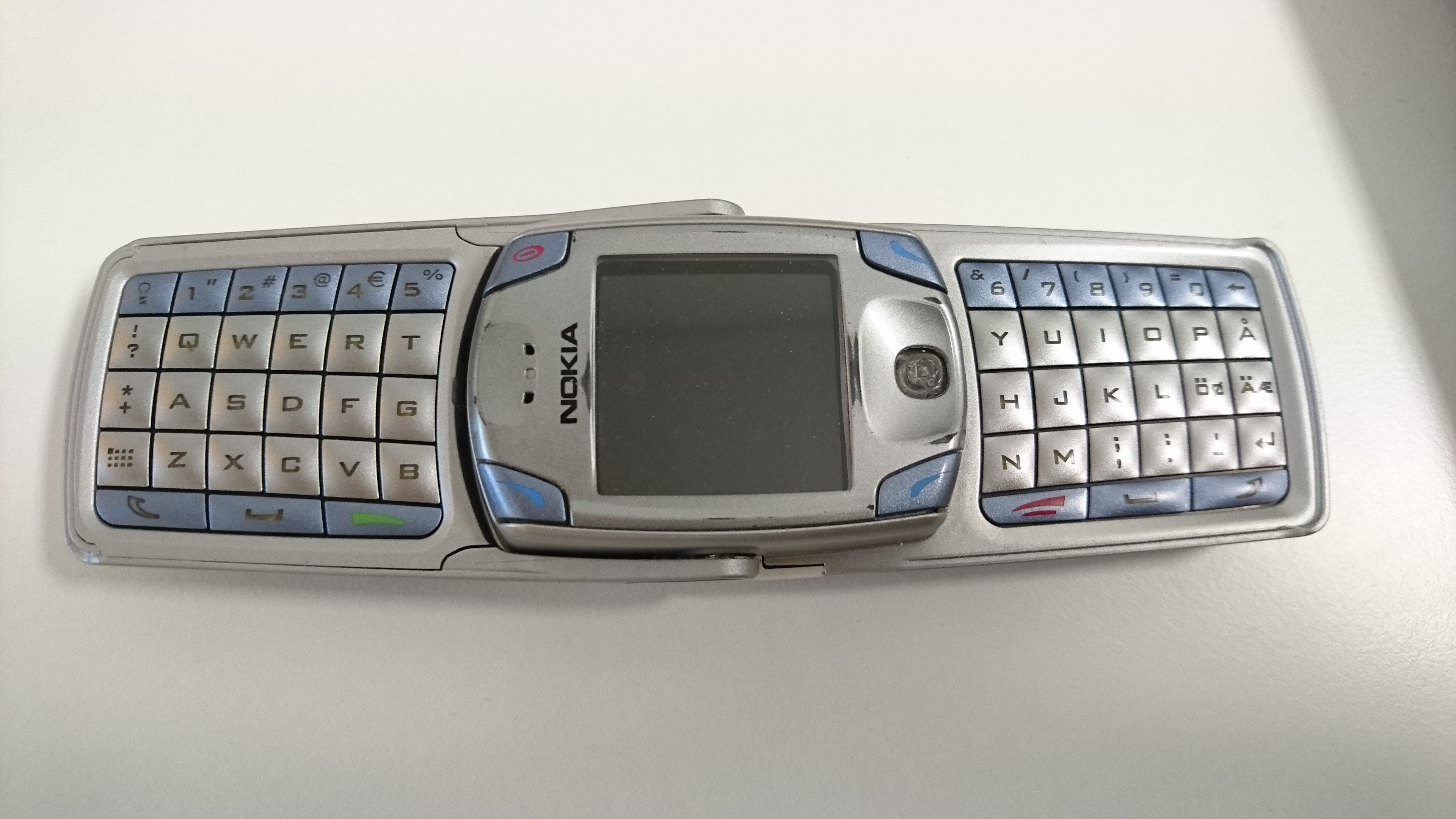
Il particolare Nokia 6820 del 2004 con caratteristica apertura della tastiera

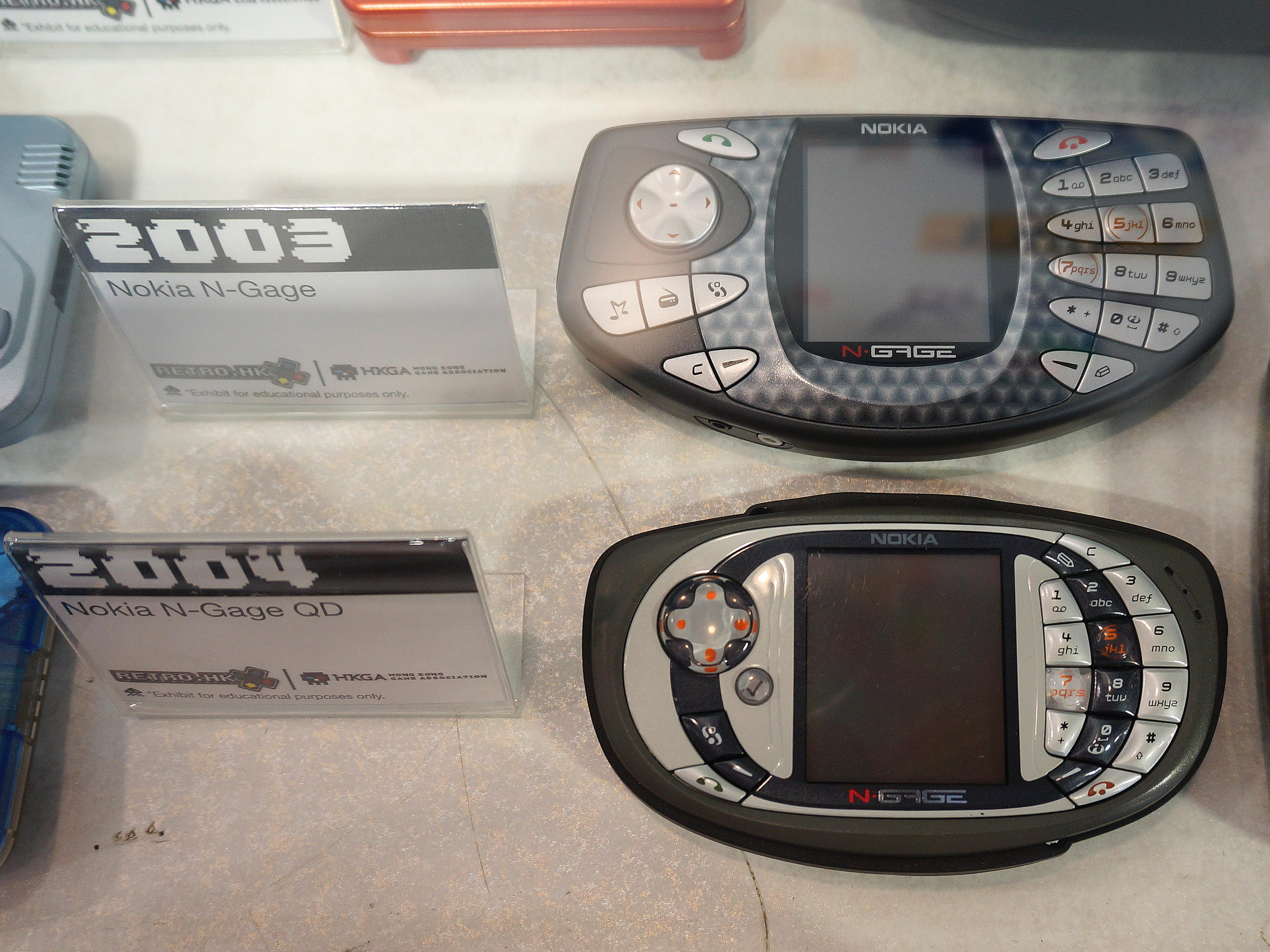
Nokia N-Gage (2003) e Nokia N-Gage QD (2004)

Nokia è stato uno dei pionieri dei giochi mobili grazie alla popolarità di Snake, che è stato precaricato su molti prodotti. Nel 2002, Nokia ha tentato di entrare nel mercato dei giochi portatili con N-Gage. Il capo dell'intrattenimento e dei media di Nokia, Ilkka Raiskinen, una volta ha detto "Game Boy è per bambini di 10 anni", affermando che N-Gage è più adatto a un pubblico maturo. Tuttavia, il dispositivo è stato un fallimento, incapace di sfidare il leader di mercato Nintendo dominante. Nokia ha tentato di rilanciare N-Gage come piattaforma per i loro smartphone S60, che alla fine è stato lanciato nel 2008.
Nel primo trimestre del 2004, la quota di mercato dei telefoni cellulari Nokia è scesa drasticamente al 28,9%, in calo rispetto al 34,6% dell'anno precedente. Tuttavia, nel 2006 la società stava nuovamente guadagnando costantemente e nel quarto trimestre del 2007 ha raggiunto il suo massimo storico del 40,4%. La sua quota di mercato degli smartphone in quel trimestre era del 51%. Nokia era il più grande venditore al momento in tutte le regioni al di fuori del Nord America.
Nel 2004 diversi problemi hanno costretto la società ad attuare politiche di ristrutturazione che, sebbene ridotte rispetto a quelle dei primi anni novanta, ne hanno scalfito l'immagine in Finlandia e hanno alimentato contro di essa una serie di cause.

### 2005-2009

Nuovo logo Nokia introdotto nel 2005

Nel 2005 Nokia ha avviato la sperimentazione TV mobile in Finlandia con contenuti forniti dall'emittente pubblica Yle. I servizi si basano sullo standard DVB-H. Nokia ha anche collaborato con Arqiva e O2 per fare prove nel Regno Unito nel settembre 2005.

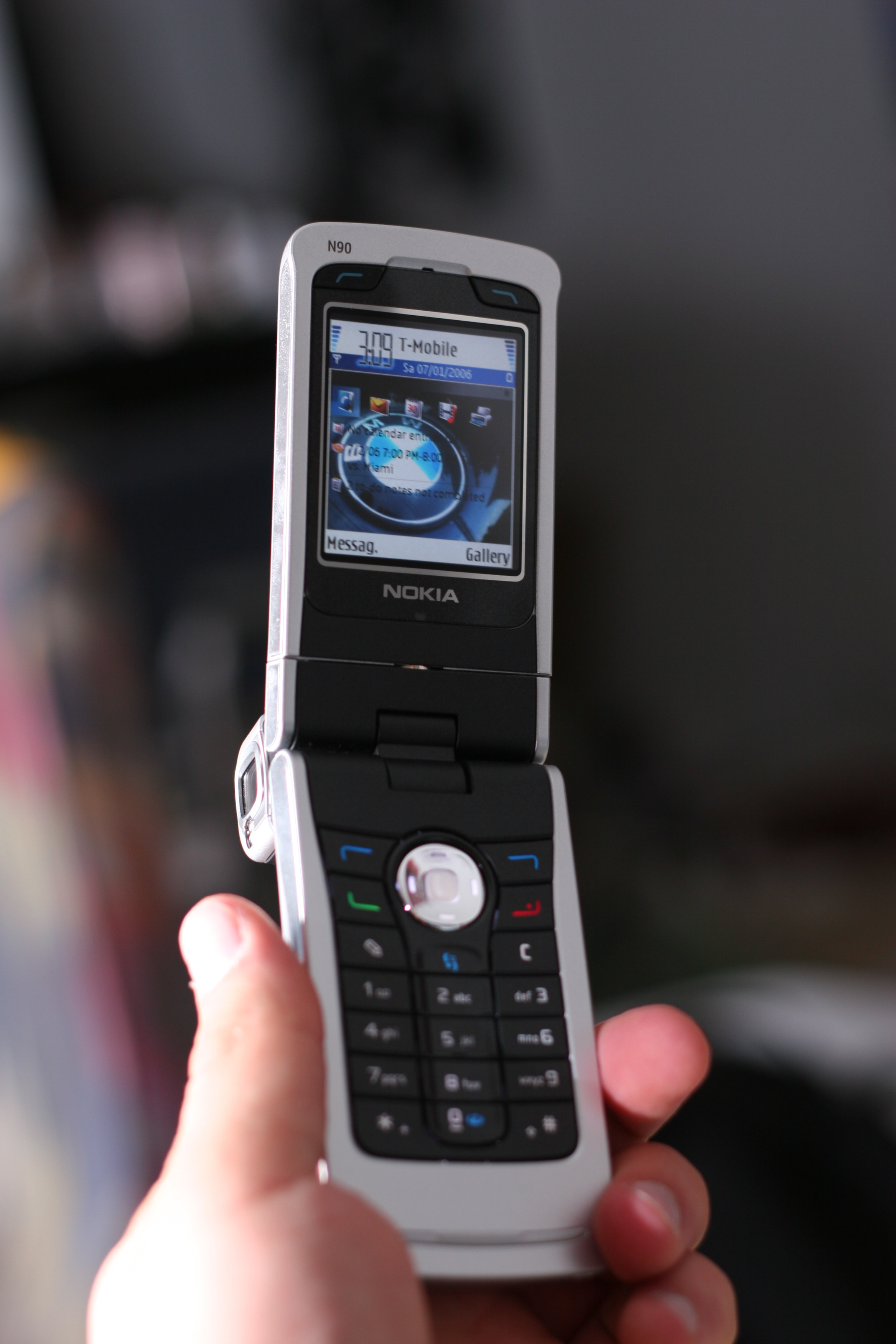
Nokia N90 (2005)

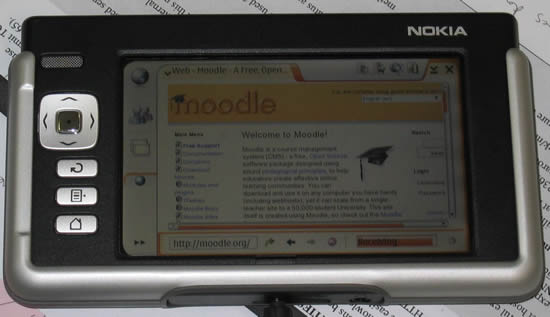
Nokia 770 Internet Tablet (2005)

Nel 2005 Nokia ha sviluppato un sistema operativo basato su Linux chiamato Maemo, che è stato usato quell'anno sul Nokia 770 Internet Tablet. 
Nello stesso anno Nokia presenta l'Nokia N90, il primo telefono ad adottare una macchina fotografica da 2Mp con ottica Zeiss e il Nokia 3250, il primo telefono avente l'insolita caratteristica di poter trasformare la tastiera in una fotocamera da 2.0 megapixel semplicemente ruotandola di 90° ed un pannello di controllo per il riproduttore musicale ruotandola di 180, il Nokia N92.

Nel giugno 2006 Nokia e Siemens hanno annunciato la costituzione di una nuova società, la Nokia Siemens Networks, in cui sono confluite le attività concernenti la produzione di apparecchiature e reti per le telecomunicazioni. La nuova realtà è controllata pariteticamente e ha sede nell'area di Helsinki. Nello stesso mese, Jorma Ollila è diventato il presidente dell'azienda e si è ritirato come CEO, sostituito da Olli-Pekka Kallasvuo.

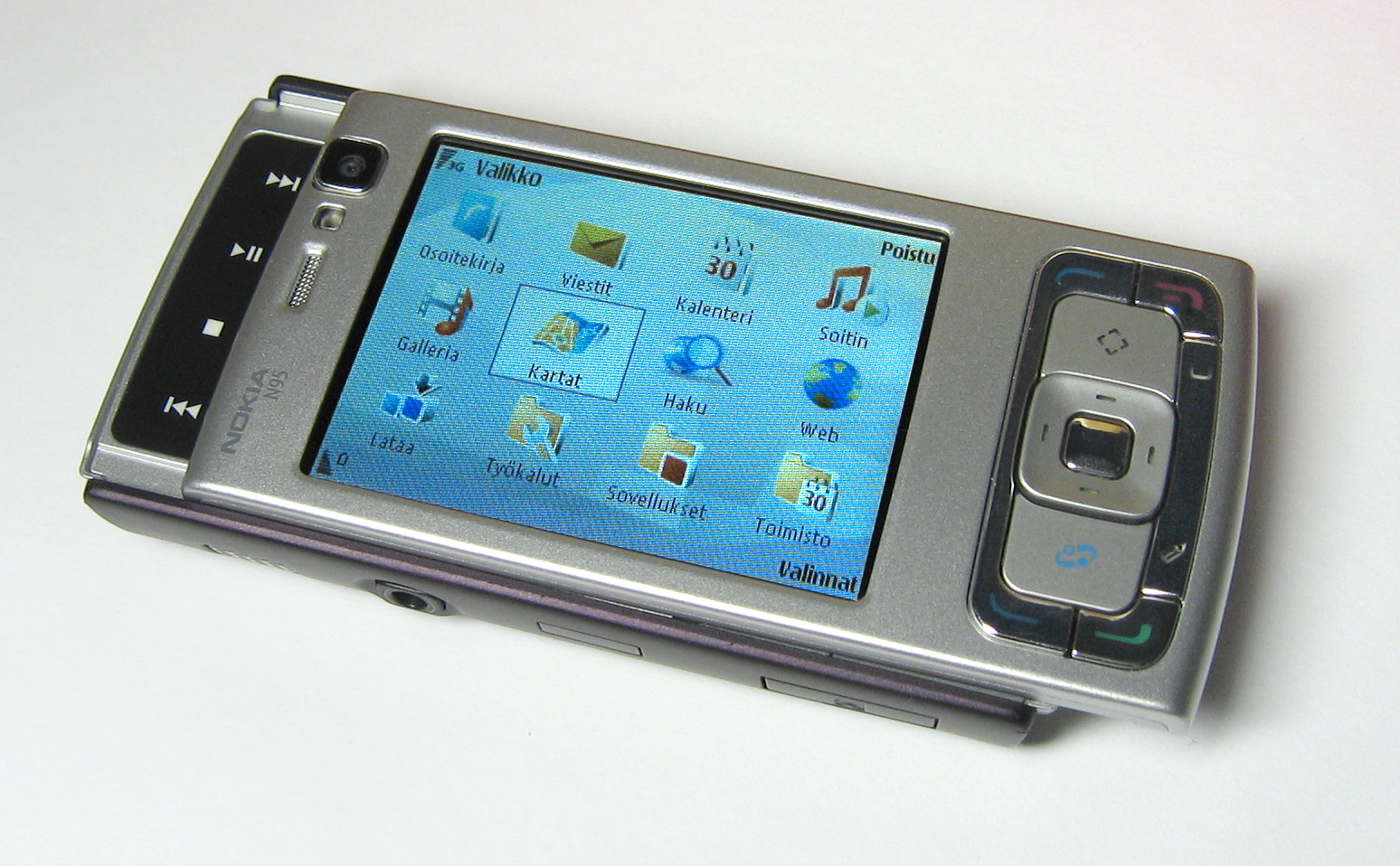
Nokia N95 (2007)

Il 29 agosto 2007, Nokia ha introdotto Ovi, un nome per i nuovi servizi Internet dell'azienda che includevano la piattaforma N-Gage e il Nokia Music Store. Nello stesso anno la Nokia ha brevettato una tecnologia per costruire telefonini a triplo scorrimento (come su Nokia N95 e Nokia N96).

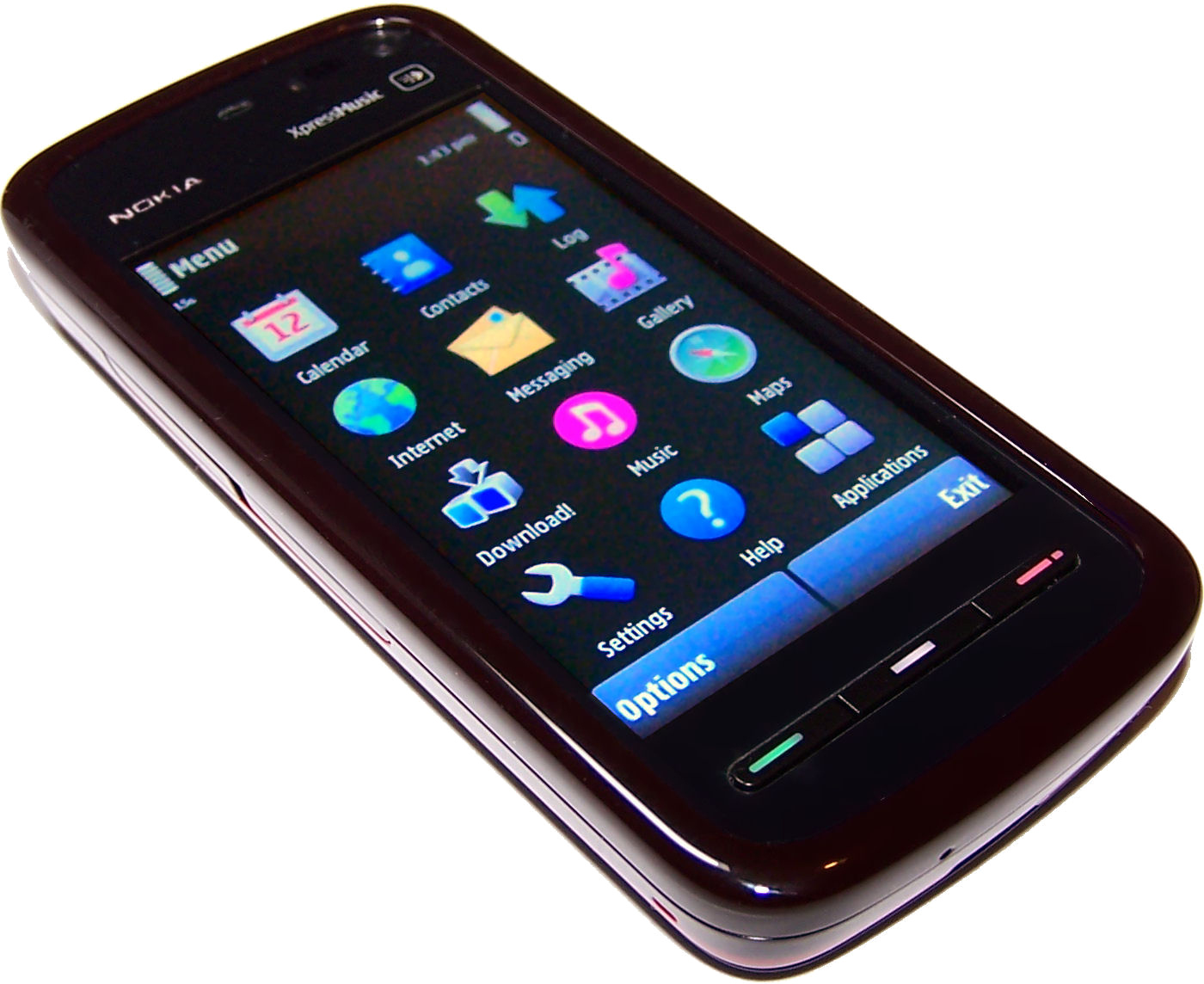
Nokia 5800 XpressMusic (2008)

Nello stesso anno inizia la produzione del Nokia N82: il primo telefonino di casa Nokia con flash allo Xenon e uno dei pochi terminali con acceleratore grafico.

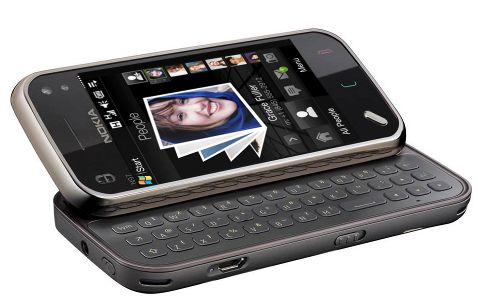
Nokia N97 Mini (2009)

Nell'ottobre 2008 Nokia ha annunciato il Nokia 5800 XpressMusic, il primo dispositivo a essere distribuito con la nuova S60 5th Edition incentrata sul tocco, nota anche come Symbian^1. Nel novembre 2008 Nokia ha annunciato che avrebbe chiuso le vendite di telefoni cellulari in Giappone a causa della bassa quota di mercato. La quota di mercato globale della telefonia mobile di Nokia ha raggiunto il picco nel 2008 al 38,6 percento. Lo stesso anno Nokia annunciò l'acquisizione di Trolltech e il suo sviluppo di software Qt. Qt era una parte centrale della strategia di Nokia fino al 2011 ma nel 2012 è stata venduta.

### 2010-2014

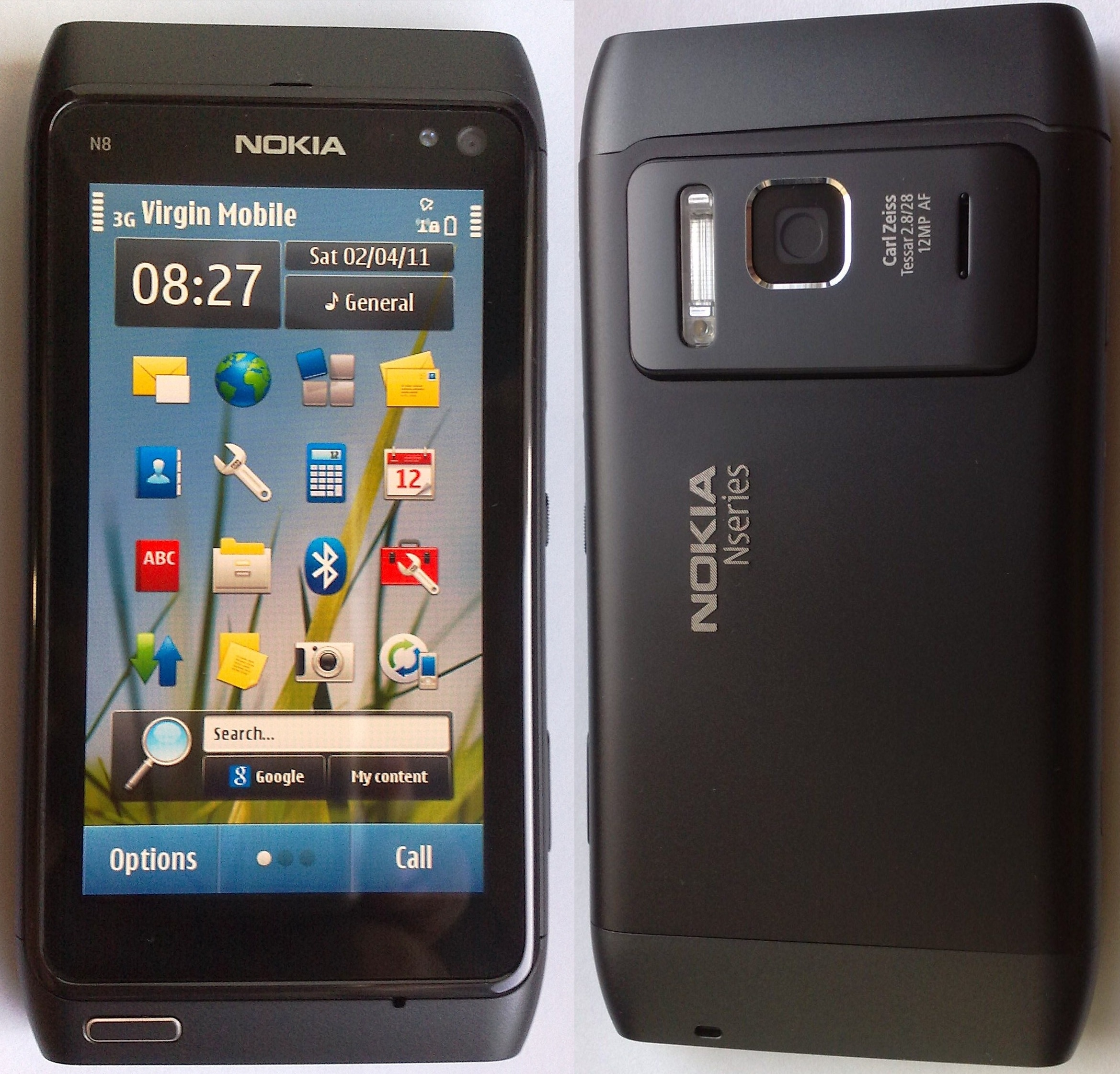
Nokia N8 (2010)

Alla fine del 2009 sono state introdotte rispettivamente la Xseries focalizzata sulla musica e la Cseries focalizzata sul consumer. Nell'aprile 2010 Nokia ha presentato il suo cellulare di punta, il Nokia N8, che sarebbe il primo a funzionare su Symbian^3. Tuttavia, il ritardo di molti mesi ha offuscato l'immagine dell'azienda, soprattutto dopo il fallimento del suo precedente fiore all'occhiello, il Nokia N97 e la più dura concorrenza di Apple e del nascente Google. Il 10 settembre 2010, Olli-Pekka Kallasvuo è stato licenziato come A.D. ed è stato annunciato che Stephen Elop da Microsoft, assumerebbe la posizione di Amministratore delegato di Nokia, diventando il primo A.D. non finlandese nella storia di Nokia. È stato affermato che gli investitori hanno spinto il consiglio di amministrazione di Nokia a reclutare un estraneo per scuotere la gestione e rompere dal tradizionale "modo Nokia". Ollila aveva anche annunciato che si sarebbe dimesso da presidente di Nokia entro il 2012. L'11 marzo 2011 Nokia ha annunciato di aver versato a Elop un bonus di firma di 6 milioni di dollari come "indennizzo per perdita di reddito dal suo precedente datore di lavoro", oltre al suo stipendio annuo di 1,4 milioni di euro. Il vecchio sistema operativo Symbian è diventato completamente open source nel febbraio 2010. Tuttavia, nel novembre 2010 è stato annunciato che la Symbian Foundation stava chiudendo e che Nokia avrebbe ripreso il controllo del sistema operativo Symbian con licenze chiuse. Ormai Nokia era l'unica azienda rimasta che utilizzava la piattaforma, insieme all’operatore telefonico NTT DoCoMo in Giappone, dopo che sia Samsung sia Sony Ericsson si trasferirono su Android.
La piattaforma Symbian di Nokia che era stata la piattaforma smartphone leader in Europa e in Asia per molti anni stava rapidamente diventando obsoleta e difficile per gli sviluppatori dopo l'avvento di iOS e Android. Per contrastare questo, Nokia ha pianificato di rendere il proprio sistema operativo MeeGo Linux, in fase di sviluppo, il fiore all'occhiello dell'azienda sugli smartphone. Poco dopo l'inizio del mandato di CEO di Elop, la dirigenza Nokia gli ha dato il via libera alla possibilità di cambiare la strategia dei telefoni cellulari dell'azienda, incluso il cambiamento dei sistemi operativi. Il veterano Anssi Vanjoki, capo della divisione smartphone, ha lasciato l'azienda in questo periodo e la sua apparizione finale fu al Nokia World 2010 quando furono introdotti il Nokia E7-00 e altri dispositivi Symbian^3.

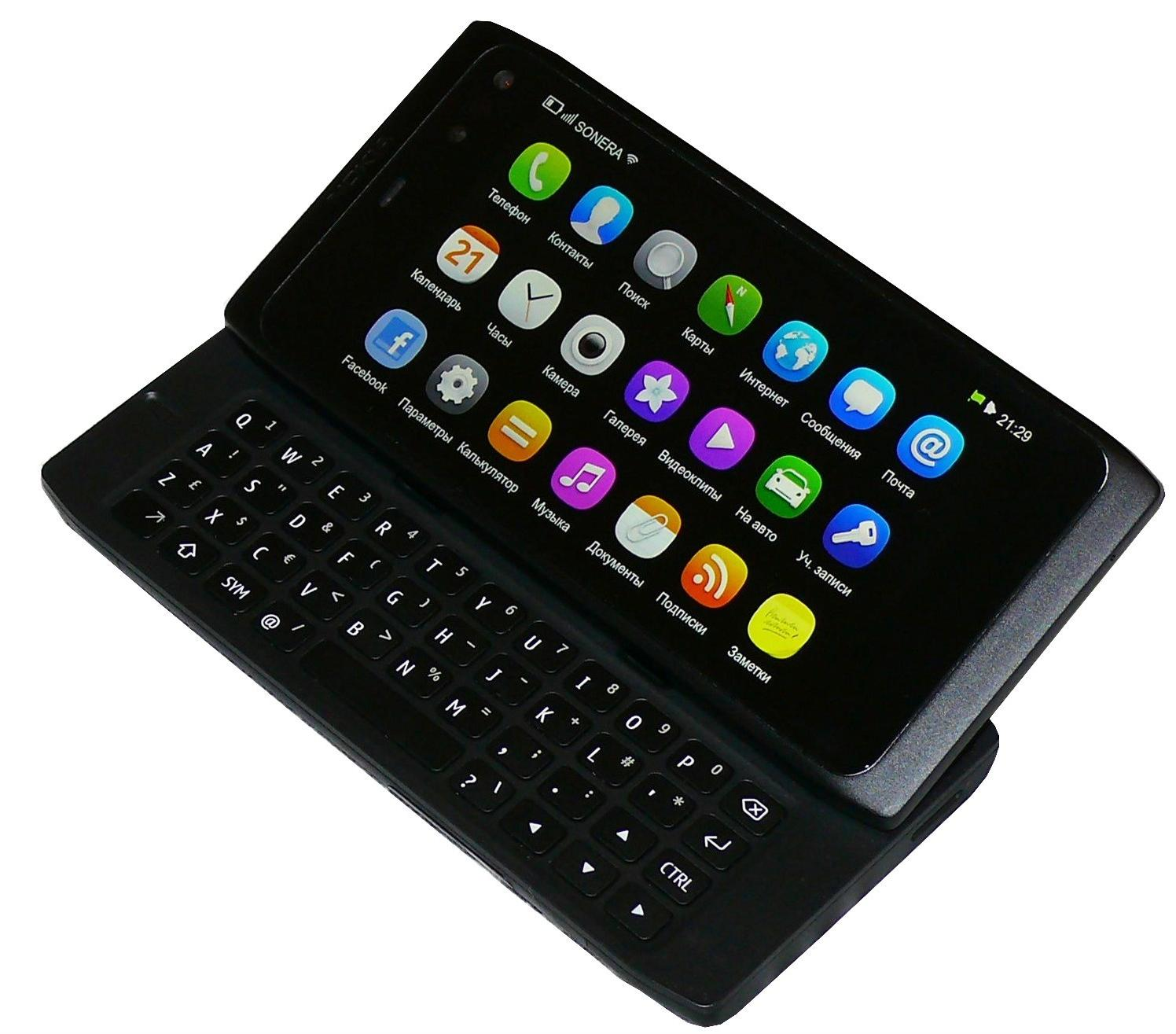
Nokia N950 (2011)

L'11 febbraio 2011, Nokia ha annunciato una "collaborazione strategica" con Microsoft, in base alla quale adotterà Windows Phone 7 come sistema operativo principale su smartphone e integrerà i propri servizi e piattaforme con i propri, incluso Bing come motore di ricerca, e l'integrazione di Dati Nokia Maps in Bing Maps. Elop ha dichiarato che Nokia ha scelto di non utilizzare Android a causa di un'apparente incapacità di "differenziare" le sue offerte, con i critici che hanno anche notato che i suoi precedenti legami con Microsoft potrebbero aver influenzato la decisione. Anche se Nokia N9, basato su MeeGo, ha ricevuto un'accoglienza molto positiva nel 2011, Nokia aveva già deciso di terminare lo sviluppo su MeeGo e concentrarsi esclusivamente sulla sua partnership con Microsoft, sebbene l'A.D. abbia affermato che le "innovazioni" dell'N9 sopravviveranno in futuro, che alla fine ha fatto sì fanno strada sulla piattaforma Asha nel 2013. Dopo l'annuncio della partnership con Microsoft, la quota di mercato di Nokia si è deteriorata; ciò era dovuto alla domanda di calo di Symbian quando i consumatori si resero conto che l'attenzione di Nokia sarebbe stata altrove.
A giugno dello stesso anno Nokia presenta il Nokia N950 mai offerto in vendita al pubblico ma destinato solo agli sviluppatori MeeGo e del quale sono state prodotte 5000 unità. Il telefono era basato su Nokia N9 ma aveva la tastiera alfanumerica a scorrimento in stile N97 ed esisteva in due varianti: uno, iniziale, noto con il nome N9-00 (da non confondersi con il Nokia N9), che aveva una scocca in argento, 512 MB di memoria principale e 64 GB di memoria interna; e la versione finale (rilasciata agli sviluppatori) con scocca nera, 1 GB di memoria principale e 16 GB di memoria interna.

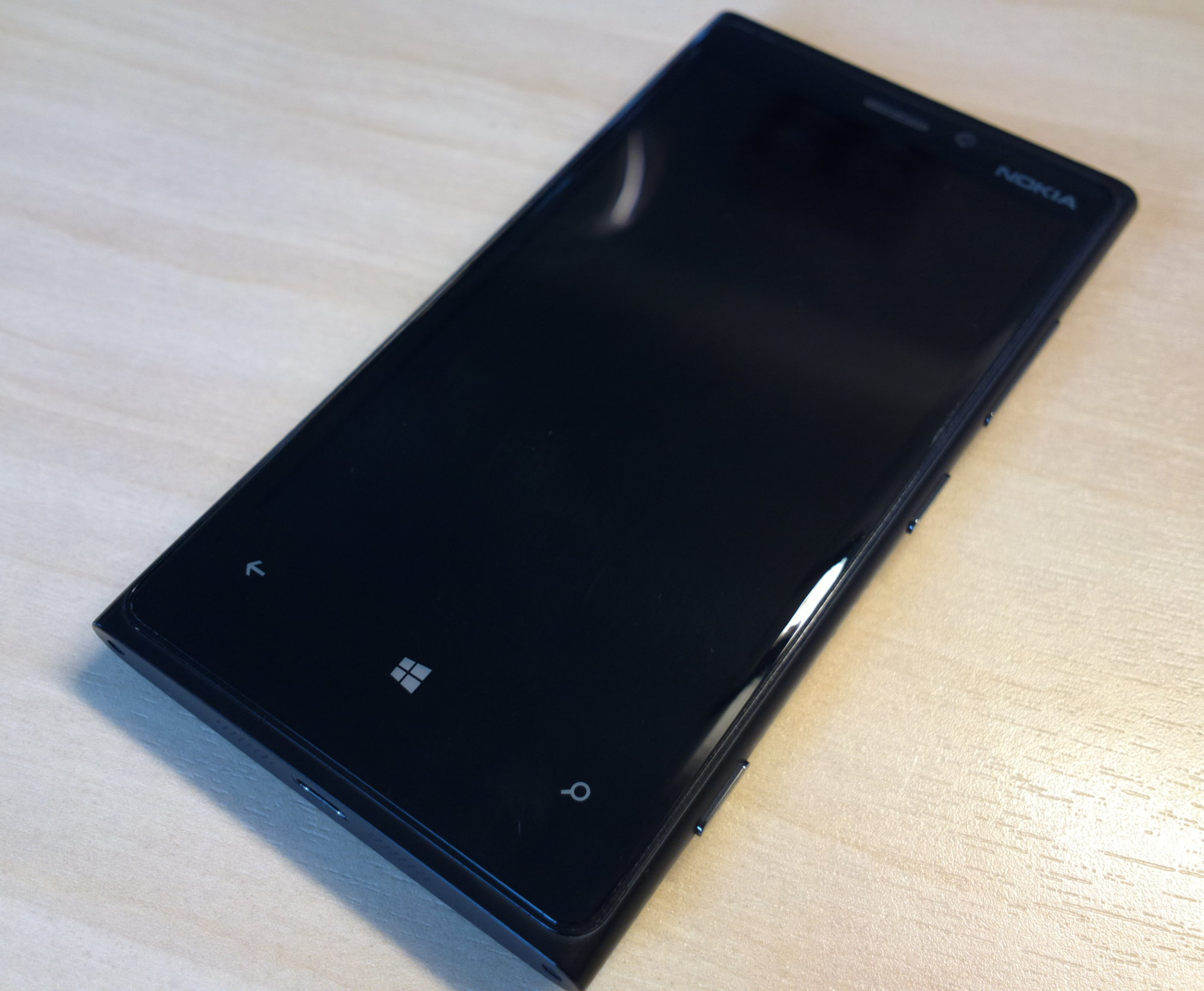
Nokia Lumia 920 (2012)

La società ha registrato una grande perdita per il secondo trimestre del 2011, la seconda perdita trimestrale in 19 anni. Il primo fiore all'occhiello di Nokia per Windows Phone è stato il Lumia 800, che è arrivato nel novembre 2011. Le vendite in calo nel 2011, che non sono state migliorate significativamente con la linea Lumia nel 2012, hanno portato a trimestri consecutivi di enormi perdite. A metà 2012 il prezzo delle azioni della società è sceso sotto i 2 euro. Elop ha annunciato misure di riduzione dei costi a giugno, eliminando 10.000 dipendenti entro la fine dell'anno e la chiusura dello stabilimento di produzione di Salo. Il primo ministro finlandese ha anche annunciato che il governo non salverà la società da un fondo statale di emergenza. In questo periodo Nokia ha avviato un nuovo progetto con il nome in codice "Meltemi", una piattaforma per smartphone di fascia bassa. Con l'alleanza Microsoft e sotto la gestione di Elop, Nokia aveva anche una rinnovata attenzione al mercato nordamericano dove i telefoni Nokia erano, in netto contrasto con il resto del mondo, quasi irrilevanti per molti anni. Questa strategia è iniziata nel gennaio 2012 con l'introduzione dello smartphone Nokia Lumia 900 in collaborazione con l’operatore statunitense AT&T. È stato il primo Nokia con tecnologia 4G (LTE).
Il 1º agosto 2011, Nokia ha annunciato che avrebbe adottato un nuovo sistema di denominazione a tre cifre per i prodotti di telefonia mobile e avrebbe smesso di usare le lettere, ponendo fine a Nseries, Eseries e Cseries. Lo stesso giorno è stato introdotto il Nokia 500 con il nuovo sistema. Nokia ha usato per l'ultima volta nomi a tre cifre sui telefoni analogici negli anni '90.

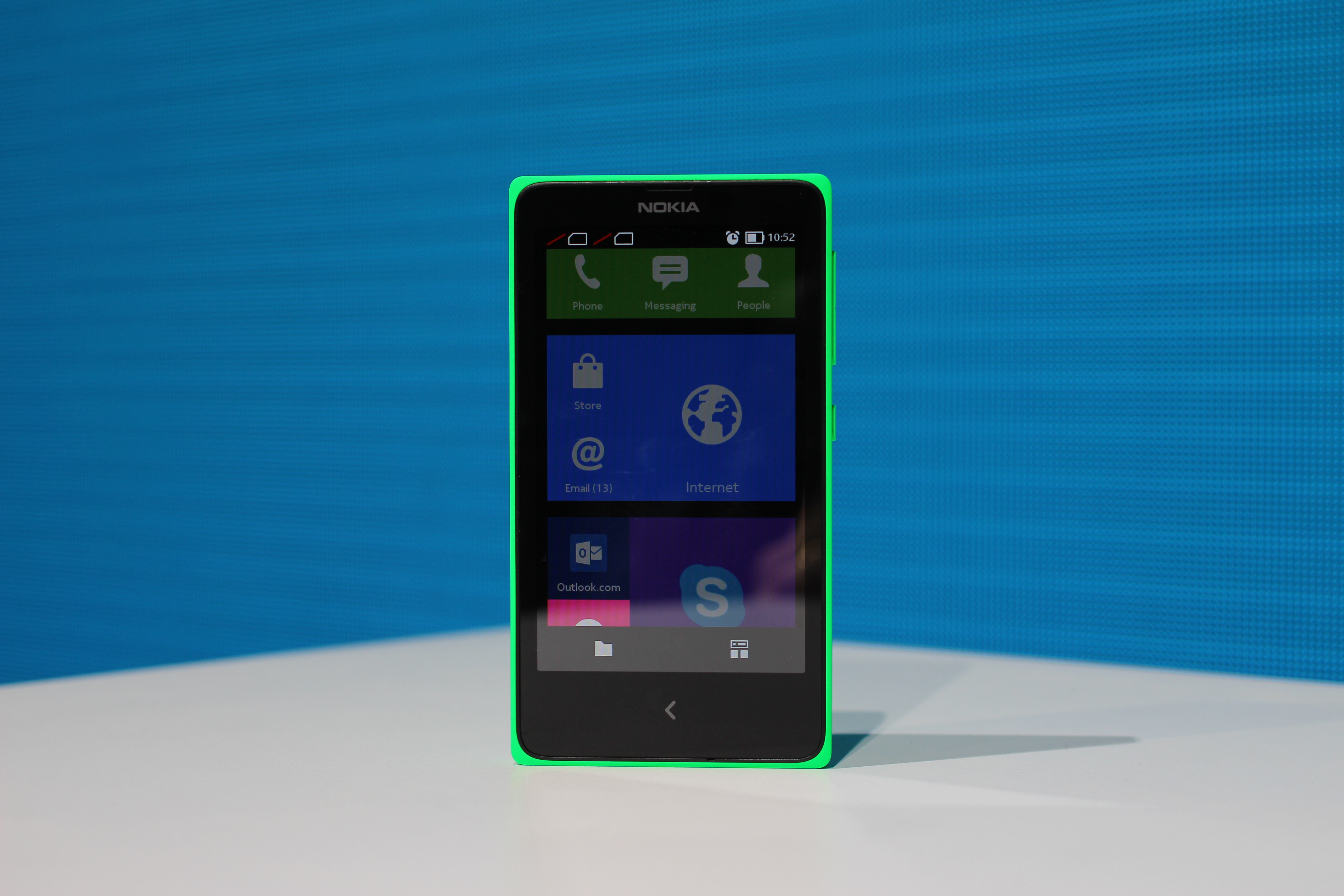
Nokia X, primo smartphone Nokia con Android (2014)

Quando il Lumia 920 è stato annunciato nel settembre 2012, è stato visto dalla stampa come il primo Windows Phone di fascia alta che potrebbe sfidare i rivali grazie al suo set di funzionalità avanzate. Elop ha affermato che la reazione positiva ad essa ha creato un senso di speranza e ottimismo nell'azienda. La società stava guadagnando anche nei paesi in via di sviluppo con le sue serie Asha, che stavano vendendo fortemente. Sebbene le vendite di smartphone e la quota di mercato di Nokia siano aumentate notevolmente nel corso del 2013, anche nel mercato nordamericano, non è stato ancora sufficiente per evitare perdite finanziarie. Ollila si è dimesso da presidente il 4 maggio 2012 ed è stato sostituito da Risto Siilasmaa.
Nel luglio 2013, Nokia ha acquistato da Siemens l'intera sua quota di Nokia Siemens Networks, creata mediante joint venture, per 1,7 miliardi di euro trasformandola in una società interamente controllata chiamata Nokia Solutions e Networks, prima di essere ribattezzata Nokia Networks. Durante le lotte finanziarie di Nokia, la sua proficua divisione in rete con Siemens ha fornito gran parte delle sue entrate; pertanto, l'acquisto si è rivelato positivo, in particolare dopo la vendita della sua unità di dispositivi mobili.

Il 3 settembre 2013 viene annunciato ufficialmente un accordo dal valore di 5,44 miliardi di euro (7,17 miliardi di dollari), con il quale Microsoft si aggiudica la divisione Devices & Services di Nokia, i marchi Lumia, Asha e PureView, 8.500 brevetti permanenti, 30.000 brevetti in licenza per 10 anni e 32 000 dipendenti. La vendita è stata positiva per Nokia, che ha così evitato una crisi finanziaria, nonché per l'AD di Microsoft Steve Ballmer, il quale voleva che Microsoft producesse più hardware e lo trasformasse in una società di dispositivi e servizi. Il presidente di Nokia, Risto Siilasmaa, ha descritto l'accordo come razionalmente corretto (nel migliore interesse degli azionisti di Nokia), ma emotivamente difficile - gli esperti concordano sul fatto che Nokia sarebbe sprofondata in una crisi di liquidità qualora non avesse venduto la divisione a Microsoft. Gli analisti ritengono che Ballmer abbia spinto per l'acquisizione per il timore che Nokia fosse vicina all'adozione di Android e, dunque, all'abbandono dell'alleanza con Microsoft. In effetti, nel gennaio 2014 è stato introdotto il Nokia X, smartphone che montava una versione personalizzata di Android. È stato un lancio sorprendente e un po' strano, poiché avvenuto a poche settimane dalla finalizzazione dell'acquisizione di Microsoft. Altri, incluso Satya Nadella, pensavano che la fusione tra i loro team di software e l'ingegneria e i progetti hardware di Nokia avrebbe "accelerato" la crescita di Windows Phone. Nokia si è anche trasferita dalla sua sede a un altro complesso di edifici situato a Karaportti. Nel frattempo, lo stesso Ballmer si dimetteva da AD di Microsoft sostituito da Satya Nadella, che all'epoca si oppose all'acquisto dei telefoni cellulari Nokia insieme al presidente Bill Gates.

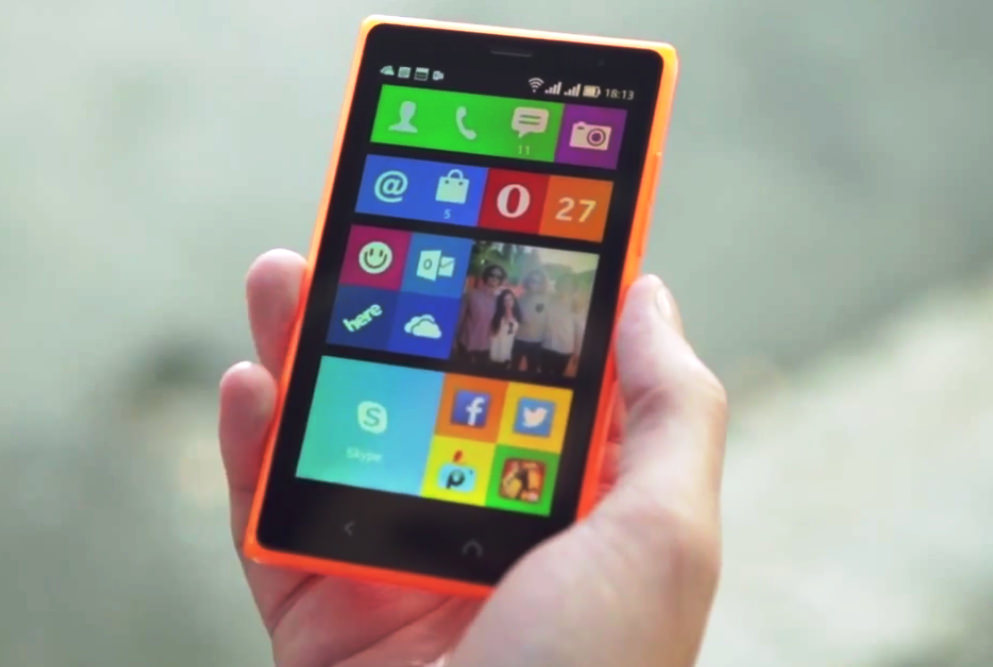
Nokia X2 con Android (2014)

Il 25 aprile 2014, Microsoft completa l'acquisizione della divisione Devices and Services di Nokia, che diventa Microsoft Mobile. L'uscita dei Lumia 820 e Lumia 920 con Windows Phone 8 riuscì a far risalire le vendite grazie agli oltre due milioni di esemplari venduti, non abbastanza però per mantenere in vita la divisione mobile (sarebbe stata dismessa pochi anni dopo da Microsoft).
Nello stesso anno, inoltre, il valore del marchio Nokia a livello globale secondo Interbrand è sceso al 98º posto, una drastica discesa rispetto al 5º posto nel 2009. La caduta di Nokia nel mercato della telefonia mobile ha avuto diverse spiegazioni da parte degli analisti, con molte divisioni sulla decisione dell'AD di abbandonare il suo sistema operativo interno e l'adozione di Windows Phone nel 2011. Molti ricercatori hanno concluso che Nokia ha sofferto di profonde rivalità interne alla direzione mentre alcuni membri del team di sviluppo Symbian hanno affermato che gli alti dirigenti dell'azienda hanno rifiutato centinaia di potenziali innovazioni durante gli anni 2000 che hanno proposto, tra cui la riscrittura completa del codice del sistema operativo.

### 2014-2016
Dopo la vendita della divisione di dispositivi mobili, Nokia si è concentrata sulle apparecchiature di rete tramite Nokia Networks. 

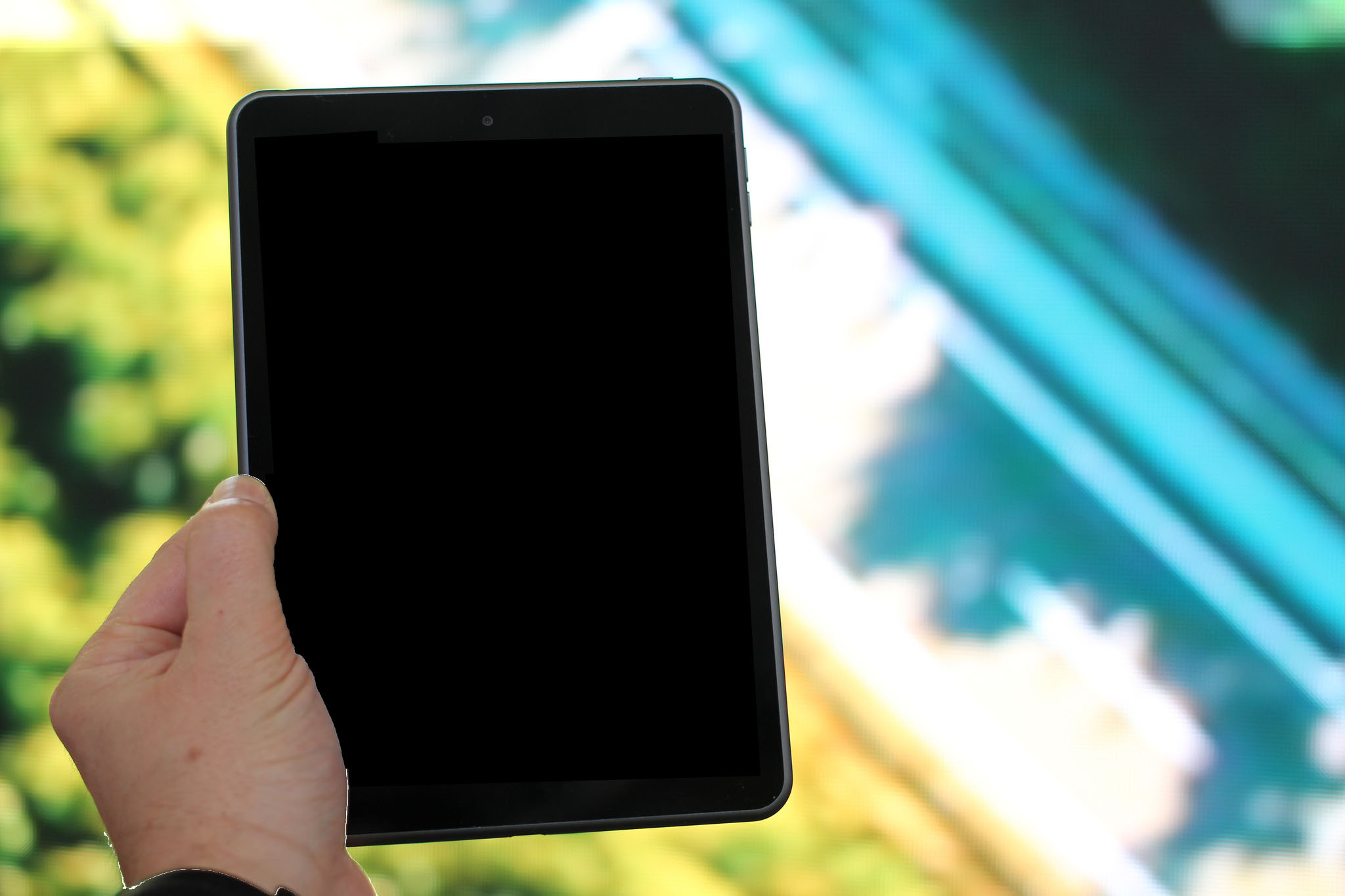
Nokia N1 (2015)

Il 17 novembre 2014, Ramzi Haidamus, responsabile di Nokia Technologies, ha reso noto che la società aveva pianificato di rientrare nel settore dell'elettronica di consumo come produttore di design originale, concedendo in licenza design e tecnologie hardware interni a produttori terzi. Haidamus ha dichiarato che il marchio Nokia era "prezioso" ma "sta diminuendo di valore, ed è per questo che è importante invertire questa tendenza molto rapidamente, immediatamente". Il giorno successivo, è stato presentato il Nokia N1, tablet con Android prodotto da Foxconn e primo prodotto dopo la vendita di Microsoft. Haidamus ha sottolineato che i dispositivi rilasciati ai sensi di questi accordi di licenza sarebbero mantenuti a standard elevati in termini di qualità della produzione e "apparirebbero e si sentiranno proprio come Nokia l'ha costruita".
Secondo Robert Morlino, portavoce di Nokia Technologies, Nokia ha pianificato di seguire il modello di licenza del marchio piuttosto che il marketing diretto dei dispositivi mobili a causa della vendita della divisione di dispositivi mobili a Microsoft. La società ha adottato misure aggressive per rivitalizzarsi, in maniera evidente attraverso l'assunzione di esperti di software, il collaudo di nuovi prodotti e la ricerca di partner commerciali. Il 14 luglio 2015, l'AD Rajeev Suri ha confermato che la società sarebbe tornata sul mercato dei telefoni cellulari nel 2016, anche in seguito alla scadenza della clausola di non concorrenza con Microsoft.
Il 28 luglio 2015 Nokia ha annunciato OZO, fotocamera per realtà virtuale a 360°, con otto sensori ottici 2K. Il comunicato stampa di Nokia affermava che OZO sarebbe stato "il primo in un portafoglio pianificato di soluzioni per i media digitali", con più prodotti tecnologici previsti in futuro. OZO è stato completamente svelato il 30 novembre a Los Angeles ed era destinato alla vendita al dettaglio per 60 000 euro; tuttavia, il suo prezzo è stato ridotto fino 40 000 euro. Il 14 aprile 2015 Nokia ha confermato di essere in trattativa con la francese Alcatel-Lucent in merito a una potenziale fusione. Il giorno successivo, Nokia ha annunciato di aver accettato di acquistare Alcatel-Lucent per 15,6 miliardi di euro. Suri ha ritenuto che l'acquisto avrebbe offerto a Nokia un vantaggio strategico nello sviluppo delle tecnologie wireless 5G. L'acquisizione ha creato un concorrente più forte per le aziende rivali Ericsson e Huawei, che Nokia e Alcatel-Lucent avevano già superato in termini di ricavi complessivi nel 2014. Gli azionisti Nokia detengono il 66,5% della nuova società combinata, mentre gli azionisti Alcatel-Lucent detengono il 33,5%. Nell'ottobre 2015, in seguito all'approvazione dell'accordo da parte del Ministero del Commercio cinese, la fusione è rimasta in attesa dell'approvazione delle autorità di regolamentazione francesi e, nonostante l'intenzione iniziale di vendere separatamente la divisione cavi sottomarini, Alcatel-Lucent dichiarò poi in merito che non lo avrebbe fatto. La fusione si è conclusa il 14 gennaio 2016, ma non è stata completata fino al 3 novembre 2016.
In seguito all'acquisizione, Nokia è diventata proprietaria del marchio Alcatel, che continua a essere concesso sotto licenza a TCL Corporation.
Il 3 agosto 2015 Nokia ha annunciato di aver raggiunto un accordo per vendere la sua divisione di mappe digitali Here a BMW, Daimler AG e Volkswagen Group per 2,8 miliardi di euro. L'accordo è stato concluso il 3 dicembre 2015.

### 2016-2022
Il 26 aprile 2016, Nokia ha annunciato l'intenzione di acquisire Withings, produttore francese di dispositivi sanitari connessi per 191 milioni di dollari. La società è stata integrata in una nuova unità Digital Health di Nokia Technologies.

Il 18 maggio 2016, Microsoft Mobile ha ceduto la propria attività a HMD Global, una nuova società fondata da ex dipendenti Nokia e comandata da Jean-Francois Baril. Nokia ha successivamente concluso un accordo di licenza a lungo termine per rendere HMD produttore esclusivo dei dispositivi a marchio Nokia al di fuori del Giappone, operando in collaborazione con Foxconn. L'accordo ha inoltre garantito a HMD l'accesso a brevetti e software.

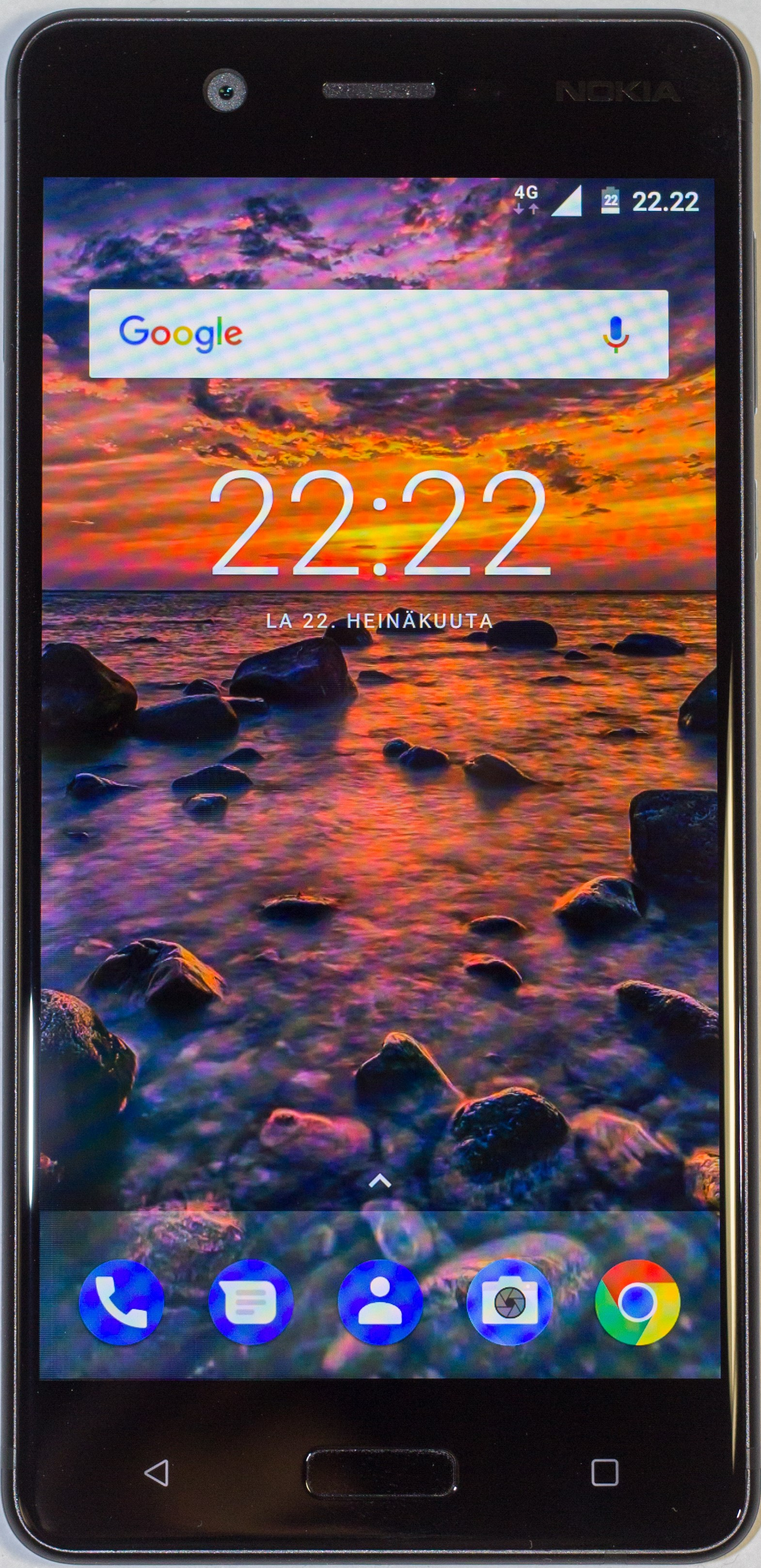
Nokia 5 (2017)

Il 28 giugno 2016 Nokia ha presentato per la prima volta una rete 5G e nel febbraio 2017 Nokia ha effettuato una connessione 5G a Oulu, in Finlandia, utilizzando lo standard 5GTF, supportato da Verizon su apparecchiature basate su architettura Intel.
Il 5 luglio 2017, Nokia e Xiaomi hanno annunciato di aver firmato un accordo di collaborazione commerciale e uno di brevetto pluriennale, inclusa una licenza incrociata per brevetti essenziali standard cellulari di ciascun'azienda.

Nel 2017, il valore del marchio Nokia è salito di 147 posti al 188º posto rispetto al 2016 nella classifica di Brand Finance. La sua ascesa è stata attribuita al suo portafoglio sanitario e ai nuovi dispositivi sviluppati da HMD Global.

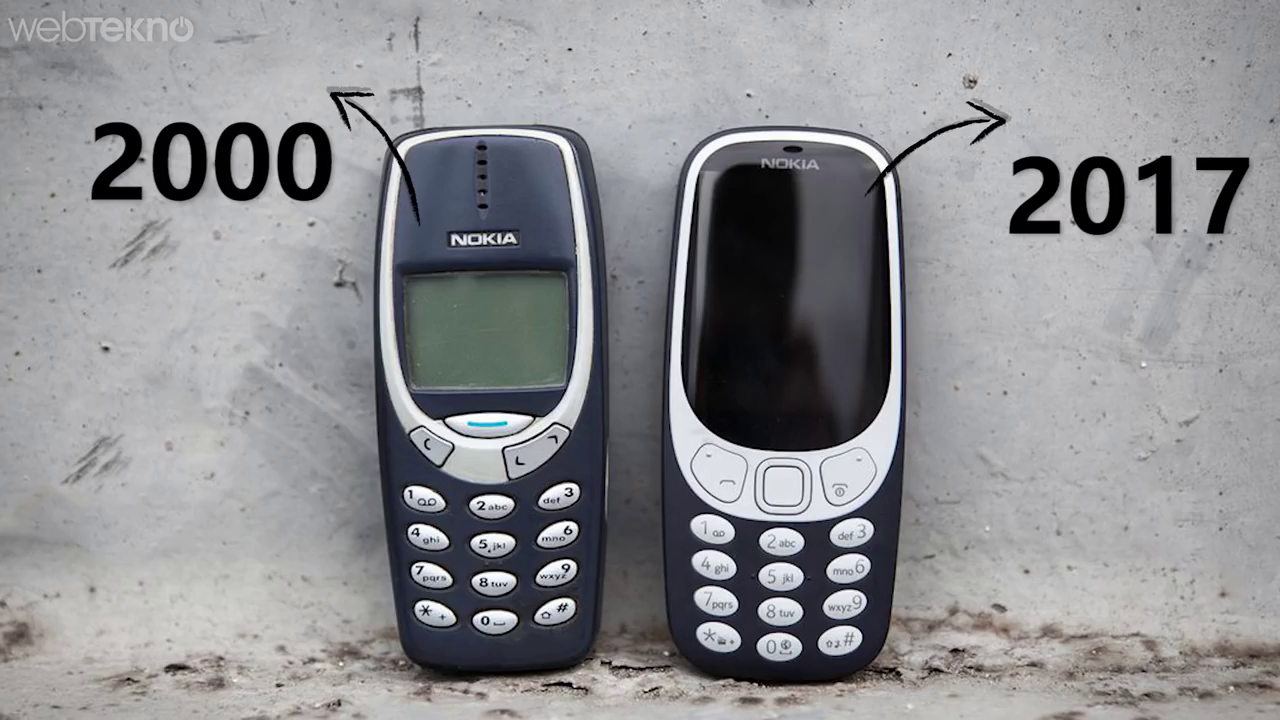
Confronto tra il Nokia 3310 del 2017 e il 3310 del 2000

Tra i primi prodotti frutto dell'accordo tra Nokia e HMD Global, nel 2017 vengono presentati lo smartphone Nokia 6, primo Nokia con sistema operativo Android 7.0.; il Nokia 3 e il Nokia 5, oltre alla nuova versione del 3310 (venduto in 125 milioni di esemplari dal 2000 al 2005) Il telefono è caratterizzato da un design che ricorda il vecchio modello, ha una cover posteriore in policarbonato per accedere alla batteria agli ioni di litio rimovibile da 1200 mAh (che secondo la Casa può durare fino a 22 ore in chiamata e fino a 31 giorni in standby), alla SIM (o alle due SIM nella versione dual SIM) e allo slot microSD che consente di espandere la memoria interna di 16 MB fino a un massimo di 32 GB. Nel 3310 è presente uno schermo da 2,4" QVGA polarizzato, una tastiera fisica, un'unica fotocamera, posteriore, da 2 megapixel con flash LED e riproduzione video a 240p. A fine 2017 viene presentata anche la versione 3G e un anno dopo la versione 4G.
Il 19 gennaio 2018, Nokia ha firmato un accordo con NTT Docomo, il più grande operatore di telefonia mobile giapponese, per fornire stazioni radio base wireless 5G nel paese entro il 2020.
Il 29 gennaio 2018, Nokia ha introdotto la linea di chipset 5G ReefShark, sostenendo che triplica la larghezza di banda a 84 Gbit/s. Incorpora anche tecnologie di intelligenza artificiale di Bell Labs.
Il 13 marzo 2018 Solidium, il braccio di investimento del governo finlandese, ha acquistato una quota del 3,3% in Nokia del valore di 844 milioni di euro.

Il 7 maggio 2018, Nokia ha annunciato di aver acquisito una startup IoT con sede in California, SpaceTime Insight.

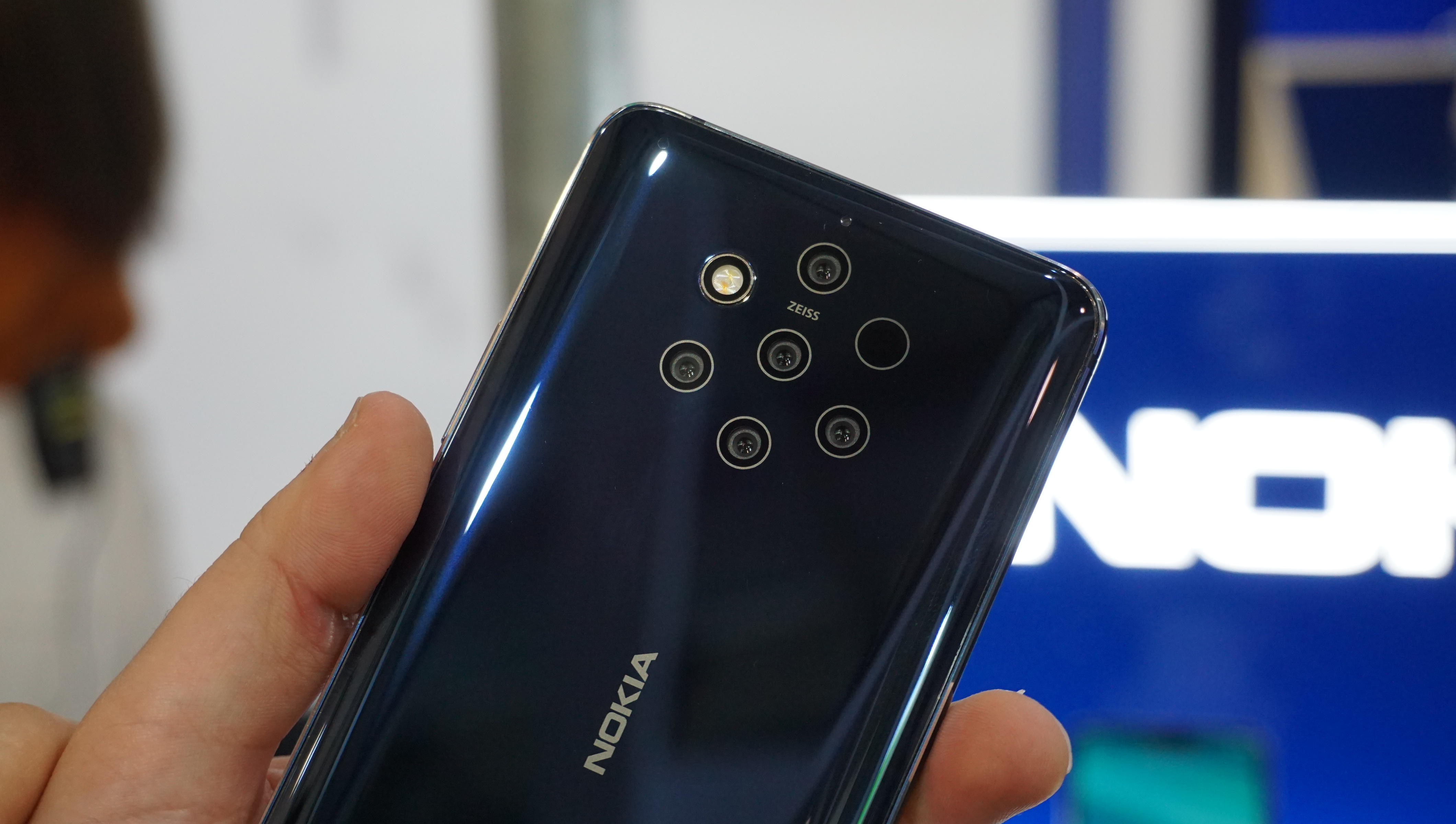
Parte posteriore del Nokia 9 Pureview (2019)

Nel gennaio 2019, il governo canadese ha annunciato che fornirà 40 milioni di dollari per supportare la ricerca di Nokia sulla tecnologia 5G.
Il 28 febbraio 2019 al Mobile World Congress di Barcellona viene presentato il Nokia 9 Pureview, primo smartphone dotato di 5 sensori fotografici posteriori, ottenendo ben 19 riconoscimenti.
Una ricerca condotta nel 2019 da Counterpoint Research ha rivelato che i telefoni Nokia hanno funzionato molto meglio rispetto ai rivali Samsung, LG, Xiaomi e Huawei per quanto riguarda l'aggiornamento alla versione più recente di Android, rilevando che il 96% dei dispositivi dell'azienda finlandese è stato aggiornato all'ultima versione del sistema operativo di Google da quando è stato rilasciato Pie nel 2018.
Il 2 marzo 2020, Nokia ha annunciato Pekka Lundmark come nuovo amministratore delegato e presidente, prendendo il posto di Rajeev Suri.
A maggio 2020, viene raggiunto un nuovo record mondiale di velocità sotto la rete 5G negli Stati Uniti. Il colosso nordeuropeo infatti ha annunciato che utilizzando la rete OTA del centro di ricerca di Dallas, è riuscita a toccare una velocità di 4,7 Gigabit al secondo, con software ed hardware commerciali, superando così il precedente record di 4,3 Gbit/s detenuto da Ericsson, che aveva a sua volta superato Huawei, ferma a 2,92 Gbit/s.
Durante il 2020, Flipkart ha collaborato con Nokia per commercializzare prodotti di consumo a marchio Nokia in India. Questi includono televisori, laptop e una gamma di condizionatori. 
Il Nokia XR20, presentato a luglio 2021, viene definito come "lo smartphone più resistente mai realizzato": è infatti in grado di resistere a temperature estreme, cadute fino a 1,8 metri e a immersioni sott'acqua per un'ora.
Il Nokia C30, presentato a luglio 2021, raggiunge due primati: la batteria di capacità più elevata mai installata su uno smartphone Nokia (6000 mAh) e il display con diagonale più ampia mai realizzato su uno smartphone Nokia (6,82 pollici).
A fine novembre 2021 viene annunciato che il Nokia 105 è il telefono più venduto al mondo. Gran parte delle vendite sono avvenute in India e in Cina. Ad aver contribuito a questi dati da record i prezzi, compresi tra i 18 e i 32 euro.
Il Nokia X30 5G, presentato il 1º settembre 2022, è lo smartphone Nokia più sostenibile: la sua scocca è realizzata in alluminio riciclato al 100% e in plastica riciclata al 65%. Contemporaneamente ha lanciato sul mercato anche il Nokia G60 5G.
Nel febbraio 2022 la start-up francese OFF Global annuncia un accordo di licenza per il lancio di laptop a marchio Nokia in 22 paesi. La stessa OFF Global faciliterà la progettazione, la produzione, la strategia di commercializzazione e le vendite della nuova gamma di laptop Nokia.

### Dal 2023

Nuovo logo Nokia utilizzato dal 2023

A fine febbraio 2023, al Mobile World Congress, Nokia annuncia la decisione di cambiare, dopo 60 anni, il suo logo con un logo più moderno, dinamico e digitale che fa parte di una più ampia strategia di crescita. Si abbandona l'iconico carattere tipografico e il colore "Yale Blue" a favore di un nuovo stile e tonalità gradienti. Il cambio vale solo per i dispositivi sviluppati direttamente da Nokia escludendo quindi il settore mobile che continuerà a utilizzare il vecchio logo.
Al MCW di fine febbraio 2023, Nokia annuncia che la produzione degli smartphone 5G verrà spostata in Europa rendendo HMD Global il primo produttore mondiale a scegliere di portare le sue attività produttive nel Vecchio Continente, dopo il tedesco Gigaset (ex Siemens). 
A marzo 2023 StreamView GmbH, licenziataria del marchio Nokia per Smart TV e set-top box in Europa, lancia il nuovo Nokia Game Controller 5000, un controller per i dispositivi streaming come Nokia Smart TV o Nokia Streaming Box che si connette tramite Bluetooth ed offre l’accesso ad oltre 7000 applicazioni e giochi Android nel Google Play Store, in combinazione con qualsiasi dispositivo Android. Inoltre il pulsante Google Assistant consente di navigare agevolmente tra i menu o di cercare i giochi più recenti e grazie alla lunga durata della batteria (fino a 14 ore con una singola carica) permette di giocare a lungo senza interruzioni. La confezione include poi un cavo di ricarica USB-C (per una ricarica completa in circa due ore) e un connettore USB per l’accoppiamento con un computer.
Nel dicembre dello stesso anno, Nokia acquisito Fenix Group e Nokia annuncia un accordo con Lumine Group da 185 milioni per scorporare la sua attività di gestione dei dispositivi (ereditata dall'acquisto di Motive, Inc. da parte di Alcatel-Lucent) e la sua attività di gestione dei servizi.
L'accordo si è concluso nell'aprile 2024 e ha comportato il trasferimento di circa 500 dipendenti Nokia. 
Nel febbraio 2024, la società annuncia di aver accelerato il suo obiettivo di neutralità carbonica di 10 anni, fino al 2040.
Nel giugno 2024, Nokia acquista Infinera per 2,3 miliardi di dollari. 
Dalla seconda metà del 2024, gli smartphone non avranno più marchio Nokia. Verrà sostituito col Marchio HMD Global. 
A dicembre 2024, Nokia, presenta la prima videocamera a 360° con 5G integrato. È pensata principalmente per l'uso industriale, è resistente all'acqua e agli urti e registra video in 8K da visualizzare in streaming sotto rete 5G, WiFi ed Ethernet con audio spaziale 3D OZO. Viene proposta nelle versioni Nokia 360 Camera WiFi e Nokia 5G 360 Camera - Extreme Temperature

### Vendita di Here
Here è una società nata come responsabile della suite di servizi di navigazione Nokia (in precedenza sotto i marchi Ovi e Nokia), che si occupa di mappe e servizi di localizzazione.
Essa ha avuto origine da Navteq, azienda con sede a Chicago, specializzata in dati cartografici digitali, contenuti e servizi basati sulla localizzazione per sistemi di navigazione automotive, dispositivi mobili di navigazione, applicazioni cartografiche basate su Internet e soluzioni per enti pubblici e imprese. Navteq è stata acquisita da Nokia il 1º ottobre 2007 e, di conseguenza, i dati cartografici divennero parte integrante di Here Maps, un servizio online in cui gli utenti possono scaricare le mappe, utilizzare la navigazione con guida vocale e di altri servizi web context-aware.
Il 3 agosto 2015 la divisione è stata ceduta per circa 2,8 miliardi di euro ad un consorzio automobilistico tedesco formato da Audi, BMW e Daimler.

## Divisioni di Nokia
Nokia è una società per azioni quotata presso le borse di Helsinki e New York. Nokia ha giocato un ruolo molto importante nell'economia della Finlandia, ed è considerata un importante datore di lavoro per gli abitanti, e lavora con partner locali e subappaltatori. Nokia ha contribuito con l'1,6% al PIL della Finlandia, e il suo giro di affari ha rappresentato circa il 16% delle esportazioni del paese nordico nel 2006.
Nokia attualmente comprende diversi gruppi di lavoro, i più conosciuti dei quali sono Nokia Networks e Nokia Technologies.

### Nokia Networks
Nokia Networks, precedentemente conosciuta come Nokia Siemens Networks (NSN) e Nokia Solutions e Networks (NSN), è una multinazionale di networking dei dati e di telecomunicazioni con sede a Espoo, in Finlandia. Nel 2011 era il quarto produttore di apparecchiature di telecomunicazioni al mondo per ricavi, dietro a Ericsson, Huawei e Alcatel-Lucent. Era presente in circa 150 paesi.
Il marchio NSN fu lanciato in occasione del Congresso Mondiale di Barcellona nel febbraio 2007, come joint venture tra Nokia (50,1%) e Siemens (49,9%). Nel luglio 2013, Nokia ha riacquistato tutte le azioni di Nokia Siemens Networks, per un importo di 2,21 miliardi di dollari, e la rinominò in Nokia Networks. Offriva infrastrutture wireless e piattaforme di rete fissa, reti di servizi e comunicazioni, oltre a servizi professionali a operatori telefonici e fornitori di servizi. Si concentrava sul GSM, Edge, 3G/W-CDMA, LTE e le reti di accesso radio WiMAX, ma anche su reti core con crescente IP e capacità multiaccesso di servizi.
Nel luglio 2015 Nokia annunciò l'acquisizione di Alcatel-Lucent e la successiva fusione delle due società.

### Nokia Technologies
Nokia Technologies si occupa di prodotti consumer, di ricerca e sviluppo per nuove tecnologie, e inoltre concede in licenza le innovazioni e il marchio Nokia.

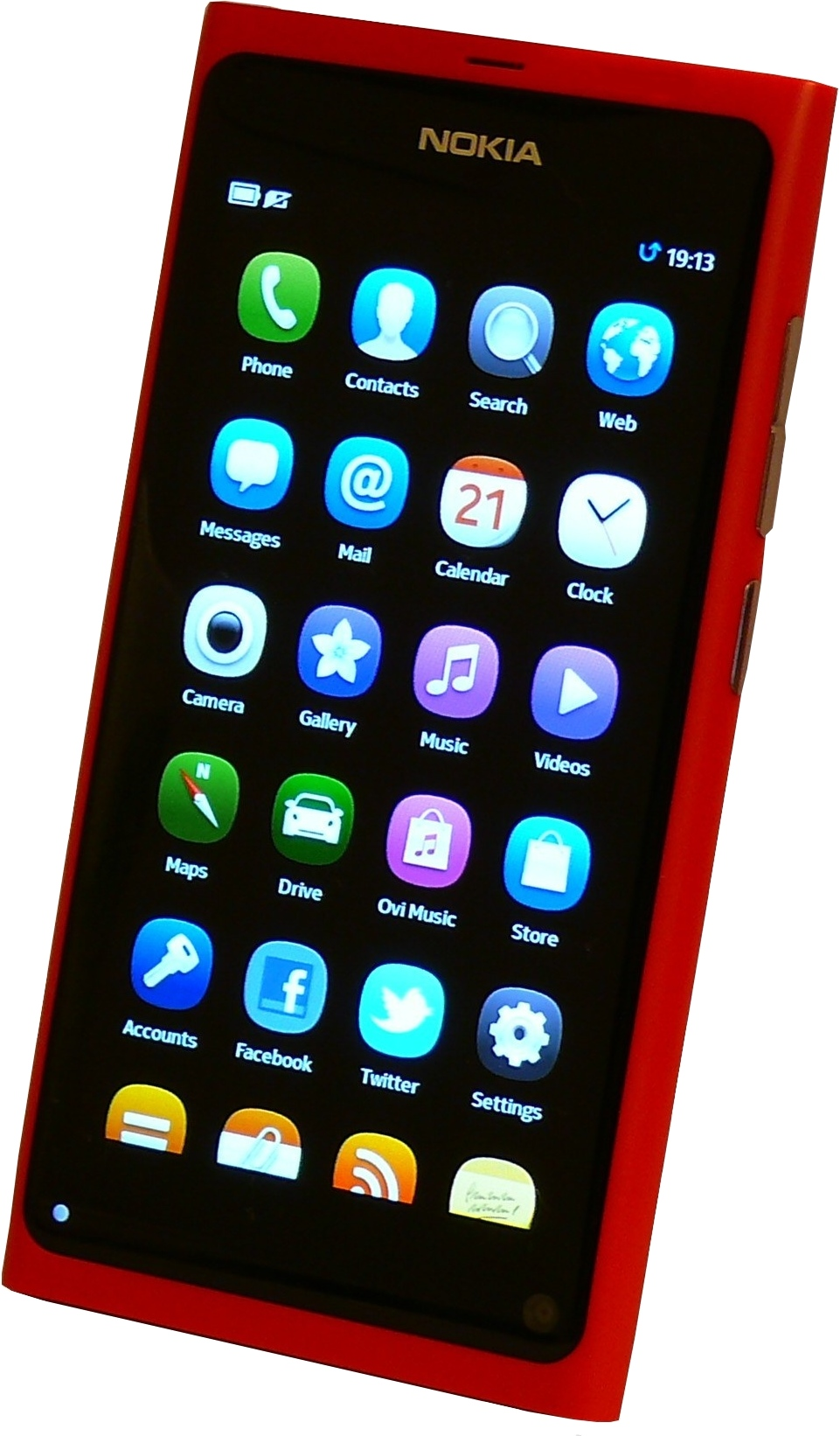
Nokia N9-00 con Meego (2011)

La società è costituita da un team di sviluppo avanzato. Lo sviluppo avviene su vaste aree comprendenti l'imaging, il rilevamento, la connettività wireless, gestione dell'alimentazione e dei materiali avanzati. Altre aree sono l'espansione del programma di licenza IP.
Nel novembre 2014 Nokia Technologies ha lanciato il tablet Nokia N1, prodotto da Foxconn e con Android 5.0, come primo prodotto dopo la vendita della divisione mobile a Microsoft.
Ad aprile 2015, un portavoce di Nokia ha affermato che l'azienda avrebbe trasferito la propria divisione di ricerca e sviluppo in Cina, con l'intenzione di produrre nuovi smartphone in una fabbrica del paese asiatico. Nokia ha negato questa affermazione meno di una settimana dopo, dichiarando che non v'è alcuna intenzione, al momento, di tornare nel mercato degli smartphone. Tuttavia non è stata negata la possibilità di concessione in licenza del marchio Nokia ad un produttore di terze parti per telefoni (come nel caso del Nokia N1). Nel mese di giugno seguente, Rajeev Suri, CEO dell'azienda finlandese, ha dichiarato il ritorno di Nokia nel mondo smartphone nel 2016, occupandosi principalmente della progettazione e del design dei nuovi dispositivi. Nel mese di luglio 2015, attraverso un comunicato stampa pubblicato sul proprio sito ufficiale, la compagnia ha confermato la volontà di tornare nel mercato della telefonia mobile che l'ha vista protagonista indiscussa per 14 anni. Robert Morlino, portavoce di Nokia Technologies, ha fatto sapere che la società è alla ricerca di un "partner giusto" che possa seguire la fase di produzione, vendita, marketing e assistenza ai consumatori. Nel mese di dicembre 2016, dopo molte speculazioni da parte dei media nei mesi precedenti, Nokia Technologies ha annunciato che nel corso del 2017, in collaborazione con le società HMD Global e FIH Mobile (gruppo Foxconn), saranno messi in commercio nuovi telefoni cellulari, smartphone e tablet a marchio Nokia.
Il 29 luglio 2015 presenta OZO, una fotocamera per la realtà virtuale composta da 8 sensori, 8 microfoni e con la capacità di registrare filmati in 3D.
Il 31 agosto 2016, Ramzi Haidamus ha annunciato che si sarebbe dimesso dalla sua carica di presidente di Nokia Technologies. Brad Rodrigues, precedentemente responsabile della strategia e dello sviluppo del business, ha assunto il ruolo di presidente ad interim fino al 30 giugno 2017, quando Gregory Lee, già amministratore delegato di Samsung Electronics in Nord America, è stato nominato AD e presidente di Nokia Technologies. Da agosto 2019 Jenni Lukander viene nominata presidente.

### Nokia Bell Labs
I Bell Laboratories (noti anche come Bell Labs, Bell, Laboratori Bell, in precedenza AT&T Bell Laboratories e Bell Telephone Laboratories) sono un centro di ricerca e sviluppo, attualmente di proprietà di Nokia. Prendono il nome dalla società americana di telecomunicazioni AT&T e da Alexander Graham Bell che li ha fondati.
La sede principale è a Murray Hill, nello stato del New Jersey degli Stati Uniti d'America.

### NGP Capital
NGP Capital, già Nokia Growth Partners, è una società globale focalizzata sugli investimenti nella fase di crescita di capitale con oltre 1,2 miliardi di dollari di investimenti gestionali negli Stati Uniti, in Europa, in India e in Cina.

### Nuage Networks
Nuage Networks è un'impresa che fornisce soluzioni di rete definite dal software che consente ai fornitori di servizi cloud e alle grandi aziende di gestire cloud multi-tenant di grandi dimensioni. È stata costituita da Alcatel-Lucent nel 2013 per sviluppare un overlay software per l'automazione e l'orchestrazione di cloud ibridi. Ha fatto parte di Nokia in seguito all'acquisizione di Alcatel-Lucent nel 2016. Durante tutto il 2017 Nuage ha siglato accordi con Vodafone e Telefonica per fornire la propria architettura SD-WAN ai propri server.
Ha sede a Mountain View, in California.

### Alcatel
Alcatel (precedentemente Alcatel Mobile Phones e Alcatel OneTouch) è un marchio francese di telefoni cellulari di proprietà della società finlandese Nokia dal 2016 che produce cellulari su licenza della società elettronica cinese TCL Corporation. Il marchio Alcatel è stato concesso in licenza nel 2005 dall'ex società francese di elettronica e telecomunicazioni Alcatel-Lucent a TCL per telefoni cellulari e dispositivi, con scadenza alla fine del 2024.

### Alcatel Submarine Networks

Logo HMD Global

Alcatel Submarine Networks è una società francese appartenente al gruppo finlandese Nokia dal 2016 e uno dei leader mondiali nella produzione e posa di cavi sottomarini. ASN ha posato oltre 590 000 km di cavi sul fondo del mare, sta eseguendo la manutenzione su oltre 300 000 km di cavi e ha commissionato più di 200 sistemi a fibre ottiche.

### HMD Global
È una compagnia di telefonia mobile con sede a Espoo in Finlandia. Il brand Nokia è stato concesso in licenza ad ex dipendenti Nokia, che hanno fondato la nuova divisione mobile del marchio. Hanno introdotto, dal 2017, dispositivi basati su Android e KaiOS. Nokia Corporation ha ruoli di investimento diretti in HMD con una quota di proprietà del 10,10% a fine 2020, nonché una rappresentanza nel consiglio di amministrazione che controlla e assicura il corretto utilizzo del proprio marchio, dei propri requisiti, dei propri brevetti, delle concessioni dei diritti alle sue proprietà di ricerca e sviluppo e delle prestazioni dei prodotti al fine di garantire che le aspettative dei consumatori siano soddisfatte.
Da settembre 2024, HMD Global ha iniziato ad eliminare dal proprio sito i dispostivi venduti col nome Nokia. I nuovi modelli saranno venduti solo a Marchio HMD, lasciando il Marchio Nokia per i feature phone, ovvero i cellulari di bassa gamma.

## Sede
Tieto Keilalahti Campus (precedentemente chiamato Nokia House, poi Microsoft Talo) è stata la sede principale di Nokia, situata a Keilaniemi, Espoo, appena fuori Helsinki. Il campus è stato costruito tra il 1995 e il 1997 come quartier generale per Nokia dall'architetto Pekka Helin e comprende tre strutture separate: le due parti più meridionali dell'edificio furono costruite all'inizio degli anni '90 e la terza, la maggior parte settentrionale fu costruita nel 2000. 

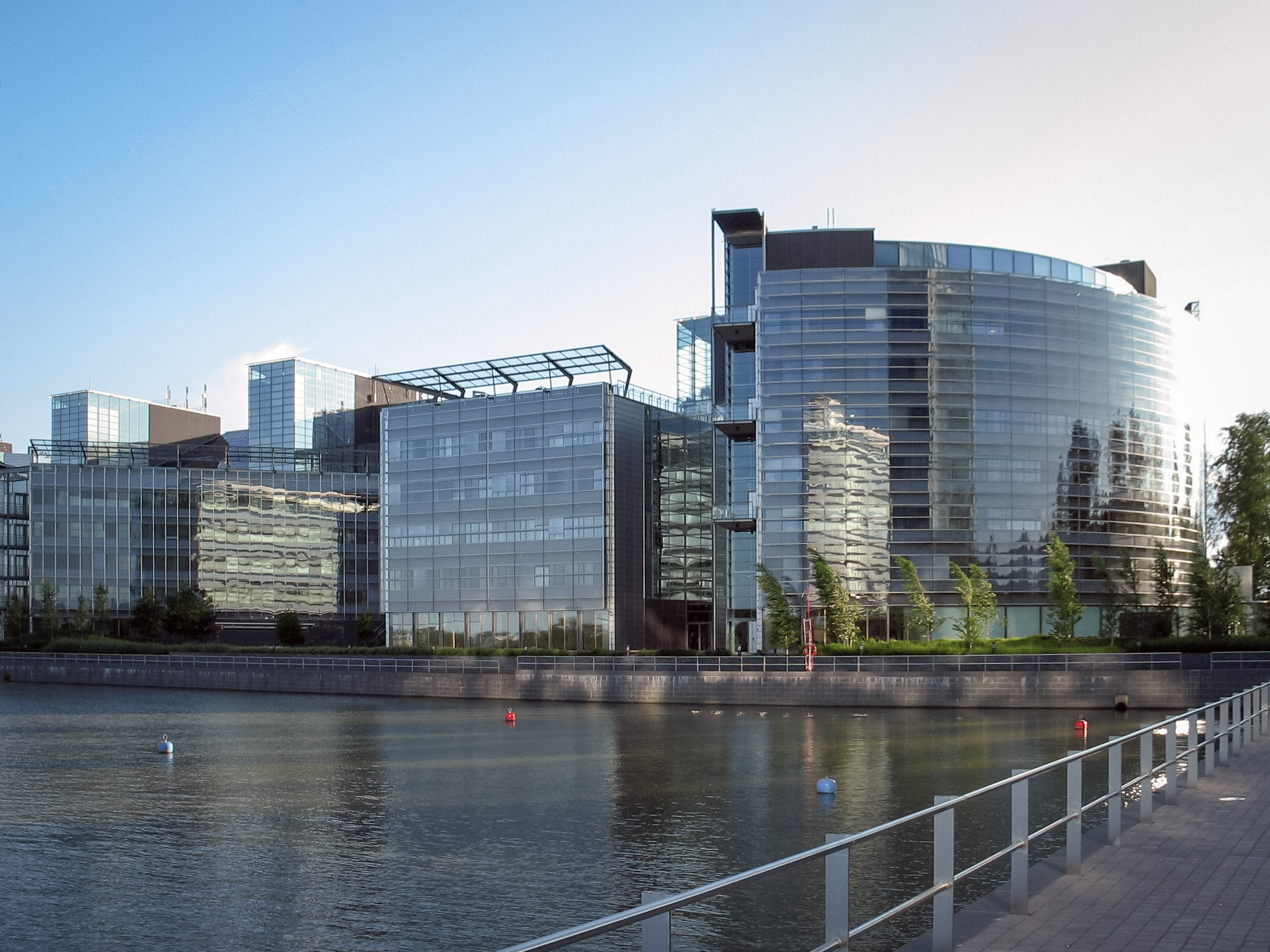
L'ex Nokia House

Nokia ha operato nell'edificio dal 1997 al 2014, con circa 5000 dipendenti che lavorano nei locali. Ha posseduto l'edificio fino a dicembre 2012, quando è stato annunciato che era stato venduto all'Exilion con sede in Finlandia per 170 milioni di euro. Nokia ha continuato a utilizzare l'edificio come sede principale, noleggiandolo a lungo termine. L'edificio è stato trasferito a Microsoft Mobile come parte della vendita dell'attività di telefonia mobile di Nokia a Microsoft nell'aprile 2014 e a quel punto l'edificio è stato rinominato Microsoft Talo (letteralmente Microsoft House). Nokia ha successivamente trasferito la propria sede centrale negli ex uffici Nokia Networks a Karaportti dove ha la sede ancora oggi.
Nel dicembre 2017, Exilion ha venduto l'edificio alla tedesca Deutsche Asset Management (parte di Deutsche Bank) per 164 milioni di euro.
Oggi la sede principale si trova sempre a Espoo ma nella cittadina di Karakaari. 

## Premi e riconoscimenti
- Nel 2007 il Nokia N95 vince il premio TIPA 2007 come miglior dispositivo di imaging.
- Il Nokia 1100, in vendita dal 2003 al 2009, è stato venduto in 250 milioni di unità rendendolo il telefono più venduto di sempre.
- Il Nokia 1110 (successore del Nokia 1100) lanciato nel 2005 e in vendita fino al 2007 ha raggiunto lo stesso incredibile record di 250 milioni di pezzi venduti.
- Nel 2009 il Nokia N86 vince il premio TIPA 2009 come miglior dispositivo di imaging.
- Il 25 aprile 2012 il Nokia 808 PureView viene premiato ben due volte per la qualità della sua fotocamera da 41 megapixel.
- Nel 2018 Nokia è stata nominata nella lista delle aziende più etiche al mondo.
- Nel 2018, Nokia ha ricevuto il premio Leading Lights per il più innovativo prodotto via cavo / video.
- Nel febbraio 2020, il Nokia 9 PureView ha vinto un Good Design Award 2019.

## Controversie
- Nel 2008, Nokia Siemens Networks avrebbe fornito alla società monopolistica di telecomunicazioni iraniana una tecnologia che le ha permesso di intercettare le comunicazioni Internet dei suoi cittadini. Secondo quanto riferito, la tecnologia ha consentito all'Iran di utilizzare l'ispezione approfondita dei pacchetti per leggere e modificare il contenuto di e-mail, social media e telefonate online. Da questo fatto, a metà 2009, gli iraniani iniziarono a boicottare i prodotti Nokia. Nokia Siemens Networks, successivamente, ha affermato in un comunicato stampa che ha fornito all'Iran solo una "capacità di intercettazione lecita esclusivamente per il monitoraggio delle chiamate vocali locali" e che "non ha fornito alcuna ispezione approfondita dei pacchetti, censura del web o capacità di filtraggio di Internet all'Iran".
- Nel 2009, Nokia ha fortemente sostenuto una legge in Finlandia che consente alle aziende di monitorare le comunicazioni elettroniche dei propri dipendenti in caso di sospetta fuga di informazioni. Nokia ha smentito le voci secondo le quali la società avrebbe preso in considerazione di spostare la propria sede centrale fuori dalla Finlandia se le leggi sulla sorveglianza elettronica non fossero state modificate. I media finlandesi hanno soprannominato la legge Lex Nokia perché è stata attuata a seguito delle pressioni di Nokia. La legge è stata emanata, ma con requisiti rigorosi per l'attuazione delle sue disposizioni.
- Nell'ottobre 2009 Nokia ha reso noto di aver depositato un'azione legale nei confronti di Apple presso la Federal District Court nello stato del Delaware accusando la casa di Cupertino di infrangere una serie di brevetti Nokia riguardanti gli standard GSM, UMTS e wireless LAN. In qualità di leading innovator nelle comunicazioni wireless, Nokia ha creato una delle raccolte brevetti più ricche dell'intera industria, con investimenti di oltre quaranta miliardi di dollari di ricerca e sviluppo nel corso degli ultimi venti anni. Molta di questa proprietà intellettuale, inclusi i brevetti citati nella causa, sono stati ritenuti essenziali per gli standard dell'industria mobile. Nokia ha già siglato accordi di licenza con circa 40 compagnie, inclusi tutte le principali aziende produttrici di dispositivi mobile, permettendo all'intera industria di godere dei benefici derivanti dalle sue innovazioni. I dieci brevetti citati nella causa sono correlati a tecnologie fondamentali per la realizzazione di dispositivi che sono compatibili con uno o più degli standard GSM, UMTS e wireless LAN. I brevetti coprono tecnologie per la trasmissione di dati via wireless, coding del traffico voce, sicurezza e cifratura e, secondo quanto dichiara Nokia, sono infranti da tutti i modelli Apple iPhone commercializzati da quando iPhone è stato introdotto nel 2007. Secondo alcuni analisti l'obiettivo reale di Nokia non era la sospensione delle vendite di iPhone o l'ottenimento di risarcimenti faraonici, quanto più riuscire a spuntare un accordo di royalty per ogni iPhone venduto, una quota che verosimilmente potrebbe ammontare all'1%-2% del prezzo del dispositivo e quindi tra i 6 e i 12 dollari. Apple è stata pronta a rispondere con una controproposta presentata nel dicembre 2009 accusando Nokia di 11 violazioni di brevetto provocando così una battaglia legale tra le due. Nokia poi ha continuato a chiedere al tribunale di vietare tutte le importazioni statunitensi di prodotti Apple, inclusi iPhone, Macintosh e iPod. La Apple a sua volta stata ha presentato una denuncia all'ITC nel gennaio 2010. Nel giugno 2011, Apple si stabilì con Nokia e accettò un pagamento stimato di 600 milioni di dollari.
- Nel gennaio 2013 Nokia fu al centro di uno scandalo fiscale in India in cui la Nokia avrebbe evaso le tasse per un valore di 2 000 miliardi di rupie, circa 300 milioni di dollari.
- A marzo 2019, è trapelata la notizia che i telefoni Nokia 7 Plus avrebbero presumibilmente inviato dati personali degli utenti in Cina per diversi mesi. Secondo gli investigatori, il telefono ha inviato i dati tra cui posizione geografica, numero della carta SIM e numero di serie del telefono a un server cinese non identificato ogni volta che il telefono era stato acceso o sbloccato. Il proprietario del marchio Nokia, HMD Global, ha negato che tali trasferimenti siano stati effettuati, affermando che si trattava invece del risultato di un errore nel processo di imballaggio del software del telefono.
- Nel luglio del 2022 Nokia ha ottenuto lo stop delle vendite degli smartphone in Germania, ai danni di OPPO e OnePlus. Il motivo è riconducibile ad un mancato accordo tra le parti e coinvolgerebbe la tecnologia 4G, che i due marchi potevano utilizzare grazie ad una licenza. Il mancato accordo (e dunque la violazione dei brevetti) è dovuto ad una tassa di rinnovo considerata troppo alta dai produttori cinesi. Nokia ha anche citato in giudizio realme e vivo (appartenenti come OPPO e OnePlus al gruppo BBK) in Francia, Finlandia, Paesi Bassi, Svezia, Spagna e Regno Unito.[17]

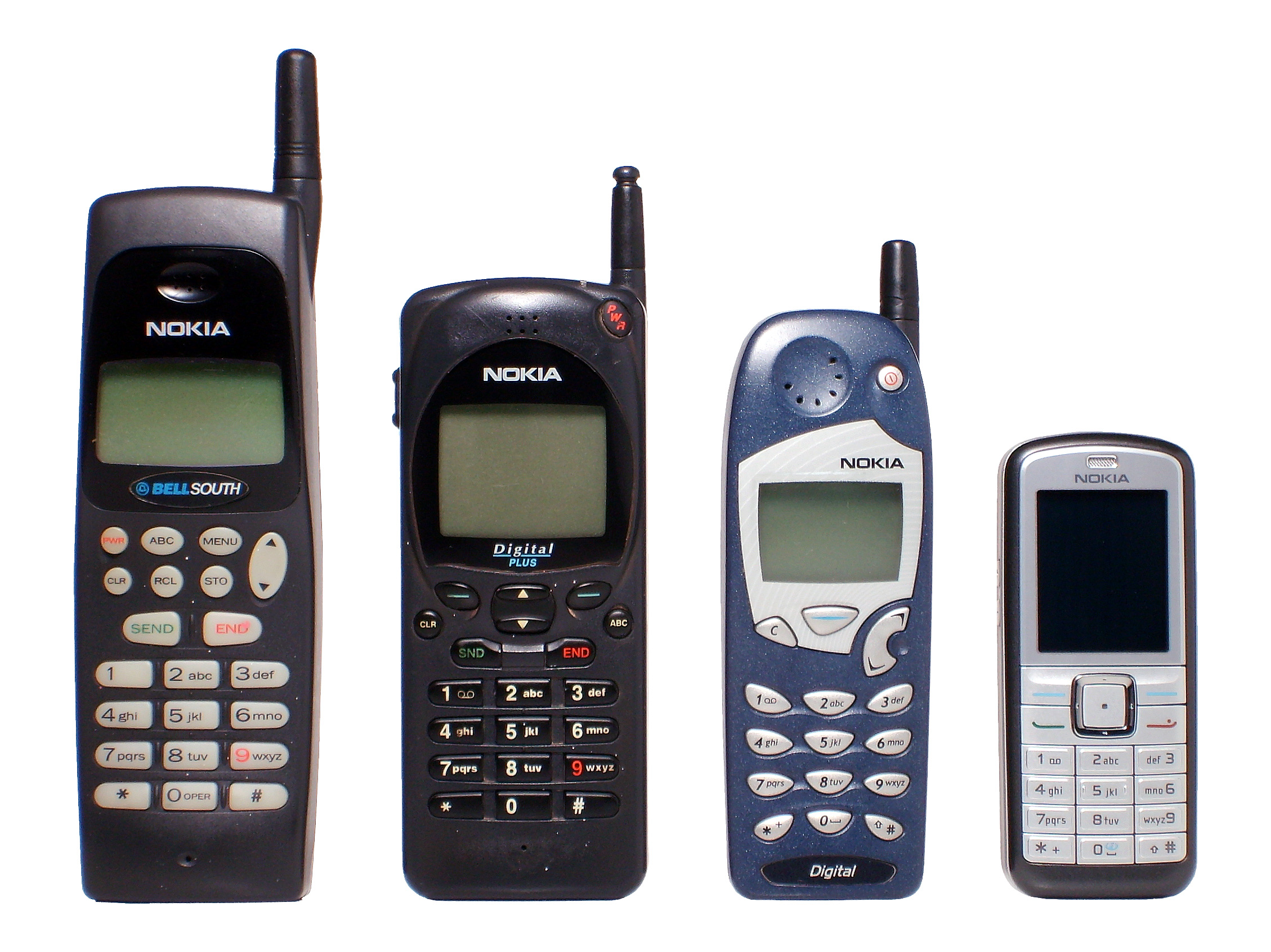
Evoluzione delle dimensioni dei telefoni Nokia

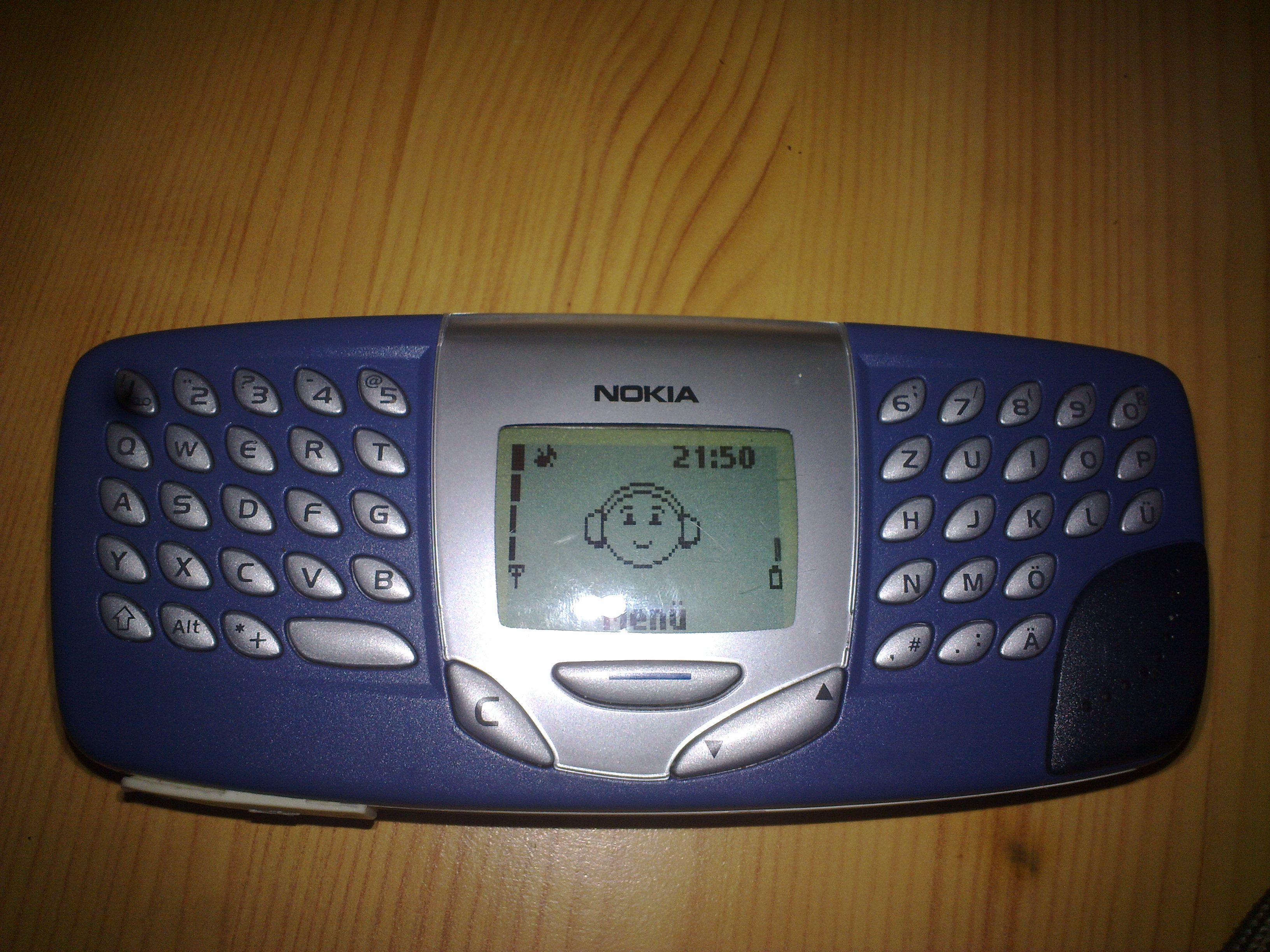
Nokia 5510 (2001)

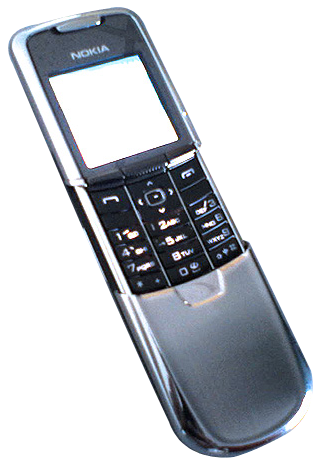
Nokia 8800 (2005)

## Cronologia
- Nel 1994 fu presentato il primo cellulare Nokia con flip (apribile): il Nokia 239
- Il 22 settembre 2003 completa l'acquisizione di Sega.com, filiale di SEGA che è poi diventata uno dei punti di riferimento per la realizzazione del Nokia N-Gage.[18]
- A metà 2004 viene presentato il primo touchscreen lanciato sul mercato da Nokia nonché il primo navigatore satellitare in un cellulare al mondo. Il Nokia 7710.
- Nel 2005 viene presentato il Nokia 8800, il primo della serie Arte.
- Il 10 febbraio 2006 completa l'acquisizione di Intellisync, azienda fornitrice di software per la sincronizzazione tra dispositivi mobili e non.[19]Nokia 7710 (2004)Il particolare Nokia 7380 con schermo a specchio (2005)

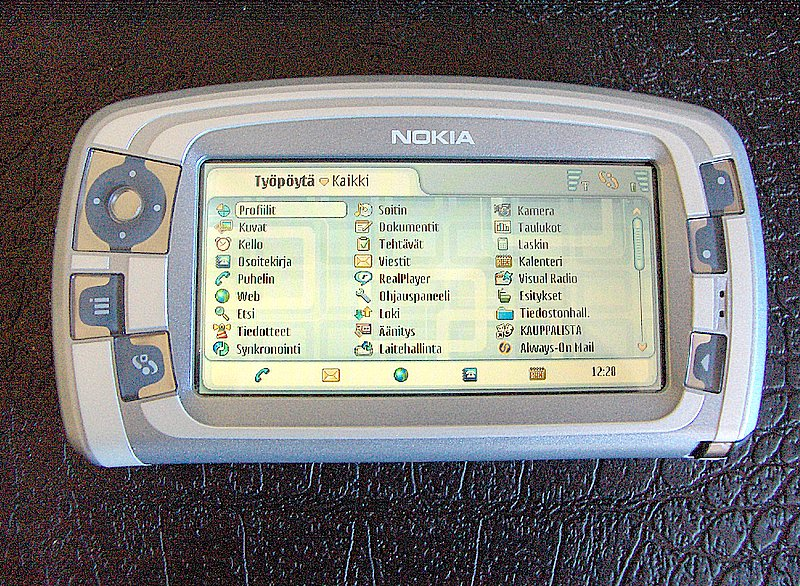
Nokia 7710 (2004)

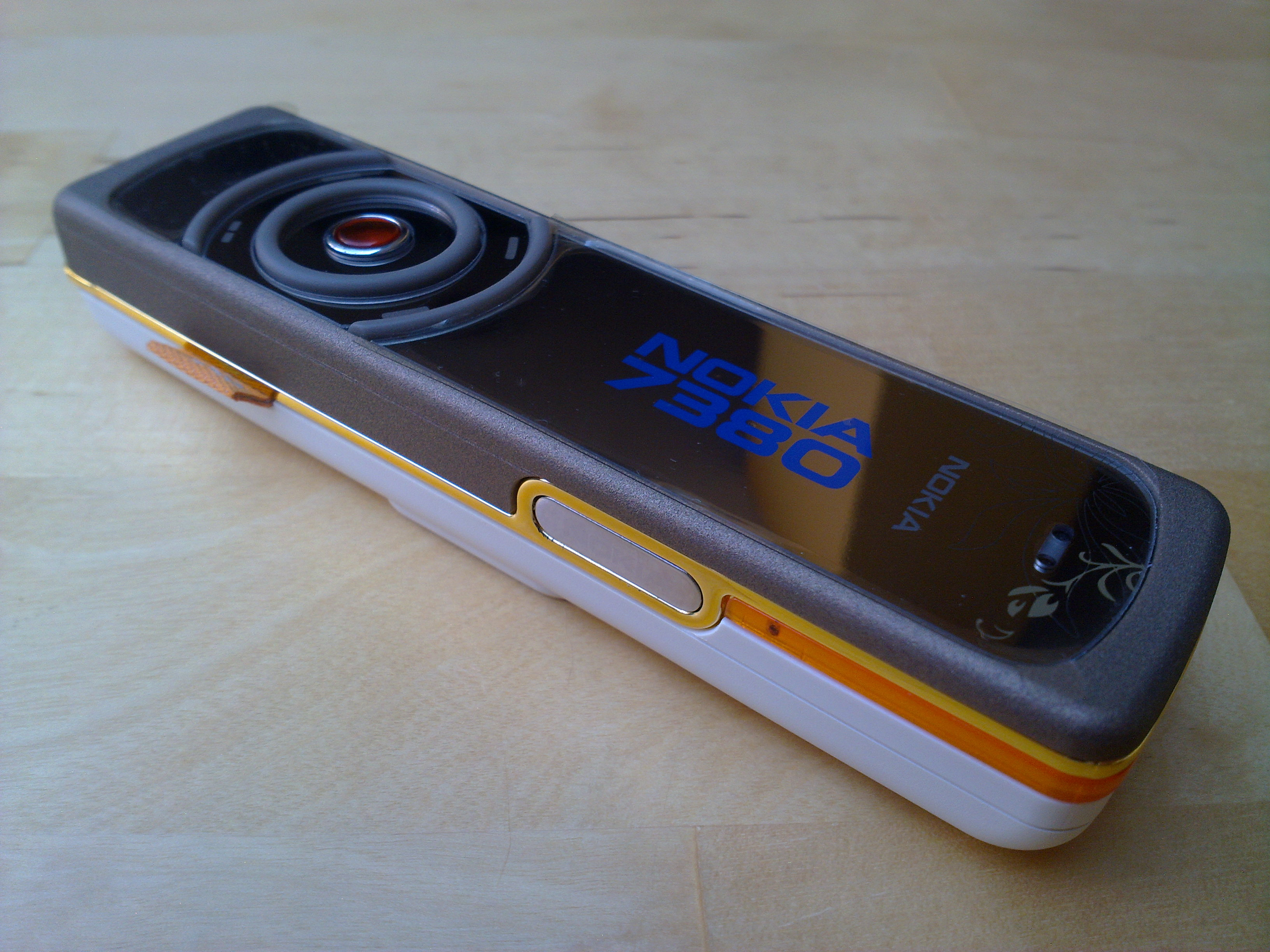
Il particolare Nokia 7380 con schermo a specchio (2005)

- Il 16 ottobre 2006 completa l'acquisizione di Loudeye, azienda leader nella distribuzione di musica digitale.[20]
- Il 24 luglio 2007 annuncia l'acquisizione di Twango, azienda leader nelle soluzioni per organizzare e condividere foto, video e oggetti multimediali generati dagli utenti.[21]
- Il 9 agosto 2007 lancia il portale di social network Mosh, utilizzabile anche dai terminali mobili.[22]
- Il 17 settembre 2007 annuncia l'acquisizione di Enpocket, azienda leader nella pubblicità su dispositivi mobili.[23]

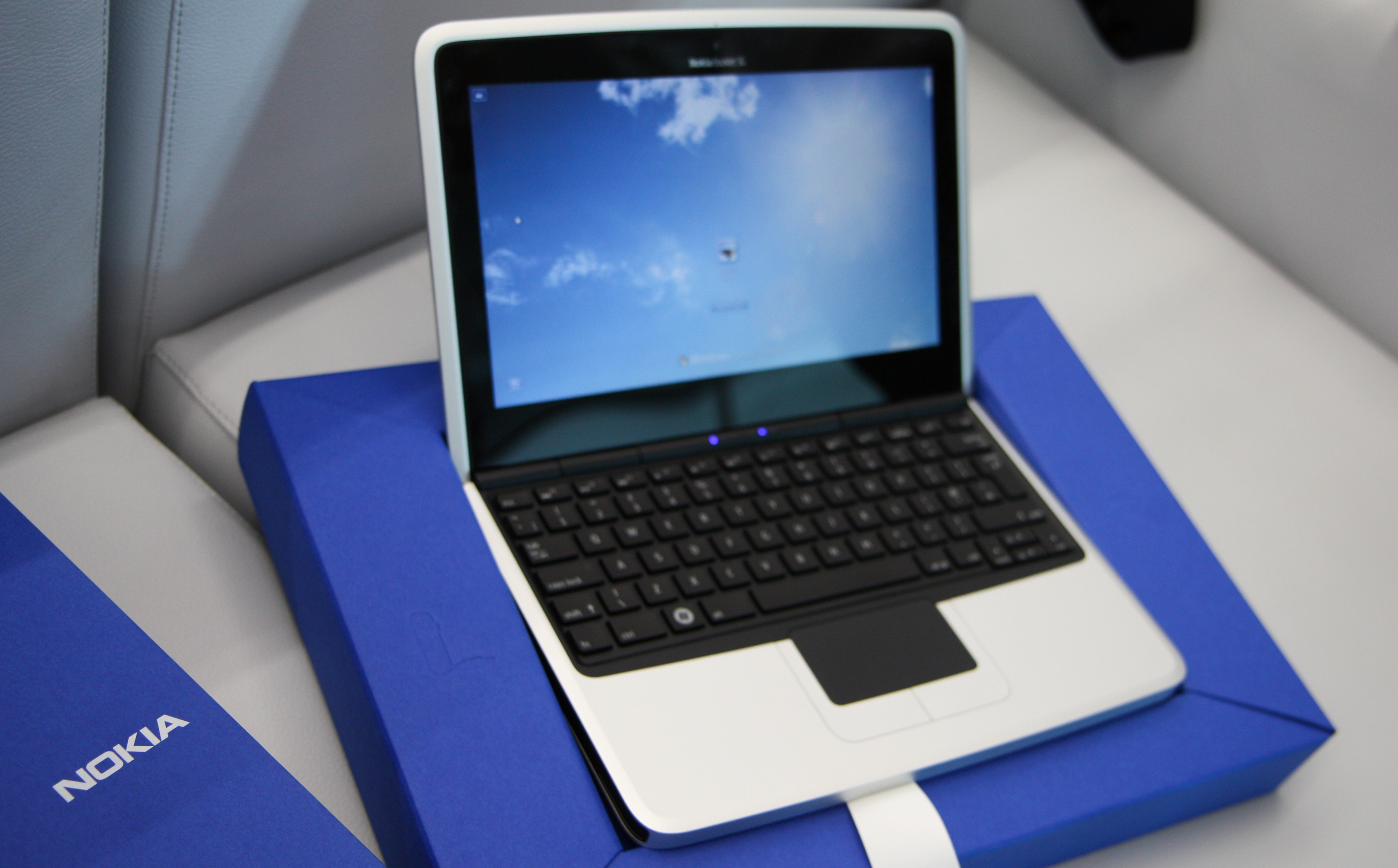
Nokia Booklet 3G (2009)

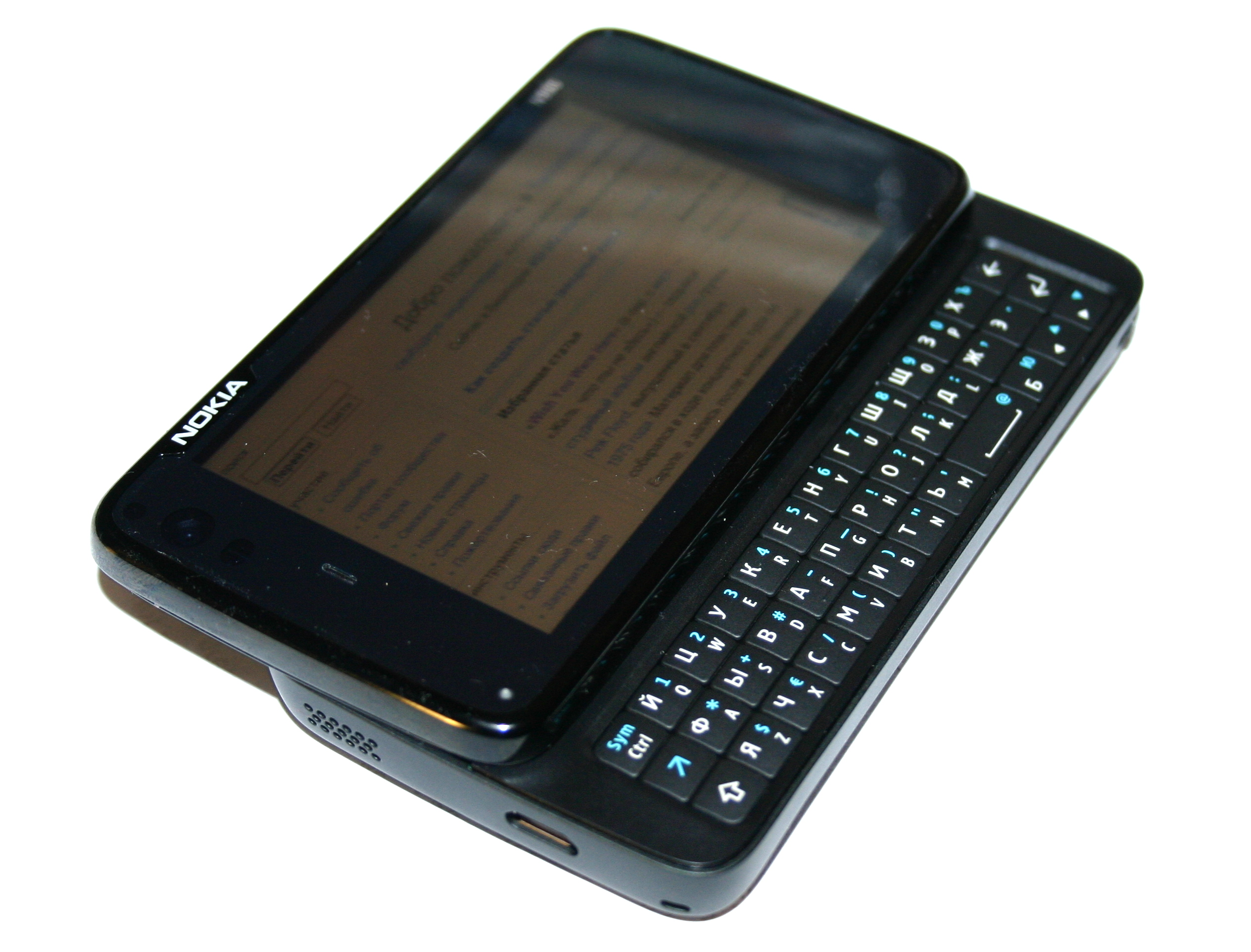
Nokia N900 (2009)

- Il 1º ottobre 2007 annuncia l'acquisto di Navteq, società produttrice di mappe digitali per Sistemi di informazione geografica.[24]
- Il 28 gennaio 2008 annuncia l'acquisizione del produttore software Trolltech con una spesa di 153 milioni di dollari.[25]
- Nel maggio 2008 Nokia annuncia di voler spostare il proprio business interamente su internet e di non voler essere vista solamente come una produttrice di telefoni.
- Il 23 giugno 2008 è definita l'acquisizione di Plazes, una startup con sede a Berlino, creatrice di una rete sociale basata sulla localizzazione geografica degli utenti.[26]
- Il 24 giugno 2008 Nokia annuncia un accordo per acquisire la totalità della azioni di Symbian per 264 milioni di euro e successivamente creare la Symbian Foundation che avrà il compito di unificare i vari sistemi operativi costruiti sulla base di Symbian. La fondazione renderà tutto open source a disposizione degli operatori che già adesso usano il software e di chiunque voglia utilizzarlo.[27]
- Il 27 gennaio 2009 viene annunciata l'acquisizione di Bit-side, la quale avrebbe poi coadiuvato Nokia nella realizzazione di software di localizzazione mobile da integrare con i sistemi già esistenti (Nokia Maps).
- A giugno 2009 viene presentato il Nokia N97 (il primo terminale Nokia ad avere integrato il servizio online di Nokia per effettuare il download, a pagamento o gratuito, di applicazioni temi, giochi e contenuti video. Nello stesso mese è perfezionata l'acquisizione di Cellity, che avrebbe integrato la propria innovativa rubrica in stile web sui cellulari Nokia 2.0.[28]
- Il 24 agosto 2009 viene presentato il primo computer portatile di Nokia: Il Nokia Booklet 3G.
- A novembre 2009 viene presentato il primo Internet Tablet con funzioni telefoniche: il Nokia N900 con sistema operativo Maemo.
- A marzo 2010 viene presentato il primo smartphone con fotocamera da 12 Mpx e il primo smartphone Nokia ad utilizzare il sistema operativo open source Symbian^3: Il Nokia N8.
- Nel 2010 viene presentato il primo telefono Nokia con doppia Sim: il Nokia C1-00
- Il 21 settembre 2010 Stephen Elop (ex Microsoft) sostituisce Olli Pekka Kallasvuo come amministratore delegato del gruppo.
- L'11 febbraio 2011 viene perfezionata la partnership con Microsoft, adottando Windows Phone come sistema operativo principale per i dispositivi mobile. Tale notizia, altamente disapprovata dai consumatori, provoca un calo in borsa dell'11,1%.
- Il 26 ottobre 2011 sono presentati al Nokia World 2011 i primi due smartphone con Windows Phone 7: il Nokia Lumia 800 e il Nokia Lumia 710. Viene presentato anche il Nokia N9 (il primo e unico smartphone con il sistema operativo open-source MeeGo/Harmattan, sviluppato dalla stessa Nokia e Intel che fu venduto solo in alcuni mercati). Nello stesso anni viene presentato anche un nuovo modello della serie C: il Nokia C2-00, il primo telefono Dual Sim (con sim utilizzabili simultaneamente).Nokia 808 Pureview (2012)

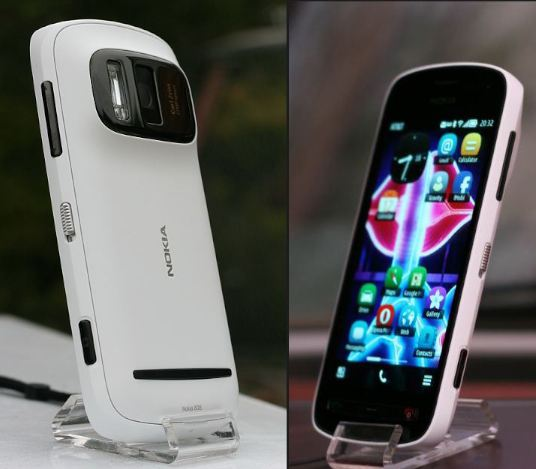
Nokia 808 Pureview (2012)

- Il 27 febbraio 2012 vengono presentati nuovi prodotti tra cui il Nokia Lumia 900 (top di gamma) e un cameraphone (808 PureView) con fotocamera da 41 megapixel.
- Il 30 aprile 2012 Nokia vende il marchio di lusso Vertu per 200 milioni di euro.
- Il 2 maggio 2012 Nokia rinnova la partnership con Carl Zeiss.
- Il 6 maggio 2012 vengono annunciate le dimissioni di Jorma Ollila dopo 23 anni di presidenza e la candidatura di Risto Siilasmaa.
- Il 5 settembre 2012 Nokia presenta i primi due modelli con Windows Phone 8.
- Il 12 novembre 2012 debuttano i cellulari Nokia Lumia 920 e Nokia Lumia 820.
- Il 5 dicembre 2012 Nokia annuncia la vendita del proprio quartier generale in Finlandia a favore della Exilion che l'ha acquistato per 180 milioni di euro.
- Il 19 dicembre 2012 viene constatato il sorpasso da parte di Samsung nel numero di cellulari venduti durante il 2012.[29]
- Il 28 gennaio 2013 Nokia abbandona definitivamente il progetto Symbian.

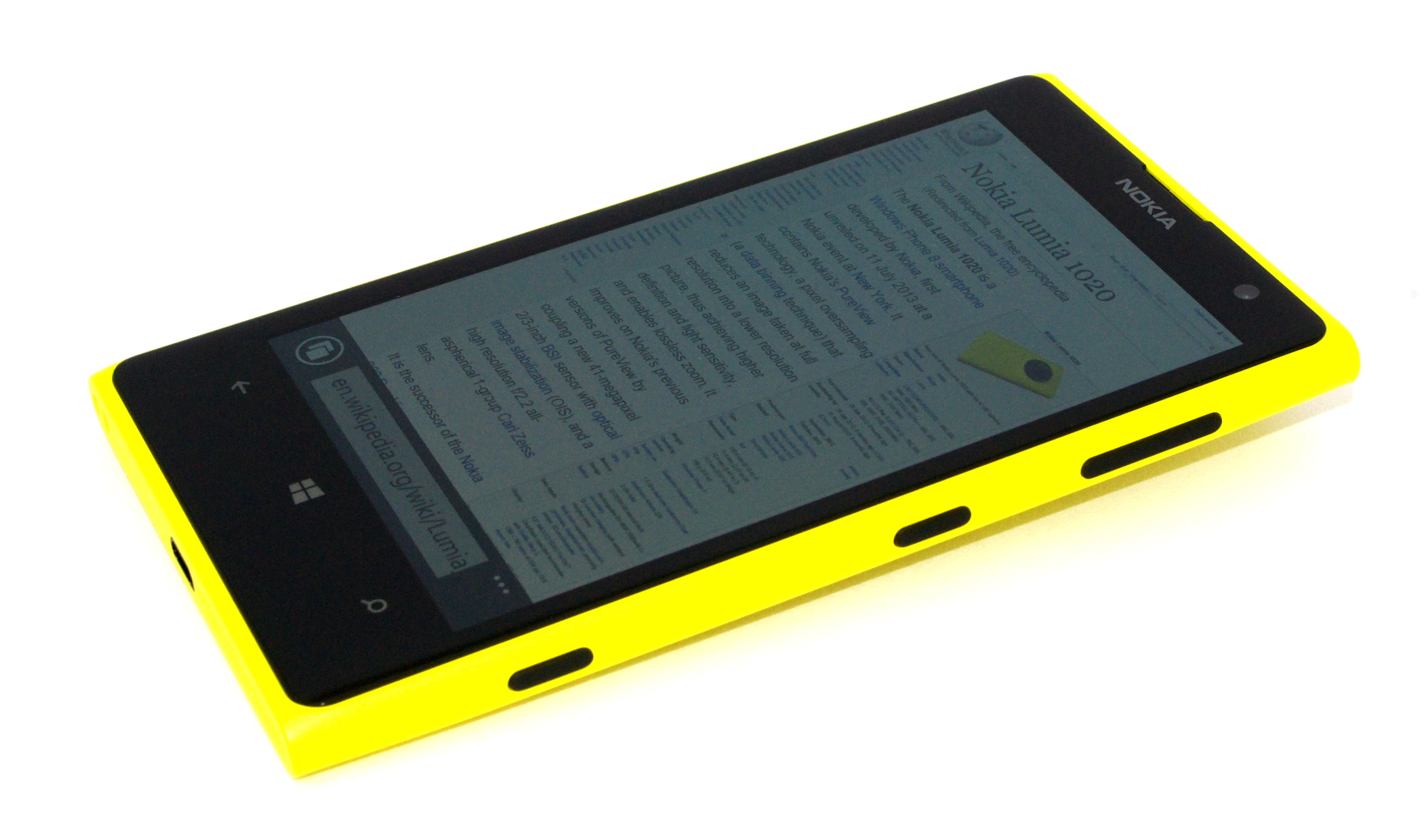
Nokia Lumia 1020 (2013)

- Nokia Lumia 1020 (2013)L'11 luglio 2013 presenta a New York il Nokia Lumia 1020, uno smartphone in grado di scattare foto a 41 megapixel e dotato di ben 6 lenti fornite da Carl Zeiss.
- A ottobre 2013 vengono presentati i primi phablet Nokia (Nokia Lumia 1320 e Nokia Lumia 1520) e il tablet Lumia 2520.
- Il 3 settembre 2013 la Microsoft acquista la divisione Devices & Services di Nokia per 5,44 miliardi di euro. Lo stesso giorno Stephen Elop si dimette da AD Nokia e viene sostituito da Risto Siilasmaa. Timo Ihamuotila è il nuovo presidente.
- A gennaio 2014 vengono presentati tre nuovi telefoni con sistema operativo basato su Android (Nokia X, Nokia X+ e Nokia XL)
- A febbraio vengono presentati il Nokia X2 Dual Sim (con sistema operativo Android) e il Lumia 635, il primo smartphone Nokia con una fotocamera frontale da 5 Mpx.
- Il 25 aprile 2014 la divisione Devices & Services venduta da Nokia cambia nome in Microsoft Mobile.
- Il 1º maggio 2014 l'indiano Rajeev Suri viene nominato AD e presidente di Nokia.
- Il 18 novembre 2014 viene presentato il tablet Nokia N1 con piattaforma Android. Nella stessa data viene presentato il software Nokia Z Launcher.
- Il 15 aprile 2015 Nokia annuncia di aver raggiunto l'accordo del valore di 15,6 miliardi di euro per l'acquisizione dell'azienda franco-americana Alcatel-Lucent.[30]
- Il 14 luglio 2015 attraverso un comunicato stampa pubblicato sul proprio sito ufficiale, la compagnia conferma la propria volontà di tornare nel mercato della telefonia mobile, attraverso una collaborazione con importanti partner che cureranno produzione, vendita, marketing e assistenza dei futuri prodotti: smartphone, tablet e telefoni cellulari.
- Il 29 luglio 2015 presenta OZO, una fotocamera capace di registrare filmati in 3D.
- Il 3 agosto 2015 cede la divisione Here ad un consorzio automobilistico tedesco per una cifra di circa 2,8 miliardi di euro.
- Il 26 aprile 2016 Nokia annuncia l'acquisizione della società francese Withings, specializzata in smartwatch ed e-health, per la cifra di 170 milioni di euro.
- Il 2 novembre 2016 Nokia completa l'acquisizione di Alcatel-Lucent. Il marchio registrato "Alcatel" passa quindi in mano a Nokia, pur rimanendo in licenza a TCL Corporation fino al 2024 per il suo utilizzo su telefoni cellulari, smartphone e tablet.[31]
- Il 9 gennaio 2017 Nokia ritorna ufficialmente nel mercato degli smartphone: in collaborazione con HMD Global, presenta il Nokia 6 con sistema operativo Android.
- A inizio 2018 viene presentato il nuovo Nokia 8110 4G, il revival del modello del 1996 chiamato anche "banana phone" per la sua struttura curva.Nokia 8110 4G (2018)

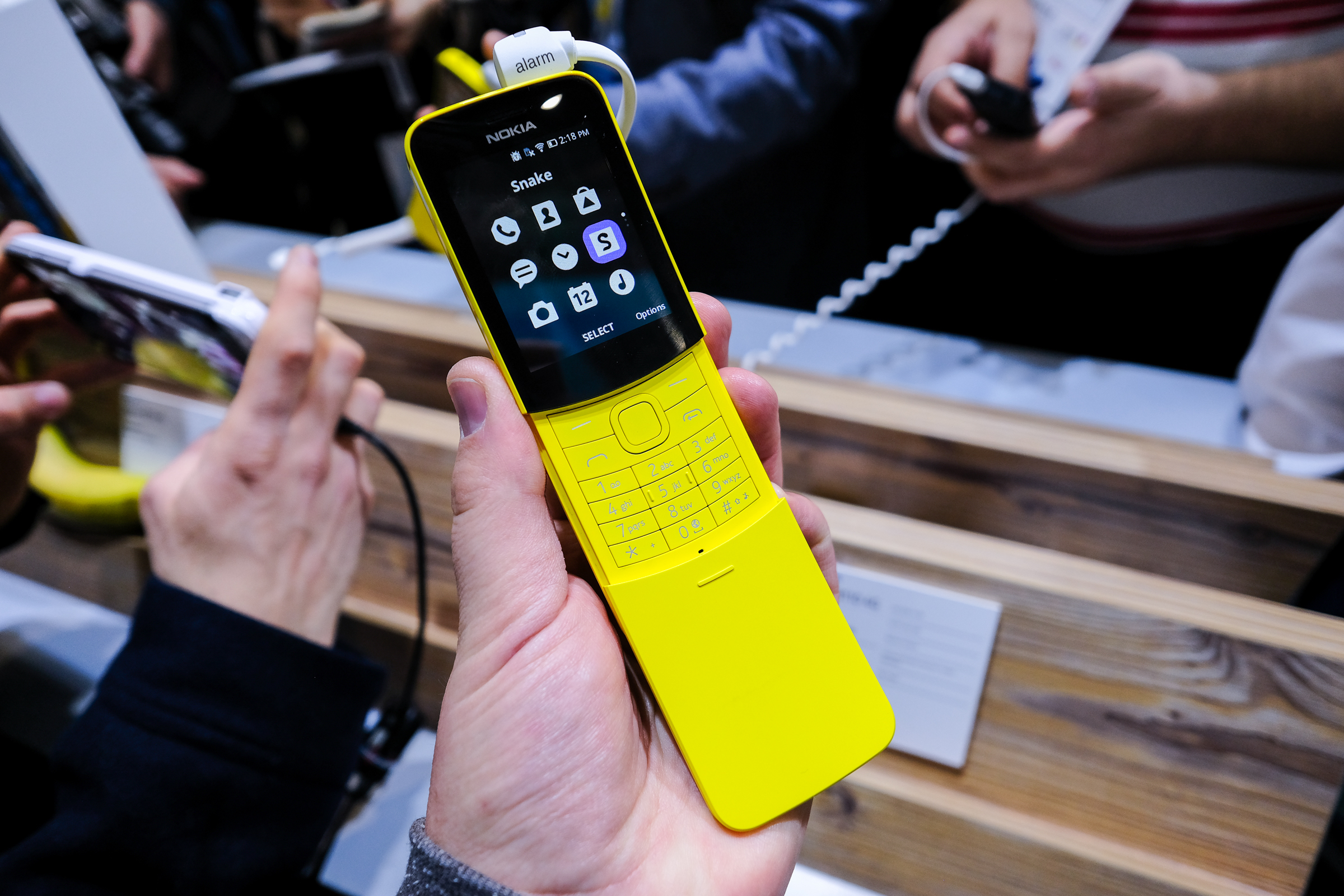
Nokia 8110 4G (2018)

- Il 2 maggio 2018, Nokia rivende Withings a Eric Carreel (fondatore dell'azienda).
- Il 4 ottobre 2018, insieme al Nokia 7.1, vengono presentati due nuovi accessori: gli auricolari True Wireless Earbud e Pro Wireless Earphone.
- Il 2 aprile 2019 l'app di messaggistica istantanea WhatsApp arriva sul Nokia 8110 4G.
- Il 5 dicembre 2019, viene presentato, in India, il televisore Smart TV da 55 pollici.
- Il 19 marzo 2020, viene presentato il primo dispositivo Nokia che supporta le reti 5G (Nokia 8.3 5G) e lo stesso giorno, viene annunciata l’espansione di Nokia nel mercato brasiliano.
- L'8 aprile 2021 vengono annunciati nuovi dispositivi, i quali abbandonano la nomenclatura con soli numeri in favore delle lettere (X, C, G). Inoltre HMD Global entra nel mercato come operatore virtuale di rete mobile indipendente (MVNO), lanciando la rete mobile HMD Mobile.
- A ottobre 2021 Nokia torna sul mercato dei tablet dopo Nokia 2520 (2013) e Nokia N1 (2015) presentando il T20 e la nuova gamma T.
- Il Nokia XR20 è l'ultimo smartphone a montare una lente Zeiss.
- A fine 2021 si è conclusa la partnership tra Nokia e Zeiss.
- A febbraio 2023, insieme ai Nokia C02, Nokia C32 e Nokia C22 viene presentato il Nokia G22 (successore del G21) il primo smartphone "auto riparabile". Infatti grazie alla collaborazione tra Nokia e iFixIt, è possibile sostituire la porta di ricarica, lo schermo, la batteria e la cover posteriore direttamente a casa propria senza ricorrere a un centro assistenza grazie ai kit acquistabili e grazie alla guida fornita dalla stessa Nokia.

## Prodotti Nokia

### Dispositivi mobili

#### Prodotti da Nokia Devices & Services

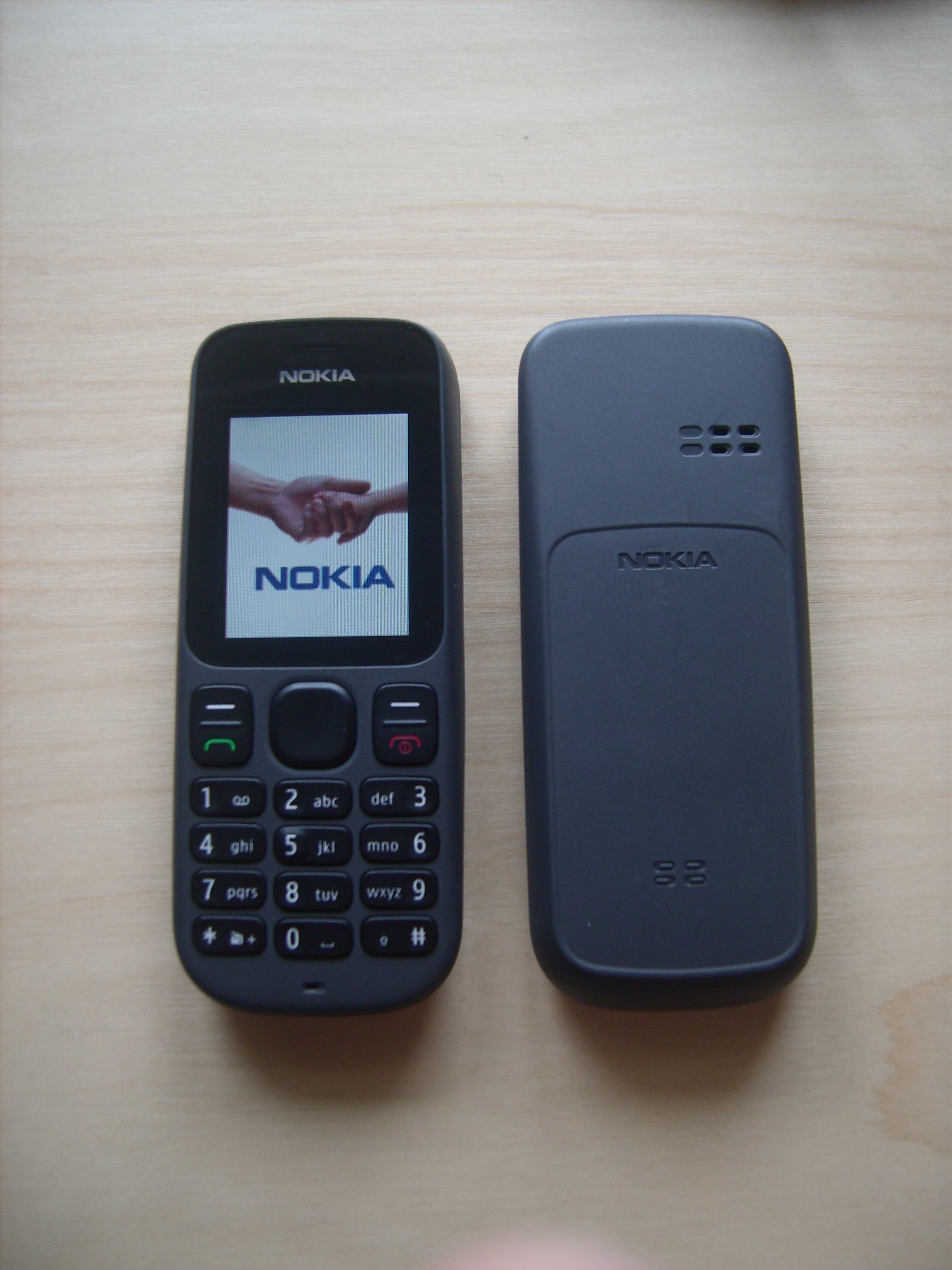
Nokia 100 (2011)

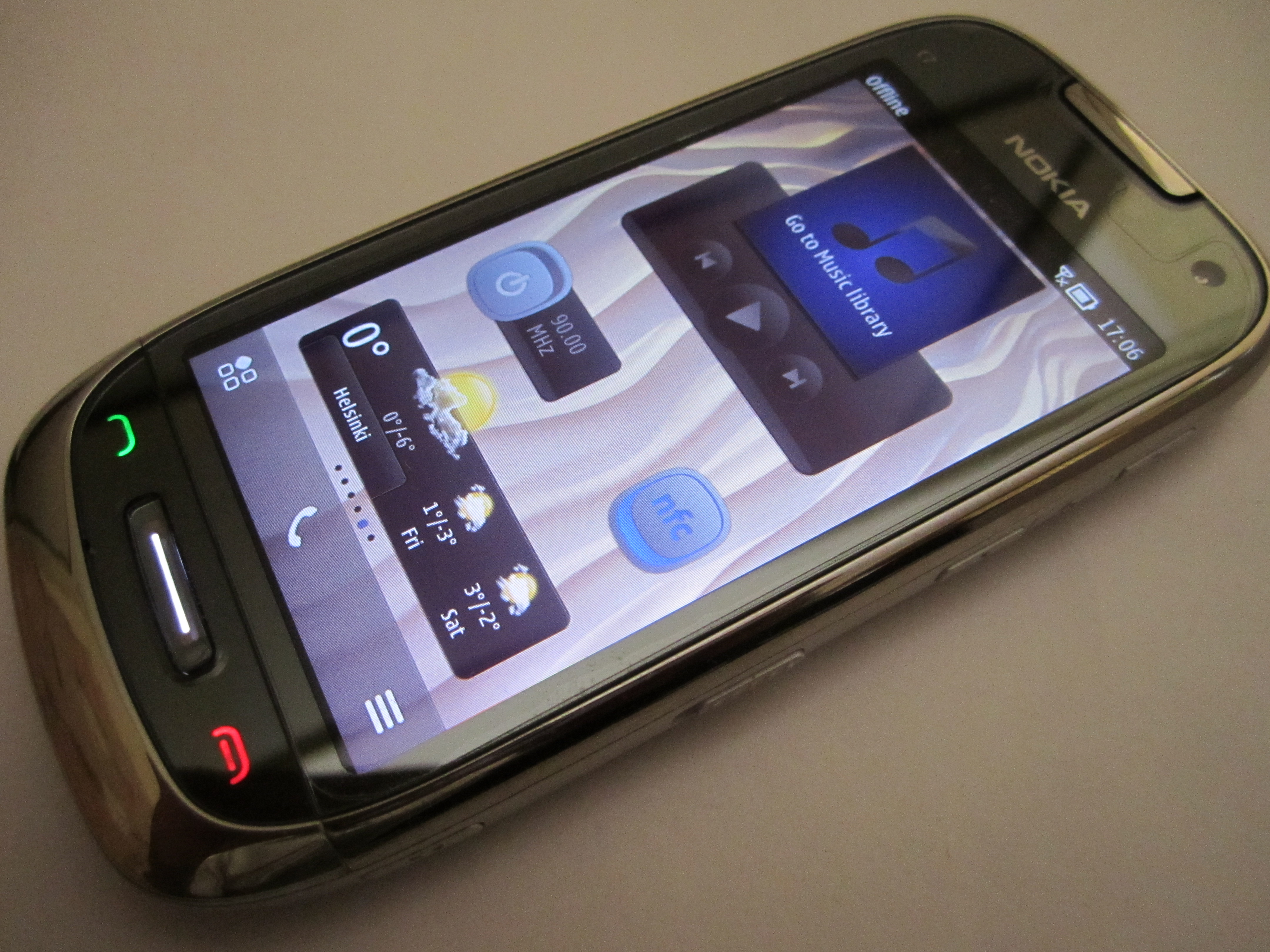
Nokia C7 con Symbian Belle (2010)

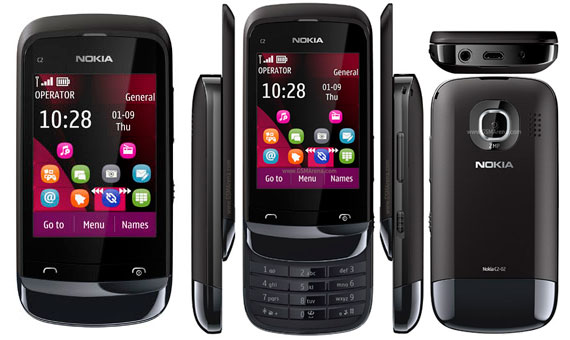
Nokia C2-02 (2011)

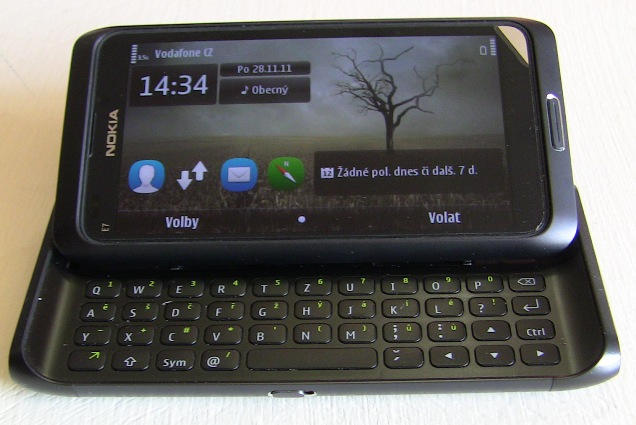
Nokia E7-00 (2011)

La Nokia suddivide i cellulari (e alcuni smartphone) con lettere dell'alfabeto o semplicemente con numeri:
- Solo numeri: è la vecchia nomenclatura, fin dagli anni novanta e indica indistintamente cellulari di fascia bassa (Nokia 100), media (Nokia 603) e medio-alta (Nokia 701). Attualmente i cellulari hanno codice numerico a 3 cifre, mentre in passato ne avevano sempre avute 4.
- Cseries: la lettera C sta per Communities, viste le caratteristiche soprattutto mirate all'uso dei social network, Communications per la sua semplicità nel rispondere e nel comporre messaggi con la tastiera QWERTY e per Connectivity, in quanto adatto per la navigazione web. I cellulari appartenenti alla C Series sono di fascia media o alta con caratteristiche e contenuti particolari, spesso sofisticati anche a livello estetico. I Cseries di fascia alta derivavano dalla Nseries: ad esempio, il C6 è derivato dall'N97 Mini, essendo molto simile a quest'ultimo differendo per l'apertura a scorrimento orizzontale (anziché obliqua) e perché fornito di soli 2 GB di memoria (anziché 8). La serie C adottava anche la tecnologia dual SIM specialmente nei modelli C1-00, C2-00 e C2-03.Nokia E90 Communicator (2007)

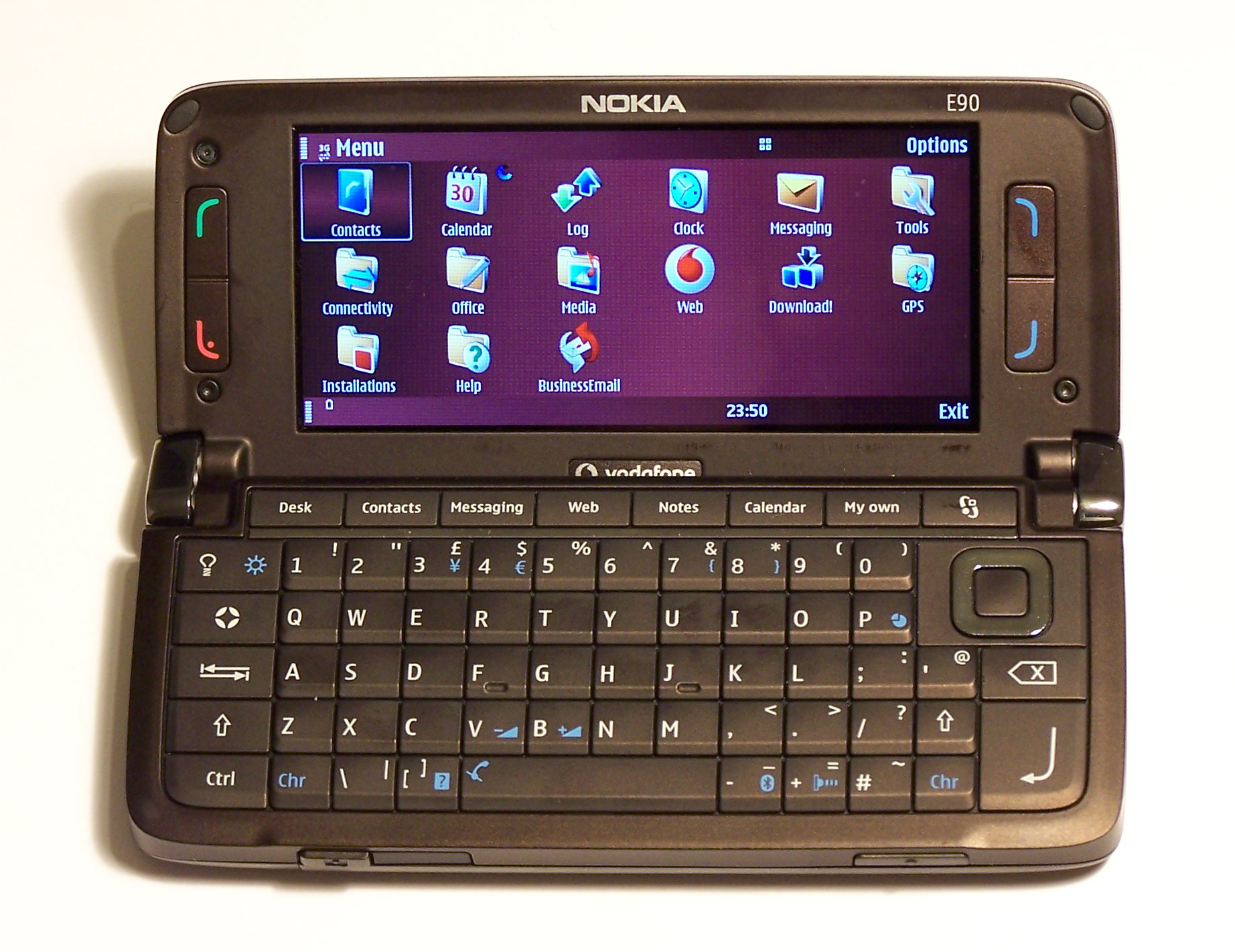
Nokia E90 Communicator (2007)

- Eseries: la lettera E sta per Executive. Erano dispositivi dedicati principalmente al mercato aziendale, pensati per un utilizzo di tipo "lavorativo-manageriale" con particolare attenzione alla connettività avanzata e il supporto per i servizi di push e-mail aziendale. (E5-00, E7-00, E71, Nokia E90)
- Xseries: la lettera X sta per Xpress. Erano terminali pensati per l'intrattenimento, sono i successori degli XpressMusic. Possono essere di fascia bassa (X2-00), media (X3-00) e alta (X7-00). La maggior parte dei telefoni inclusi nella linea sono feature phone e smartphone che includono funzionalità incentrate sull'intrattenimento sociale e sulla musica con tasti speciali dedicati, storage integrato e altre strutture.
- Nseries: terminali con caratteristiche al top di gamma. Questi dispositivi avevano caratteristiche uniche come la potenza delle fotocamere e del sistema multimediale. Furono prodotti dal 2005 al 2011. (N8, N73, N95, N97 Mini)
- Tseries: la lettera T sta per Time. Venduti esclusivamente in Cina, erano terminali e analoghi alla serie E e N (T7-00) e realizzati per fornire servizi offerti in Cina, dove la maggior parte delle tecnologie e delle funzionalità web sono disabilitate o sostituite da altre simili.

I modelli nati dalla partnership con Microsoft, che quindi montano il sistema operativo Windows Phone, non utilizzano più le lettere per distinguere i cellulari, ma il nome Lumia, seguito dal numero di modello. La Serie 40 invece è implementata sui cellulari denominati "Asha" così come il primo modello PureView (il Nokia 808 PureView) ha Symbian a bordo.

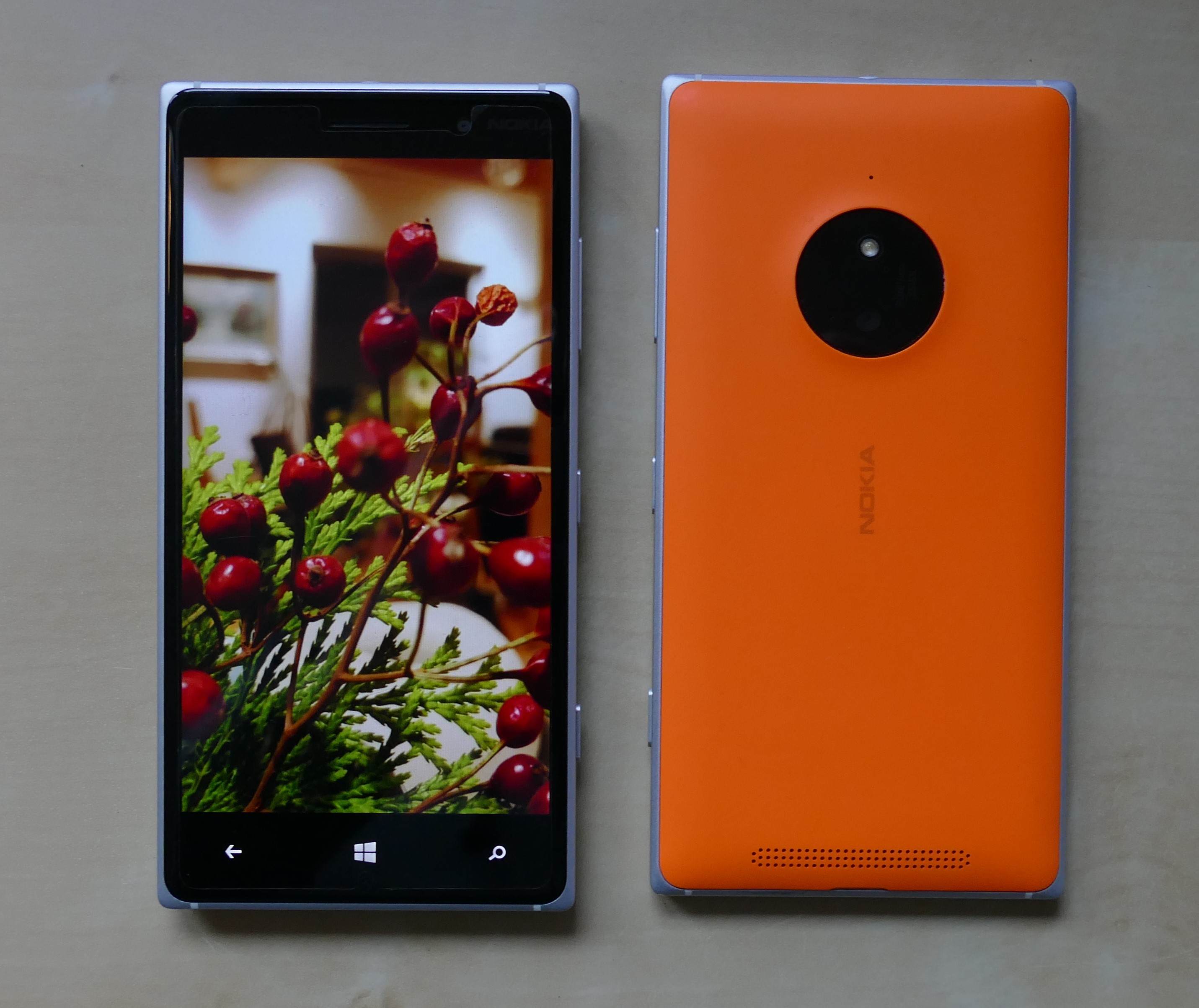
Nokia Lumia 830 (2014)

#### Prodotti in seguito all'acquisizione di Microsoft
Nel 2011 la divisione Devices & Services di Nokia è stata acquisita da Microsoft. Di conseguenza debuttano tre linee di prodotti che affiancano i dispositivi identificati con la classica nomenclatura a numeri:
- Lumia: era la serie di dispositivi top di gamma di Nokia, presentata a fine 2011 e poi commercializzata dal 2014 al 2016 con marchio Microsoft. Il termine Lumia deriva da "lumi", che in finlandese significa neve. L'intera gamma Lumia utilizza il sistema operativo Windows Phone. Questa serie è stata creata attraverso una partnership esclusiva nel febbraio di quell'anno che consentiva a Nokia di utilizzare e modificare il sistema operativo mobile di Microsoft, infatti inizialmente era a marchio Nokia, ma successivamente è stato abbandonato a favore del marchio Microsoft.
- Asha: gamma di feature phone prodotta da Nokia dal 2011 al 2014. Il nome Asha deriva dal sanscrito e significa "speranza". Montano il sistema operativo S40 (usato in precedenza anche per i cellulari di fascia bassa) e successivamente Asha Platform.Nokia XL (sinistra), Nokia X+ (al centro) e Nokia X (a destra)

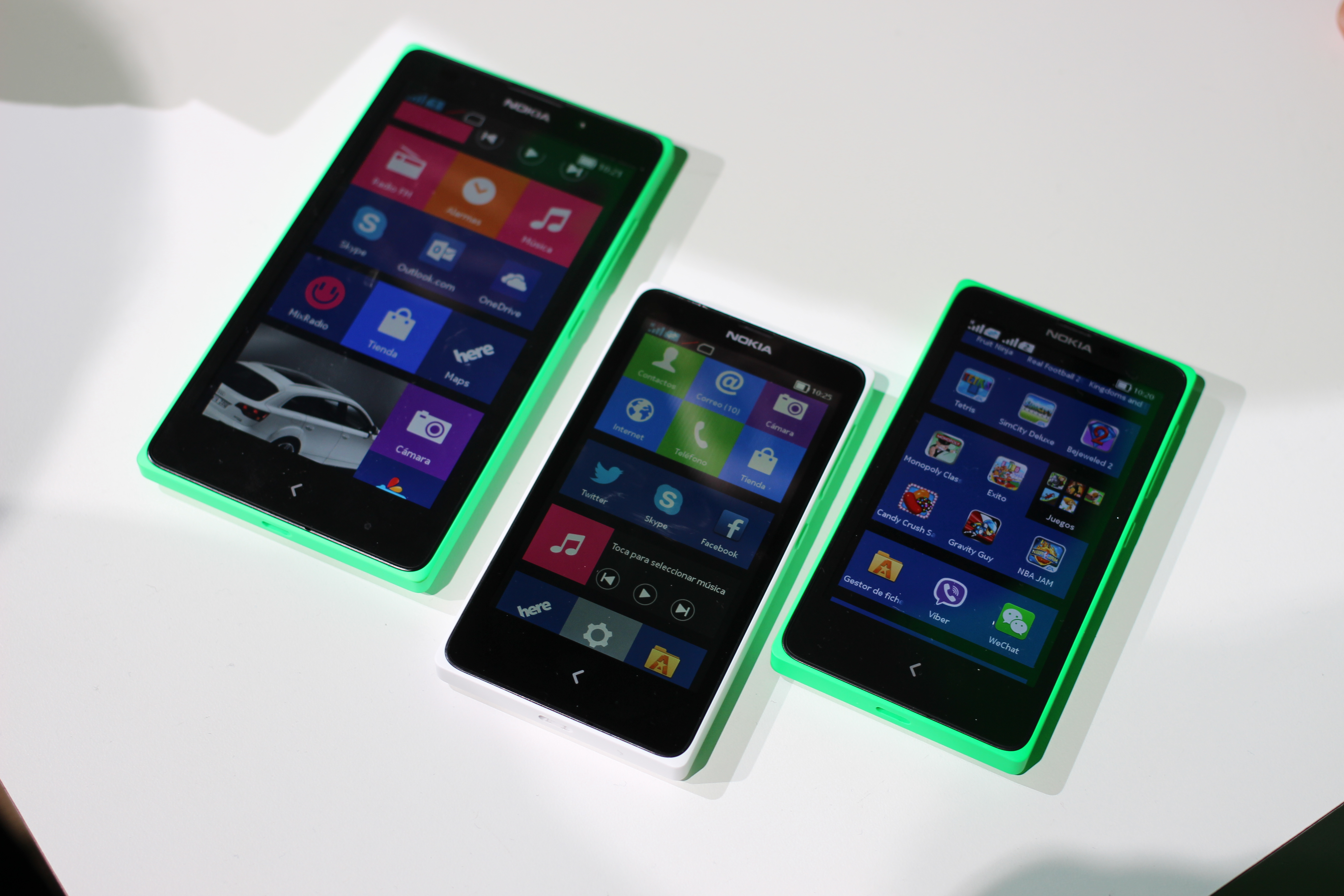
Nokia XL (sinistra), Nokia X+ (al centro) e Nokia X (a destra)

- X: era una serie di smartphone con sistema operativo Android. Tutti i modelli erano provvisti di connettività dual SIM e la loro fascia di prezzo era posta a metà tra i dispositivi Asha e Lumia. Le applicazioni di Google, tra cui anche i servizi Google Play, sono state sostituite da quelle di Nokia e di Microsoft, rese disponibili tramite il Nokia Store. Nonostante il successo nei mercati emergenti (al primo posto nelle vendite in Russia, Pakistan, Kenya e Nigeria, e al terzo posto in India), la produzione è stata successivamente interrotta. Includeva i modelli X, X+, XL e X2.

Oltre queste tre linee, Nokia ha continuato a produrre anche dispositivi con la classica nomenclatura basata sui numeri.

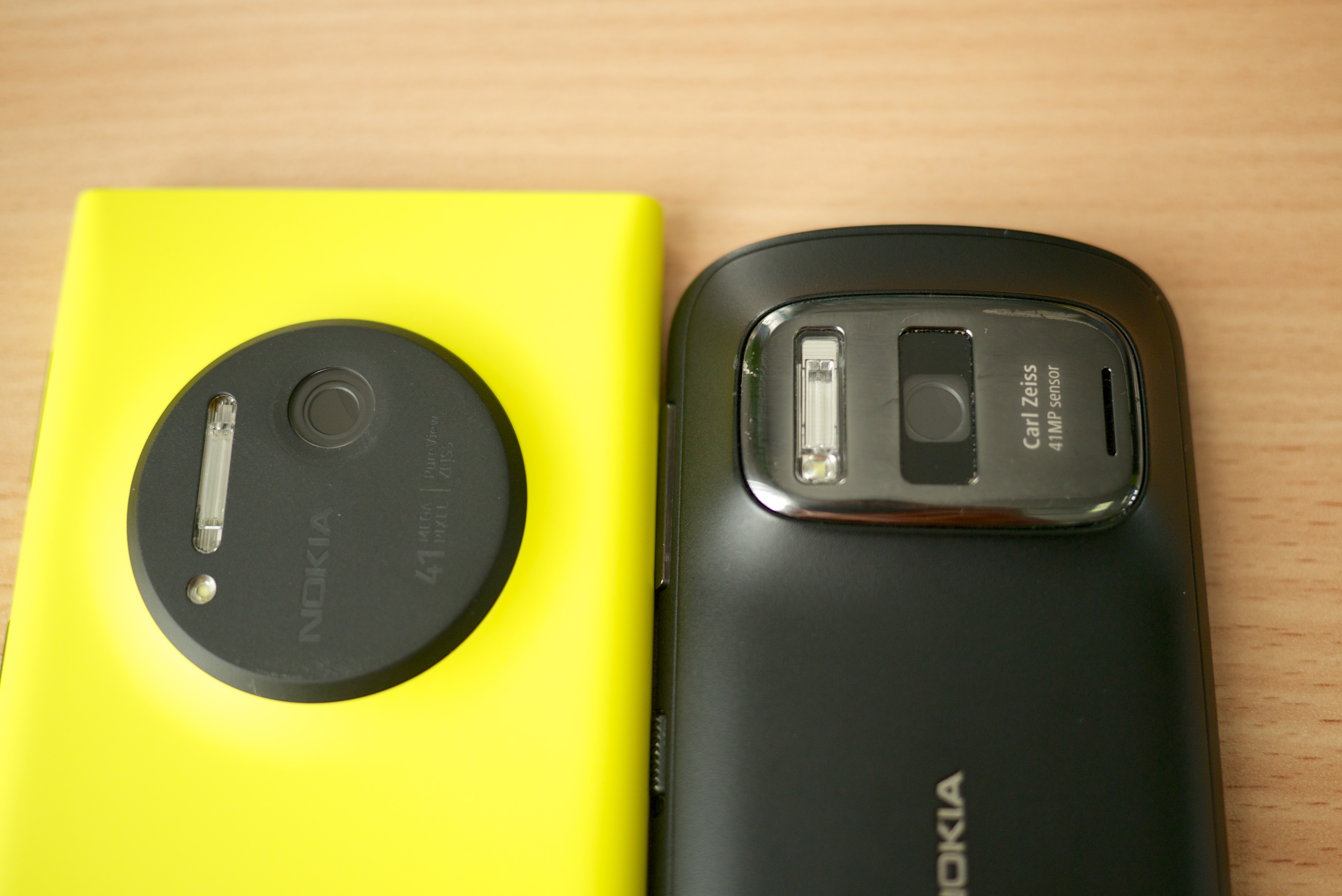
Confronto fotocamere 41 MPX (Lumia 1020 e 808 PureView)

#### Il marchio PureView
È un marchio di proprietà Nokia che identifica gli smartphone con fotocamere ad alta tecnologia. Le fotocamere PureView dispongono di processori d'immagine che eseguono il ridimensionamento delle immagini con sovracampionamento, offrendo uno zoom digitale migliorato e una riduzione del rumore. È stato introdotto per la prima volta sul Nokia 808 PureView ed è stato poi implementato su alcuni modelli della serie Lumia (830, 920, 925, 928, 929/Icon, 930, 1020, 1520), sul Nokia 9 PureView e sul Nokia 8.3 5G.

#### Prodotti da Nokia Technologies
- N1: tablet con sistema operativo Android (Z Launcher), prodotto dall'azienda finlandese in collaborazione con Foxconn. Tra le caratteristiche ci sono la fotocamera principale da 8 MP e anteriore da 5, uno schermo da 7,9 pollici, memoria da 32 GB, RAM 2 GB, batteria da 5600 mAh e porta USB Type C. È stato commercializzato solo sul mercato cinese. È stato il primo dispositivo prodotto nel periodo successivo a Microsoft.
- OZO: videocamera per la realtà virtuale in grado di registrare filmati in 3D; infatti il dispositivo, che può funzionare in modo indipendente grazie alla presenza di un battery pack e di una memoria interna, ospita 8 videocamere, ognuna con campo di visione da 195° e in grado di registrare una immagine a risoluzione 2K x 2K. Sul corpo sono poi presenti anche 8 microfoni direzionali. Le immagini registrate vengono infine combinate da uno speciale software, sviluppato appositamente per questa fotocamera.

#### Prodotti da HMD Global (dal 2017 al 2024)
Dal 2016 i dispositivi mobili a marchio Nokia sono sviluppati e prodotti dall'azienda HMD Global. La produzione si articola in telefoni cellulari basici (feature phone) contraddistinta dalla classica numerazione a 3 o 4 numeri e con sistema operativo Nokia Serie 30+ o KaiOS e smartphone e tablet con sistema operativo Android.
Da fine 2024, HMD Global venderà i nuovi smartphone a Marchio proprio, eliminando il Marchio Nokia.

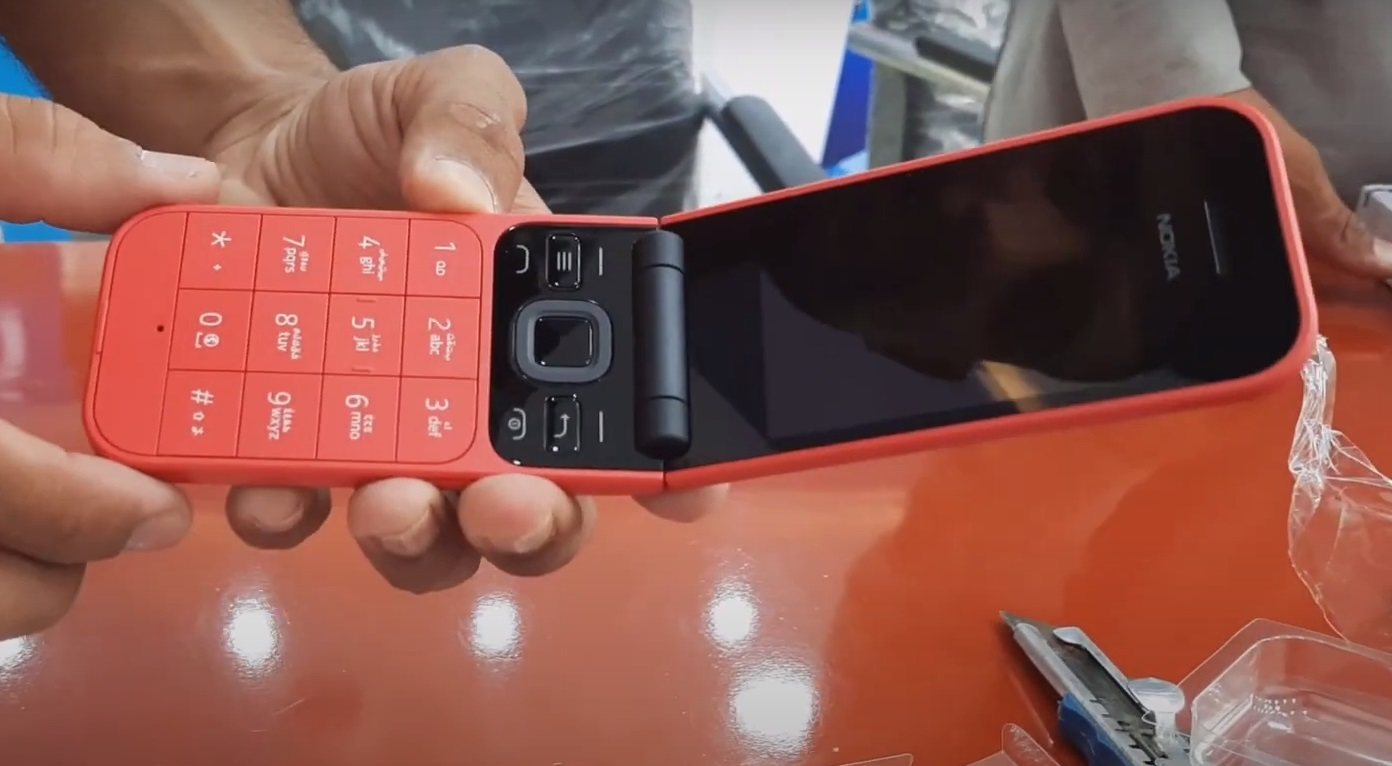
Nokia 2720 Flip (2019)

Di seguito la nomenclatura utilizzata per i propri prodotti fino al 2020:
- Serie 1: usata per indicare gli smartphone entry level e di bassa gamma pensati soprattutto per i mercati emergenti
- Serie 2: usata per indicare gli smartphone di bassa gamma

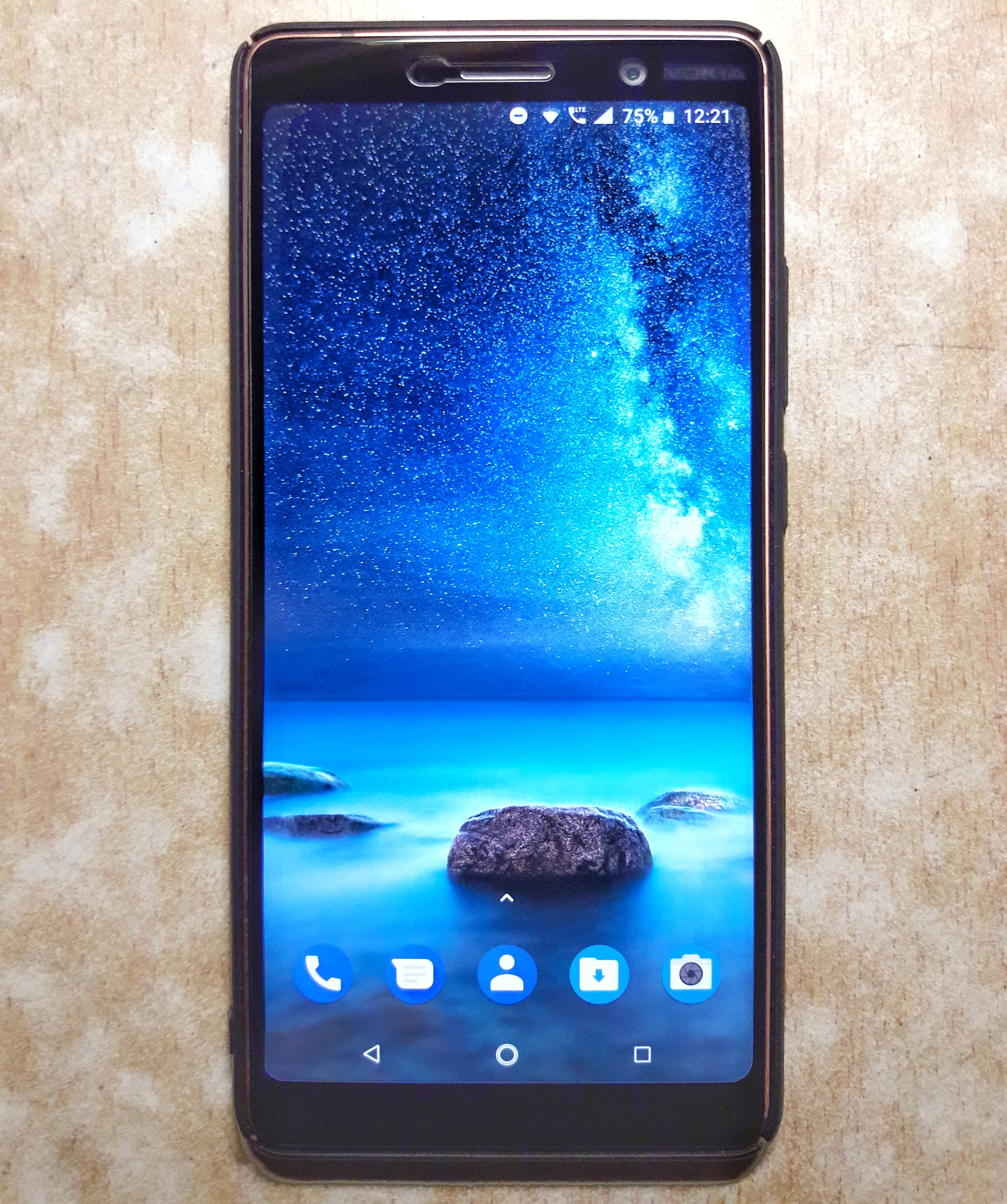
Nokia 7 Plus (2018)

- Nokia 7 Plus (2018)Serie 3: usata per indicare gli smartphone di media-bassa gamma
- Serie 4: usata per indicare gli smartphone di media-bassa gamma. Di questa serie fu presentato un solo modello, il Nokia 4.2
- Serie 5: usata per indicare gli smartphone di media-bassa gamma
- Serie 6: usata per indicare gli smartphone di media gamma
- Serie 7: usata per indicare gli smartphone di media-alta gamma

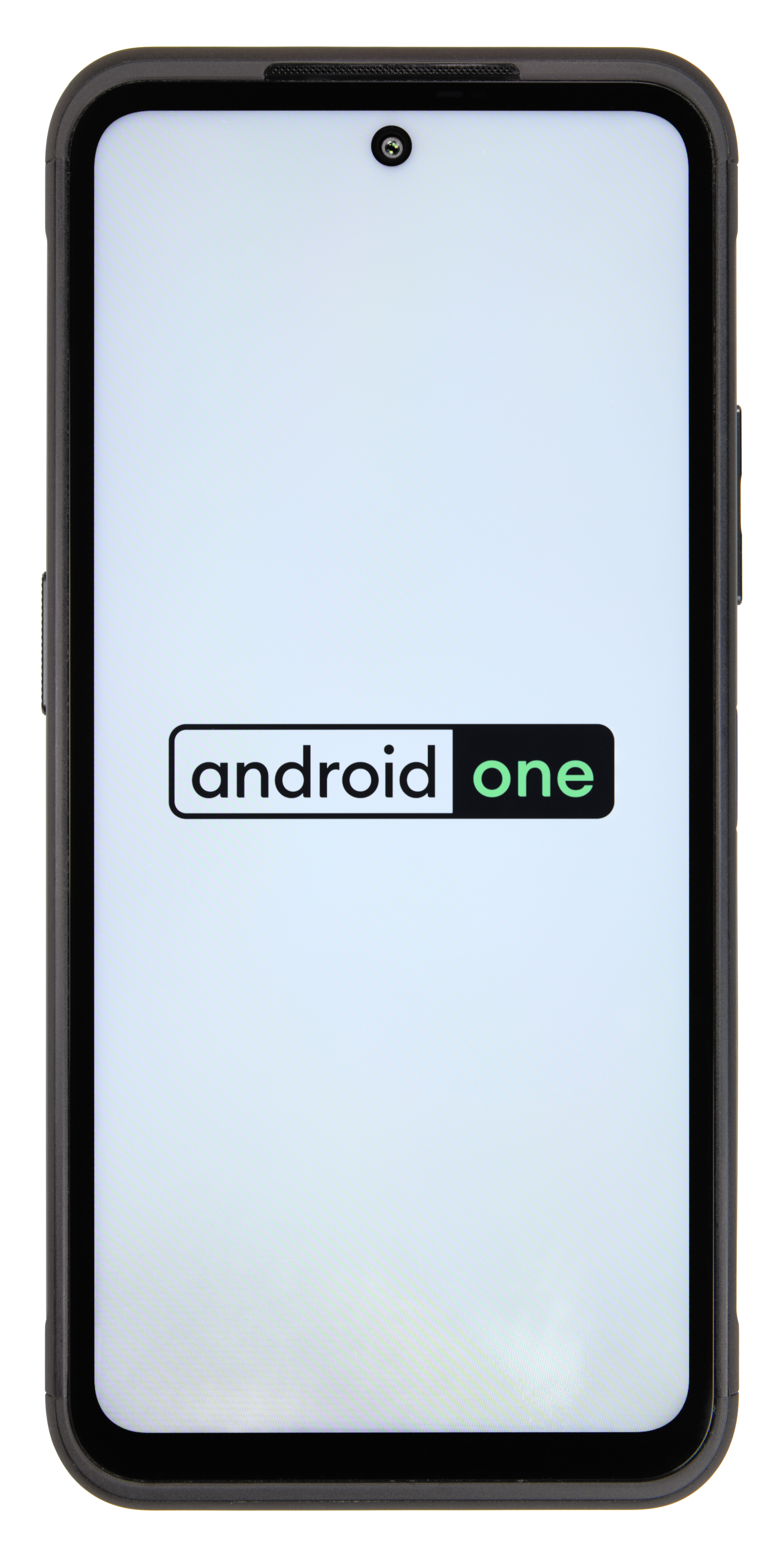
Nokia XR20 (2021)

- Nokia XR20 (2021)Serie 8: usata per indicare gli smartphone di media-alta gamma
- Serie 9: usata per indicare smartphone di alta gamma. Con questa nomenclatura fu presentato un solo modello, il 9 Pureview

Dal 2021 viene introdotta una nuova nomenclatura basata sulle lettere anziché sui numeri, seguite da un relativo numero variabile a seconda della fascia di prodotto:
- Serie C: smartphone di fascia bassa, spesso destinati ai mercati emergenti, montano Android in versione Go. Dal 2021 tale nomenclatura identifica, sul mercato europeo, gli smartphone entry-level con un supporto di due anni per le patch di sicurezza e gli aggiornamenti software. Non è prevista la commercializzazione in Italia.
- Serie G: presentata nel 2021, si tratta di smartphone di fascia media con supporto di tre anni per le patch di sicurezza e due per gli aggiornamenti software.
- Serie X: usata inizialmente per gli smartphone destinati ai mercati asiatici, dal 2021 questa nomenclatura è utilizzata anche nel mercato europeo per identificare gli smartphone top di gamma con tre anni di garanzia e supporto di tre anni per le patch di sicurezza e per gli aggiornamenti software.
- Serie XR: presentata nel 2021, la serie include smartphone "rugged" (ossia robusti e resistenti, da cui la R del nome), resistenti a cadute fino a un'altezza di 2 metri, a temperature estreme e in grado di resistere per un'ora se immersi in acqua. Vengono forniti con una garanzia di tre anni e supporto di quattro anni per gli aggiornamenti delle patch di sicurezza mensili e tre per gli aggiornamenti del sistema operativo. Inoltre, Nokia garantisce la sostituzione gratuita del display entro un anno dall'acquisto.
- Serie T: presentata nella seconda metà del 2021 per indicare i tablet. Per questi dispositivi è garantito un supporto di due anni per gli aggiornamenti del sistema operativo e tre per quelli delle patch di sicurezza.

### Altri prodotti
Oltre che per i dispositivi mobili, Nokia ha dato in licenzia il proprio Marchio per produrre smart TV dai 24 ai 75 pollici, computer portatili, accessori, dispositivi di streaming, ricevitori satellitari, router Wi-Fi e dispositivi audio.